# Regno di Napoli
Regno di Napoli (in latino medievale: Regnum Neapolitanum) è il nome con cui è conosciuto, nella storiografia moderna, l'antico Stato italiano esistito dal XIV al XIX secolo ed esteso a tutta l'Italia meridionale.
Il suo nome ufficiale era Regnum Siciliae citra Pharum, il cui significato è “Regno di Sicilia al di qua del Faro”, in riferimento al Faro di Messina, e si contrapponeva al contemporaneo Regnum Siciliae ultra Pharum, cioè “Regno di Sicilia al di là del Faro”, che si estendeva sull'intera isola di Sicilia. In epoca normanna, l'intero Regno di Sicilia era distinguibile in due macro-aree: la prima includeva i territori insulari della ex Contea di Sicilia; la seconda includeva invece i territori peninsulari, costituiti in larga parte da quelli che furono il Ducato di Puglia e Calabria e il Principato di Capua; riuniti con i normanni nel suddetto regno.
Quest'ultimo Stato fu istituito nel 1130, col conferimento a Ruggero II d'Altavilla del titolo di Rex Siciliae dall'antipapa Anacleto II, titolo confermato nel 1139 da papa Innocenzo II. Il nuovo Stato insisteva così su tutti i territori del Mezzogiorno, attestandosi come il più esteso degli antichi Stati italiani; il suo assetto normativo fu definitivamente formalizzato fin dalle Assise di Ariano del 1140-1142. In seguito, con la stipula della pace di Caltabellotta del 1302, seguì la formale divisione del regno in due: Regnum Siciliae citra Pharum (noto nella storiografia come Regno di Napoli) e Regnum Siciliae ultra Pharum (anche noto, per un breve periodo, come Regno di Trinacria, e conosciuto nella storiografia come Regno di Sicilia). Pertanto tale trattato può essere considerato l'atto di fondazione convenzionale dell'entità politica oggi nota come Regno di Napoli.
Il regno, come Stato sovrano, vide una grande fioritura intellettuale, economica e civile, sia sotto la dinastia angioina (1282-1442), sia in seguito alla conquista aragonese del trono napoletano da parte di Alfonso I (1442-1458), sia sotto il governo di un ramo cadetto della Casa d'Aragona (1458-1501); a quel tempo, la capitale, Napoli, era celebre per lo splendore della sua corte e il mecenatismo dei suoi sovrani. Nel 1504, la Spagna unita sconfisse la Francia nel contesto delle guerre d'Italia, e il Regno di Napoli fu da allora legato dinasticamente alla monarchia ispanica insieme a quello di Sicilia, fino al 1713 (de facto fino al 1707): entrambi furono governati come due vicereami distinti ma con la dicitura ultra et citra Pharum, e con la conseguente distinzione storiografica e territoriale tra Regno di Napoli e Regno di Sicilia. In seguito alla pace di Utrecht il reame napoletano passò ad essere amministrato, per un breve periodo (1713-1734), dalla monarchia asburgica d'Austria. Benché i due regni, nuovamente riuniti, avessero ottenuto l'indipendenza con Carlo di Borbone già nel 1735, l'unificazione giuridica definitiva di entrambi i regni si ebbe solo nel dicembre 1816, con la fondazione dello Stato sovrano del Regno delle Due Sicilie.
Il territorio del Regno di Napoli, inizialmente, corrispondeva alla somma dei territori delle odierne regioni italiane di Abruzzo, Molise, Campania, Puglia, Basilicata e Calabria, comprendendo anche alcune aree dell'attuale Lazio meridionale ed orientale, appartenenti fino al 1927 alla Campania, ovvero all'antica provincia di Terra di Lavoro (circondario di Gaeta e circondario di Sora), e all'Abruzzo (circondario di Cittaducale).

## Nomenclatura
Il termine "Regno di Napoli" è di uso quasi universale tra gli storici, ma non è stato utilizzato ufficialmente dal governo. Poiché gli Angioini rimasero al potere nella penisola italiana, mantennero il nome originale di Regno di Sicilia (Regnum Siciliae). Alla fine della Guerra del Vespro, la Pace di Caltabellotta (1302) stabilì che il nome del regno sarebbe stato Regno di Sicilia Citra Farum era diventato noto colloquialmente come Regno di Napoli (Regnum Neapolitanum o Regno di Napoli).
Nel tardo Medioevo, era comune distinguere le due Sicilie notando la loro posizione rispetto al resto dell'Italia e la Punta del Faro , cioè lo Stretto di Messina . Il regno peninsulare era noto come Sicilia citra Farum o al di qua del Faro ('da questa parte del Faro'), e il regno insulare era noto come Sicilia ultra Farum o di la del Faro (dall'altra parte del Faro). Quando entrambi i regni passarono sotto il dominio di Alfonso il Magnanimo nel 1442, questo uso divenne ufficiale, sebbene Ferdinando I (1458–94) preferisse il semplice titolo Re di Sicilia (Rex Sicilie).
Nel XVIII secolo, l'intellettuale napoletano Giuseppe Maria Galanti sostenne che Puglia fosse il vero nome "nazionale" del regno. Al tempo di Alfonso il Magnanimo, i due regni erano sufficientemente distinti da non essere più visti come divisioni di un unico regno. Nonostante fossero ripetutamente in unione personale , rimasero amministrativamente separati. Nel 1816, i due regni si unirono finalmente per formare il Regno delle Due Sicilie.

## Storia

### Dal Regno di Sicilia al Regno di Napoli

Il Regno di Sicilia si estese sull'omonima isola e sul sud Italia continentale, dalla sua fondazione, nel 1130, sino al 1282.

#### L'unità territoriale del Meridione: Ruggero II e la dinastia normanna

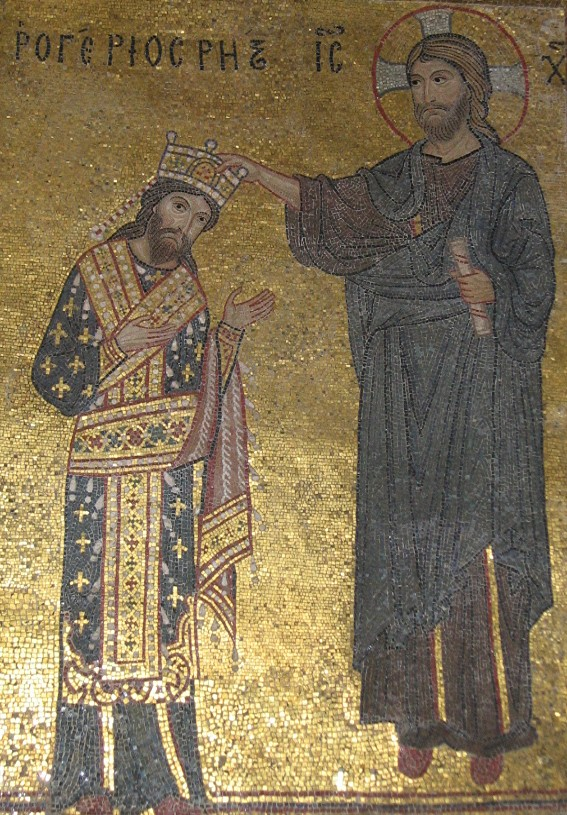
Cristo incorona Ruggero II, mosaico nella Chiesa della Martorana situata a Palermo.

L'isola di Sicilia e l'intera Italia meridionale a sud del Tronto e del Liri erano i territori che formavano il Regno di Sicilia, costituito di fatto nel 1127-1128 quando il conte di Sicilia, Ruggero II d'Altavilla, unificò sotto il suo dominio i diversi feudi normanni dell'Italia Meridionale (Ducato di Puglia e Calabria) con capitale Palermo.
Con il titolo di Re di Sicilia fu acclamato dalla prima seduta del parlamento siciliano e successivamente incoronato dall'antipapa Anacleto II fin dal 1130; successivamente legittimato, nel 1139, da papa Innocenzo II. Alla fine del XII secolo, a seguito della sconfitta di Federico Barbarossa, lo Stato Pontificio aveva avviato con papa Innocenzo III una politica di espansionismo del potere temporale; papa Innocenzo IV, in linea col suo predecessore, rivendicò i diritti feudali dello Stato della Chiesa sul Regno di Sicilia, poiché i titoli regali sullo Stato erano stati assegnati ai Normanni (Ruggero II) da Innocenzo II.

#### Periodo della dinastia sveva
Quando però Enrico VI, figlio del Barbarossa, sposò Costanza d'Altavilla, ultima erede del Regno di Sicilia, il territorio del regno passò sotto la corona sveva, diventando un centro strategico della politica imperiale degli Hohenstaufen in Italia, in particolare con Federico II.
Il sovrano svevo, nella duplice posizione di Sacro Romano Imperatore e re di Sicilia, fu uno dei protagonisti della storia medievale europea: si preoccupò principalmente del Regno di Sicilia, delegando ai principi germanici parte dei suoi poteri nei territori d'oltralpe. Principale ambizione del sovrano fu quella di creare uno Stato coeso ed efficiente: nobiltà feudale e città dovevano rispondere unicamente al re, in uno Stato fortemente centralizzato retto da un capillare apparato burocratico e amministrativo, che trovò la sua massima espressione nelle Costituzioni di Melfi.
Durante il regno di Federico II, le nuove vie commerciali in direzione della Toscana, della Provenza e in definitiva dell'Europa, risultavano sempre più vantaggiose e proficue rispetto a quelle del Mediterraneo meridionale, dove spesso i traffici erano ostacolati dall'ingerenza dei Saraceni e l'incostanza di diversi regni islamici. Federico II fondò a Napoli lo Studium, ovvero la più antica università statale d'Europa, destinata a formare le menti della classe dirigente del regno.
Alla morte di Federico (1250), il figlio Manfredi assunse la reggenza del regno. Un diffuso scontento e la resistenza dei ceti baronale e cittadino al nuovo sovrano sfociò infine in una violenta sollevazione contro le imposizioni provenienti dalla corte regia. In questo i rivoltosi trovarono il sostegno di papa Innocenzo IV, desideroso di estendere la sua autorità nel Mezzogiorno. Tanto i feudatari quanto la classe, tipicamente urbana, composta da burocrati, notai e funzionari, desideravano più indipendenza e maggiore respiro dal centralismo monarchico; pertanto Manfredi tentò una mediazione. Il nuovo sovrano affrontò i conflitti con una decisa politica di decentramento amministrativo che tendeva ad integrare nella gestione del territorio, oltre che i ceti baronali, anche le città.
Pur senza cedere alle richieste d'autonomia provenienti dall'ambiente urbano, il nuovo sovrano valorizzò molto più del padre la funzione delle città come poli amministrativi, favorendo anche l'inurbamento dei baroni; ciò fece emergere, accanto alla più antica nobiltà baronale, un nuovo ceto burocratico urbano, che in vista di una promozione sociale, investì parte dei guadagni nell'acquisto di estesi patrimoni terrieri. Tali mutamenti della composizione del ceto dirigente urbano indussero anche nuove relazioni tra le città e la corona, preannunciando le profonde trasformazioni della successiva età angioina.

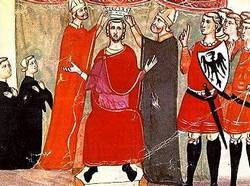
L'incoronazione di Manfredi.

Manfredi continuò inoltre a legittimare le politiche ghibelline, controllando direttamente l'«Apostolica Legazia di Sicilia», corpo politico-giuridico in cui l'amministrazione delle diocesi e del patrimonio ecclesiastico era direttamente gestita dal sovrano, ereditaria e senza la mediazione papale. In questi anni papa Innocenzo IV sostenne una serie di rivolte in Campania e Puglia che portarono all'intervento diretto dell'imperatore Corrado IV, fratellastro maggiore di Manfredi, il quale infine riportò il Regno sotto la giurisdizione imperiale. Succedette a Corrado IV il figlio Corradino di Svevia e, finché quest'ultimo fu ancora minorenne, il governo della Sicilia e della Apostolica Legazia fu presa da Manfredi: egli, più volte scomunicato per contrasti col papato, arrivò a proclamarsi re di Sicilia.
Morto Innocenzo IV, il nuovo papa di origine francese Urbano IV, rivendicando diritti feudali sul Regno di Sicilia e temendo la possibilità di una definitiva unione del regno al Sacro Romano Impero, chiamò in Italia Carlo d'Angiò, conte di Angiò, Maine e Provenza, e fratello del re di Francia, Luigi IX: nel 1266 il vescovo di Roma lo nominò rex Siciliae. Il nuovo sovrano dalla Francia partì allora alla conquista del regno, sconfiggendo prima Manfredi nella battaglia di Benevento, e poi Corradino di Svevia a Tagliacozzo, il 23 agosto 1268.
Gli Hohenstaufen, la cui linea maschile si era estinta con Corradino, furono eliminati dalla scena politica italiana mentre gli angioini si assicurarono la corona del Regno di Sicilia. La sconfitta di Corradino, tuttavia, fu la premessa di importanti sviluppi, perché le città siciliane, che avevano accolto benevolmente Carlo d'Angiò dopo la battaglia di Benevento, erano nuovamente passate a sostenere la parte ghibellina. La svolta anti-angioina sull'isola, motivata dall'eccessiva pressione fiscale del nuovo governo, non ebbe conseguenze politiche immediate, ma fu il primo passo verso la successiva guerra del vespro.
La grande speculazione finanziaria che la guerra aveva comportato (gli angioini si erano indebitati coi banchieri guelfi di Firenze), portò a una serie di nuove tassazioni e gabelle in tutto il regno, che si sommarono a quelle che il re impose quando ebbe a finanziare una serie di campagne militari in Oriente, nella speranza di assoggettare al suo dominio i resti dell'antico impero bizantino.

### Periodo angioino

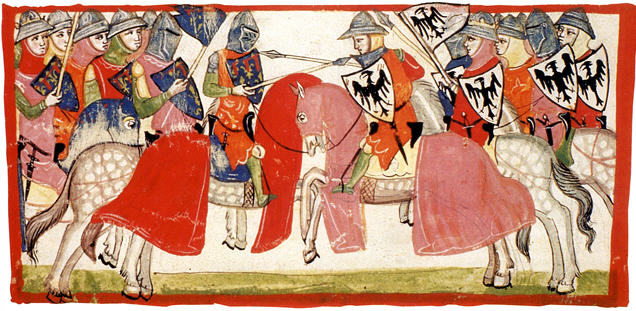
Battaglia di Benevento

L'avvento di Carlo I sul trono, divenuto re grazie all'investitura papale e per diritto di conquista, non segnò tuttavia una vera e propria rottura col governo dei sovrani della dinastia sveva, ma si realizzò in un quadro di sostanziale stabilità delle istituzioni monarchiche ed in particolare dell'impianto fiscale. Il rafforzamento dell'apparato governativo attuato in precedenza da Federico II offriva infatti alla dinastia Angioina una struttura Statale solida su cui poggiare il proprio potere. Il primo re di origine angioina conservò senza discontinuità le magistrature elettive dell'apparato regio e nell'amministrazione centrale integrò strutture già esistenti con istituzioni tradizionalmente operanti nella monarchia francese.
L'eredità dell'organizzazione dello Stato federiciano, riutilizzata da Carlo I, però riproponeva nuovamente il problema dell'opposizione congiunta delle città e della nobiltà feudale: le stesse forze che durante il regno di Manfredi avevano appoggiato la dinastia francese contro gli Svevi. Il sovrano angioino, nonostante i solleciti del Papa, governò con forte assolutismo, incurante delle pretese della nobiltà e del ceto urbano, che non consultò mai se non per l'aumento delle tassazioni dovuto alla guerra contro Corradino.
Con la morte di Corradino, per mano degli angioini, i diritti svevi sul trono di Sicilia passarono ad una delle figlie di Manfredi: Costanza di Hohenstaufen, che il 15 luglio 1262 aveva sposato il re d'Aragona Pietro III. Il partito ghibellino di Sicilia che precedentemente si era organizzato attorno agli svevi Hohenstaufen, fortemente scontento della sovranità della dinastia angioina sull'isola, cercò il sostegno di Costanza e degli aragonesi per organizzare la rivolta contro il potere costituito.
Iniziò così la rivolta del Vespro. Questa è stata a lungo considerata l'espressione di una ribellione popolare spontanea contro il peso della fiscalità ed il governo tirannico «della mala Signoria angioina», come la definì Dante Alighieri; ma questa interpretazione ha lasciato ormai spazio ad una valutazione più attenta alla complessità degli avvenimenti e alla molteplicità degli attori in campo.
Un ruolo centrale deve essere indubbiamente attribuito all'iniziativa dell'aristocrazia rafforzatasi in età sveva, più decisamente radicata in Sicilia, che sentiva minacciate le proprie posizioni di potere dalle scelte del nuovo sovrano: la preferenza accordata dagli Angiò a Napoli, il loro strettissimo legame col Papa ed i mercanti fiorentini, la tendenza ad affidare importanti funzioni di governo ad uomini provenienti dal Mezzogiorno peninsulare.
Fra questi oppositori si distinguevano per attivismo le famiglie aristocratiche emigrate che, dopo l'esecuzione del giovane Corradino, avevano dovuto rinunciare a diritti e a beni patrimoniali, ma che godevano del sostegno delle città ghibelline dell'Italia centro-settentrionale. Inoltre con la perdita di centralità della Sicilia, anche le forze produttive e commerciali, che avevano in principio sostenuto la spedizione angioina, si trovarono in netta contrapposizione con la crescente egemonia del Mezzogiorno peninsulare.
Inoltre non è da sottovalutare l'interferenza di agenti esterni come la monarchia aragonese, in quel periodo in grande contrapposizione col blocco franco-angioino, le città ghibelline, ed addirittura l'Impero bizantino, fortemente preoccupato dai progetti espansionistici di Carlo che gli aveva già strappato Corfù e Durazzo ormai parti del Regno di Sicilia.

#### Le guerre del Vespro
La sollevazione popolare anti-angioina iniziò a Palermo il 31 marzo 1282 e dilagò in tutta la Sicilia. Pietro III di Aragona sbarcò a Trapani nell'agosto del 1282 e sconfisse l'esercito di Carlo d'Angiò durante l'Assedio di Messina, che durò ben 5 mesi da maggio a settembre 1282. Il Parlamento siciliano incoronò Pietro e la moglie Costanza, figlia di Manfredi; di fatto, da quel momento vi furono due sovrani col titolo di "re di Sicilia": l'Aragonese, per investitura del Parlamento siciliano, e l'Angioino, per investitura papale.
Il 26 settembre 1282 Carlo d'Angiò scappò definitivamente dal campo d'armi in Calabria. Qualche mese più tardi, il papa regnante Martino IV scomunicò Pietro III. Ciononostante non fu più possibile per Carlo tornare nell'arcipelago siciliano e la sede regia angioina fu itinerante tra Capua e la Puglia per diversi anni, finché col successore di Carlo I, Carlo II d'Angiò, Napoli fu definitivamente scelta come nuova sede della monarchia e delle istituzioni centrali nel continente.
Con Carlo II la dinastia ebbe la sua sede fissa nel Maschio Angioino.

#### L'amministrazione angioina
Seppur le ambizioni angioine in Sicilia venissero inibite dalle numerose sconfitte militari, Carlo I mirò a consolidare il proprio potere nella parte continentale del regno, innestando sulla precedente politica baronale guelfa parte delle riforme che già il vecchio Stato svevo stava attuando per rafforzare l'unità territoriale del Mezzogiorno.
Dalle prime invasioni longobarde buona parte dell'economia del regno, nel principato di Capua, in Abruzzo e nel Contado di Molise, era gestita dai monasteri benedettini (Casauria, San Vincenzo al Volturno, Montevergine, Montecassino), che in molti casi avevano accresciuto i loro privilegi fino a diventare vere e proprie signorie locali, a sovranità territoriale e in contrasto spesso coi feudatari laici vicini. L'invasione normanna prima, le lotte fra l'antipapa Anacleto II, sostenuto fra gli altri dai benedettini, e il papa Innocenzo II, e infine la nascita del Regno di Sicilia minarono le basi della tradizione feudale benedettina.
Dopo il 1138, sconfitto Anacleto II, Innocenzo II e le dinastie normanne incentivarono nell'Italia meridionale il monachesimo cistercense; molti monasteri benedettini furono convertiti alla nuova regola che, limitando l'accumulazione di beni materiali alle risorse necessarie per la produzione artigianale e agricola, precludeva la possibilità per i nuovi cenobi di costituire patrimoni e signorie feudali: il nuovo ordine investiva quindi le risorse in riforme agrarie (bonifiche, dissodamenti, grangìe), artigianato, meccanica e assistenza sociale, con valetudinaria (ospedali), farmacie e chiese rurali.
Il monachesimo francese trovò allora il sostegno dei vecchi feudatari normanni, che poterono così contrastare attivamente le ambizioni temporali del clero locale: su questo compromesso si innestò la politica del nuovo sovrano Carlo I; egli fondò di sua mano le abbazie cistercensi di Realvalle (Vallis Regalis) a Scafati e Santa Maria della Vittoria a Scurcola Marsicana, e favorì le filiazioni delle storiche abbazie di Sambucina (Calabria), Sagittario (Basilicata), Sterpeto (Terra di Bari), Ferraria (principato di Capua), Arabona (Abruzzo) e Casamari (Stato Pontificio), diffondendo al contempo il culto dell'Assunzione di Maria nel Mezzogiorno. Concesse inoltre nuove contee e ducati ai militari francesi che sostennero la sua conquista del napoletano.
I principali centri monastici di produzione economica erano stati così svincolati dall'amministrazione di possedimenti feudali e l'unità dello Stato, debellata l'autorità politica benedettina, si fondava ora sulle antiche baronie normanne e sull'assetto militare risalente a Federico II. Carlo I infatti conservò gli antichi giustizierati federiciani, accrescendo il potere dei rispettivi presidenti: ogni provincia aveva un giustiziere che, oltre ad essere a capo di un importante tribunale, con due corti, era anche il vertice della gestione del locale patrimonio finanziario e dell'amministrazione del tesoro, ricavato dalle tassazioni delle universitates (comuni). L'Abruzzo fu diviso in Aprutium citra (flumen Piscariae) e Aprutium ultra (flumen Piscariae); molte delle città sveve, come Sulmona, Manfredonia e Melfi, persero il loro ruolo centrale nel regno in favore di città minori o antichi capoluoghi decaduti come San Severo, Chieti e L'Aquila, mentre nei territori che erano stati bizantini (Calabria, Puglia) si consolidò l'assetto politico iniziato dalla conquista normanna: l'amministrazione periferica, che i greci affidavano ad un capillare sistema di città e diocesi, tra il patrimonium publicum dei funzionari bizantini e il p. ecclesiae dei vescovi, da Cassanum a Gerace, da Barolum a Brundisium, fu sostituita definitivamente dall'ordine feudale della nobiltà fondiaria. Nel Mezzogiorno le sedi dei giustizieri (Salerno, Cosenza, Catanzaro, Reggio, Taranto, Bari, San Severo, Chieti, L'Aquila e Capua) o di importanti arcidiocesi (Benevento e Acheruntia), oltre che la nuova capitale, restarono gli unici centri abitati dotati di peso politico o attività finanziarie, economiche e culturali. 

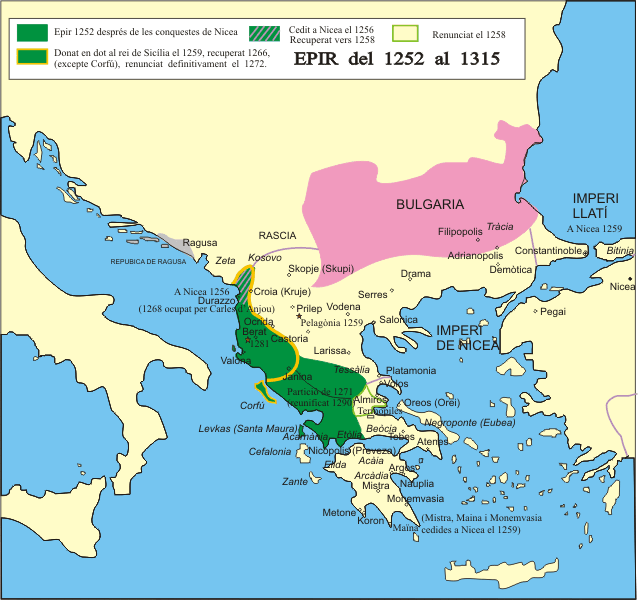
La campagna di Carlo I in oriente e la nascita del regno d'Albania (Angiò-Durazzo).

Carlo perse però, per dei provvedimenti pontifici, le ultime regalie del napoletano, quali il diritto del sovrano di nominare degli amministratori regi nelle diocesi con sedi vacanti: tali privilegi fino ad allora nel Mezzogiorno erano sopravvissuti alla riforma gregoriana che stabiliva che solo il pontefice doveva godere della facoltà di nominare e deporre vescovi (libertas Ecclesiae).
Il 7 gennaio 1285 morì Carlo I d'Angiò e gli succedette Carlo II. Con l'ascesa al trono di Napoli di questo sovrano, la politica regia ebbe una svolta: da quel momento, in seguito alla quasi costante belligeranza tra i regni di Sicilia (Napoli) e di Trinacria (Sicilia), la politica della dinastia angioina si interessò soprattutto di ottenere un buon consenso all'interno del Regno. Infatti furono da un lato aumentati i privilegi alla nobiltà feudale, indispensabile alla causa bellica, ma dall'altro, quasi a voler bilanciare l'implementarsi dei potentati feudali, furono accordate dai sovrani alle città, in gradi diversi a seconda dell'importanza che esse ricoprivano, nuove libertà ed autonomie. Queste ora potevano eleggere i giurati, ovvero i giudici con funzioni amministrative e di controllo ed i sindaci, rappresentanti della popolazione presso il sovrano. Si venne così a creare, a Napoli ed in altre realtà urbane del Mezzogiorno, una crescente conflittualità tra la nobiltà cittadina ed il popolo grasso, al quale, successivamente, il Re Roberto concesse la possibilità di entrare direttamente nell'amministrazione dello Stato.
Per certi versi si venne a creare, almeno nelle principali città del regno, una situazione rassomigliante al contrasto esistente anche nei comuni e nelle signorie dell'Italia centro-settentrionale, ma la pace del Re fungeva da equilibratrice e la figura del sovrano da arbitro, poiché l'autorità del re era comunque indiscutibile. Si configurò così un gioco di equilibrio tra città e realtà rurali-feudali abilmente gestito dalla monarchia, che sotto l'egida di Roberto d'Angiò giunse a regolamentare e delineare nettamente le sfere di influenza di nobiltà feudale, città e demanio regio.
In Sicilia invece, alla morte di Pietro III, re d'Aragona e Sicilia, il dominio sull'isola fu conteso dai suoi due figli Alfonso III e Giacomo I di Sicilia. Quest'ultimo firmò il Trattato di Anagni del 12 giugno 1295, cedendo i diritti feudali sulla Sicilia a papa Bonifacio VIII: il pontefice in cambio concesse a Giacomo I la Corsica e la Sardegna, conferendo quindi la sovranità della Sicilia a Carlo II di Napoli, erede del titolo di rex Siciliae da parte angioina.

#### Nascita dei due regni
Il trattato d'Anagni però non portò a una pace duratura; quando Giacomo I lasciò la Sicilia per governare l'Aragona, il trono palermitano fu affidato al fratello Federico III che guidò l'ennesima ribellione per l'indipendenza dell'isola e fu poi incoronato da Bonifacio VIII re di Sicilia (rex Trinacriae). Federico III però perse l'appoggio di alcuni baroni siciliani; per conservare il titolo regale, per la prima volta riconosciuto dalla Santa Sede, firmò con Carlo di Valois, chiamato da Martino IV a ripristinare l'ordine in Sicilia, la pace di Caltabellotta nel 1302.
Alla stipula della pace di Caltabellotta seguì la formale distinzione di due Regni di Sicilia: Regnum Siciliae citra Pharum (Regno di Napoli) e Regnum Siciliae ultra Pharum (Regno di Trinacria). Si concludeva così definitivamente il lungo periodo delle guerre del Vespro. Furono così formalmente distinti dall'antico Regno di Sicilia normanno-svevo, il Regno di Trinacria, sotto il controllo degli Aragonesi con capitale Palermo, ed il Regno di Napoli con capitale Napoli, sotto il controllo degli angioini. Carlo II a questo punto rinunziò alla riconquista di Palermo e iniziò una serie di interventi legislativi e territoriali per adattare Napoli al ruolo di nuova capitale dello Stato: ampliò le mura cittadine, ridusse la pressione fiscale e vi insediò la Gran Corte della Vicaria.

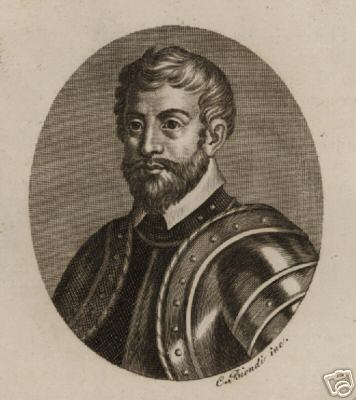
Ruggero da Fiore, in un'incisione cinquecentesca, condottiero pugliese, fu uno dei protagonisti dei Vespri Siciliani.

Nel 1309 il figlio di Carlo II, Roberto d'Angiò, venne incoronato da Clemente V re di Napoli, ancora però col titolo di rex Siciliae, oltre che di rex Hierosolymae.
Con questo sovrano la dinastia angioino-napoletana raggiunse il suo apogeo. Roberto d'Angiò, detto "il Saggio" e "pacificatore d'Italia", rafforzò l'egemonia del Regno di Napoli, ponendo egli stesso e il suo reame a capo della lega Guelfa, opponendosi alle pretese imperiali di Arrigo VII e Ludovico il Bavaro sul resto della penisola, riuscendo finanche grazie alla sua astuta e prudente politica a divenire signore di Genova.
Nel 1313 riprese la guerra tra Angioini e Aragonesi; l'anno successivo, il parlamento siciliano, disattendendo l'accordo siglato con la Pace di Caltabellotta, confermava Federico col titolo di re di Sicilia e non più di Trinacria, e riconosceva come erede del regno il figlio Pietro. Roberto tentò la riconquista della Sicilia in seguito all'attacco congiunto delle forze imperiali ed aragonesi al Regno di Napoli ed alla lega Guelfa. Sebbene le sue truppe giungessero ad occupare e saccheggiare Palermo, Trapani e Messina, l'atto fu più punitivo che di concreta conquista, infatti il sovrano angioino non fu in grado di proseguire in una lunga guerra di logoramento e fu costretto a rinunciare.
Sotto la sua guida le attività commerciali si intensificarono, fiorirono le logge e le corporazioni, Napoli divenne la città più vivace del Basso Medioevo in Italia, grazie all'effetto dell'attività mercantile intorno al nuovo porto che divenne forse il più movimentato della penisola che attirava il localizzarsi di piccole e grandi imprese commerciali, operanti nel campo dei tessuti e dei drappi, delle oreficerie e delle spezie. Ciò fu anche dovuto alla presenza di banchieri, cambiavalute ed assicuratori fiorentini, genovesi, pisani e veneziani, disposti ad assumersi rischi di non limitata entità pur di assicurarsi rapidi e cospicui profitti nel movimentare l'economia di una capitale sempre più cosmopolita.
Inoltre il sovrano, nella sua costante funzione di arbitro tra nobiltà e popolo grasso, ridusse il numero di seggi nobiliari per limitarne l'influenza a vantaggio dei populares.

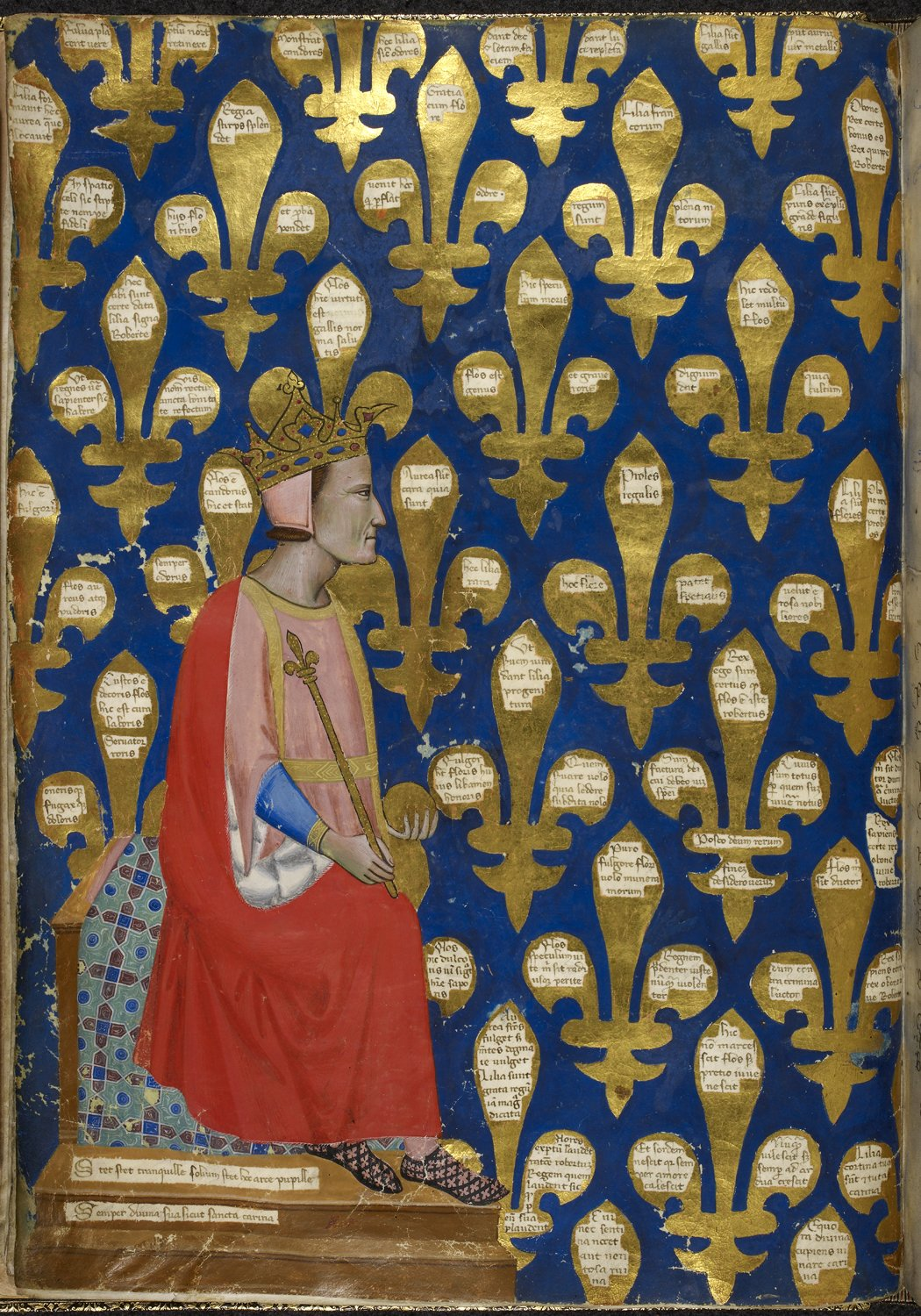
Roberto il Saggio.

In questi anni la città di Napoli rafforzò il suo peso politico nella penisola, anche con lo sviluppo della propria vocazione umanistica. Roberto d'Angiò era molto stimato dagli intellettuali italiani suoi contemporanei come il Villani, il Petrarca, Boccaccio e Simone Martini.
Proprio il Petrarca volle da lui essere interrogato per poter conseguire il lauro e lo definì "Il Re più saggio dopo Salomone". Al contrario non godette mai delle simpatie del filo-imperiale Dante Alighieri che lo definì "Re da sermone".
Il sovrano raccolse a Napoli in una scuola, non preclusa alle influenze dell'averroismo, un importante gruppo di teologi scolastici. Egli affidò a Nicola Deoprepio di Reggio Calabria la traduzione delle opere di Aristotele e Galeno per la biblioteca di Napoli. Dalla Calabria inoltre vennero nella nuova capitale Leonzio Pilato e il basiliano Barlaam di Seminara, celebre teologo che affrontò in quegli anni in Italia le dispute dottrinali sorte attorno al filioque e al credo niceno: il monaco fu anche a contatto con Petrarca, di cui fu maestro di greco, e Boccaccio che lo conobbe proprio a Napoli.
Importante anche dal punto di vista artistico fu l'apertura di una scuola giottesca e la presenza di Giotto in città per affrescare la Cappella Palatina nel Maschio Angioino e numerosi palazzi nobiliari, inoltre sotto Roberto d'Angiò si diffuse lo stile gotico in tutto il Regno, a Napoli il Re edificò la Basilica di Santa Chiara, sacrario della dinastia angioina. Il Regno di Napoli si distinse in quel periodo per una cultura del tutto originale che accostava ad elementi italici e mediterranei anche peculiarità delle corti dell'Europa centrale, trovando una sintesi tra il culto dei valori cavallereschi, la poesia provenzale e le correnti artistiche, poetiche e i costumi tipicamente italici.

#### La pace tra angioini e aragonesi
Il re Roberto designò come suo erede il figlio Carlo di Calabria ma dopo la morte di quest'ultimo, il sovrano fu costretto a lasciare il trono alla sua giovane nipote, Giovanna d'Angiò figlia di Carlo. Intanto si raggiunse un primo accordo di pace tra Angioini e Aragonesi, detto la «Pace di Catania» l'8 novembre 1347. Ma la guerra fra Sicilia e Napoli si sarebbe chiusa solo il 20 agosto 1372 dopo ben novanta anni, col Trattato di Avignone firmato da Giovanna d'Angiò e Federico IV d'Aragona con l'assenso di Papa Gregorio XI.
Il trattato sanciva il riconoscimento reciproco delle monarchie e dei rispettivi territori: Napoli agli Angioini e la Sicilia agli Aragonesi, estendendo il riconoscimento dei titoli regi anche alle rispettive linee di successione.
L'erede di Roberto, Giovanna I di Napoli, aveva sposato Andrea d'Ungheria, duca di Calabria e fratello del re d'Ungheria Luigi I, discendenti entrambi dagli angioini partenopei (Carlo II). A seguito di una misteriosa congiura Andrea fu ucciso. Per vendicarne la morte, il 3 novembre 1347 il re d'Ungheria scese in Italia con l'intenzione di spodestare Giovanna I di Napoli. Benché il sovrano ungherese più volte avesse preteso dalla Santa Sede la deposizione di Giovanna I, il governo pontificio, risiedente allora ad Avignone e politicamente legato alla dinastia francese, confermò sempre il titolo di Giovanna nonostante le spedizioni militari che il re d'Ungheria intraprese in Italia. La regina di Napoli, da parte sua, priva di una discendenza uterina, adottò come figlio ed erede al trono Carlo di Durazzo (nipote di Luigi I d'Ungheria), finché anche Napoli non fu direttamente coinvolta negli scontri politici e dinastici che seguirono lo Scisma d'Occidente: a corte e in città si contrapposero direttamente un partito filofrancese e un partito locale, il primo schierato a favore dell'antipapa Clemente VII e capeggiato dalla regina Giovanna I, il secondo a favore del papa napoletano Urbano VI che trovò il sostegno di Carlo di Durazzo e dell'aristocrazia napoletana.
Giovanna privò allora Carlo di Durazzo dei diritti di successione in favore di Luigi I d'Angiò, fratello del re di Francia, incoronato re di Napoli (rex Siciliae) da Clemente VII nel 1381. Egli, alla morte di Giovanna I (uccisa per ordine dello stesso Carlo di Durazzo nel Castello di Muro Lucano nel 1382), scese però inutilmente in Italia contro Carlo di Durazzo, e qui morì nel 1384. Carlo restò unico sovrano, e lasciò Napoli ai figli Ladislao e Giovanna per recarsi quindi in Ungheria a rivendicarne il trono: nel regno transalpino venne assassinato in una congiura.

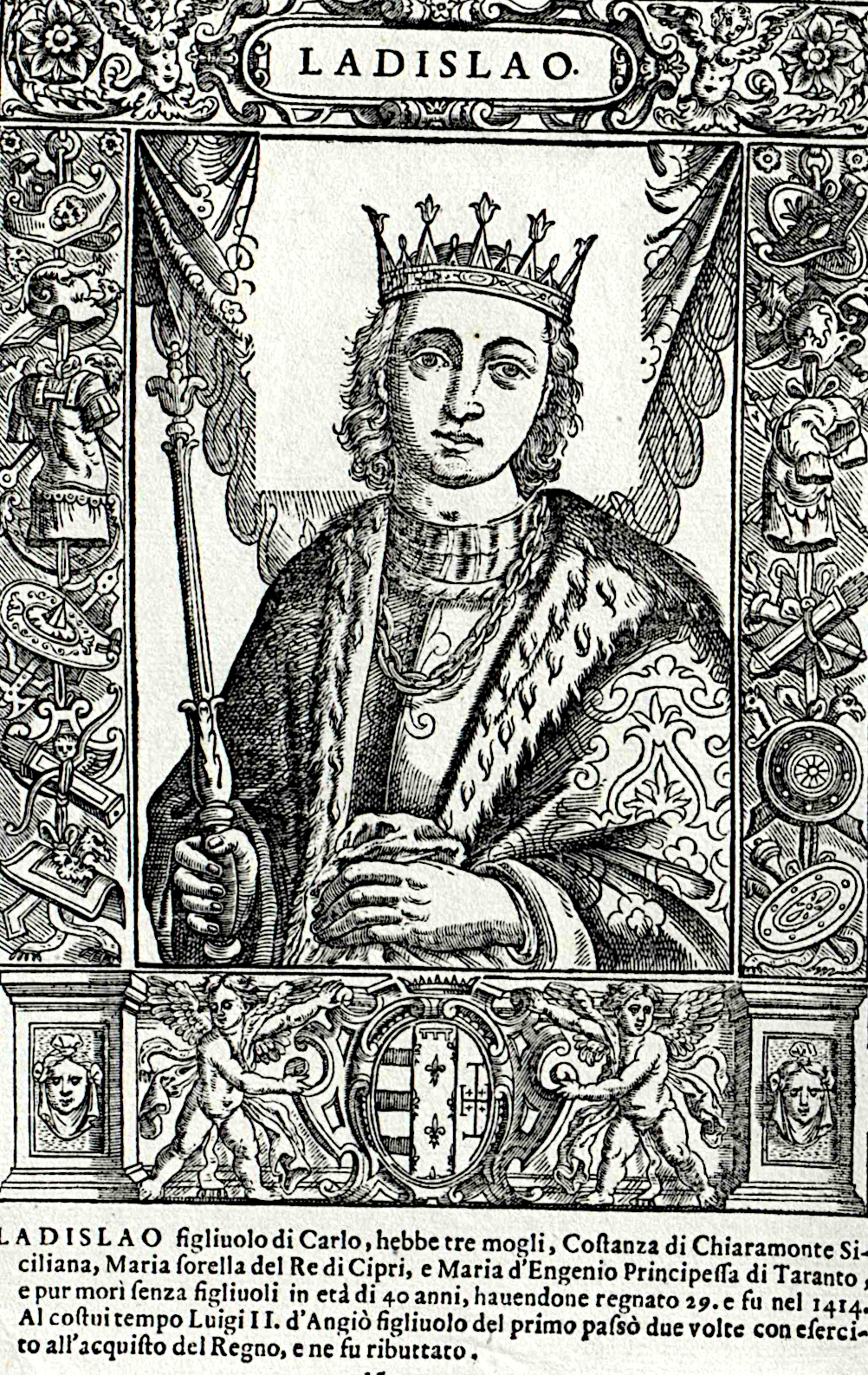
Ladislao I

Prima che i due eredi Ladislao e Giovanna raggiungessero la maturità, la città campana cadde in mano al figlio di Luigi I d'Angiò, Luigi II, incoronato re da Clemente VII il 1º novembre 1389. La nobiltà locale osteggiò il nuovo sovrano e nel 1399 Ladislao I poté rivendicare militarmente i suoi diritti al trono sconfiggendo il re francese. Il nuovo re seppe restaurare l'egemonia napoletana nell'Italia meridionale intervenendo direttamente nei conflitti di tutta la penisola: nel 1408, chiamato da papa Innocenzo VII per sedare le rivolte ghibelline nella capitale pontificia, occupava buona parte del Lazio e dell'Umbria ottenendo l'amministrazione della provincia di Campagna e Marittima, e occupando poi Roma e Perugia sotto il pontificato di Gregorio XII. Nel 1414, dopo aver sconfitto definitivamente Luigi II d'Angiò, ultimo sovrano a capo di una lega organizzata dall'antipapa Alessandro V e volta ad arginare l'espansionismo partenopeo, il re di Napoli giungeva alle porte di Firenze. Con la sua morte tuttavia non vi furono successori a continuare le sue imprese e i confini del regno tornarono entro il perimetro storico; la sorella di Ladislao però, Giovanna II di Napoli, alla fine dello scisma d'Occidente, ottenne il riconoscimento definitivo dalla Santa Sede del titolo regale per la sua famiglia.
Succeduta a Ladislao nel 1414 la sorella Giovanna, il 10 agosto 1415 sposò Giacomo II di Borbone: dopo che il marito tentò di acquisire personalmente il titolo regale, una rivolta nel 1418 lo costrinse a tornare in Francia dove si ritirò in un monastero francescano. Giovanna nel 1419 era la sola regina, ma le mire espansionistiche nel napoletano degli angioini di Francia non cessarono. Papa Martino V chiamò in Italia Luigi III d'Angiò contro Giovanna che non voleva riconoscere i diritti fiscali dello Stato Pontificio sul regno di Napoli. La minaccia francese perciò avvicinò il regno di Napoli alla corte aragonese, tanto che la regina adottò Alfonso V d'Aragona come suo figlio ed erede finché Napoli fu sotto l'assedio dalle truppe di Luigi III. Allorché gli aragonesi liberarono la città nel 1423, occupando il regno e scongiurando la minaccia francese, i rapporti con la corte locale non furono facili, tanto che Giovanna, cacciato Alfonso V, alla sua morte lasciò il regno in eredità a Renato d'Angiò, fratello di Luigi III
Con la morte senza eredi di Giovanna II d'Angiò-Durazzo il territorio del regno di Napoli fu conteso da Renato d'Angiò, che ne rivendicava la sovranità in quanto fratello di Luigi d'Angiò, figlio adottivo della regina di Napoli Giovanna II, e Alfonso V re di Trinacria, Sardegna e Aragona, precedente figlio adottivo poi ripudiato della stessa regina. La guerra che ne scaturì coinvolse gli interessi degli altri stati della penisola, fra cui la signoria di Milano di Filippo Maria Visconti, che intervenne dapprima in favore degli angioini (battaglia di Ponza), poi definitivamente con gli Aragonesi.

## Suddivisione amministrativa del Regno di Napoli

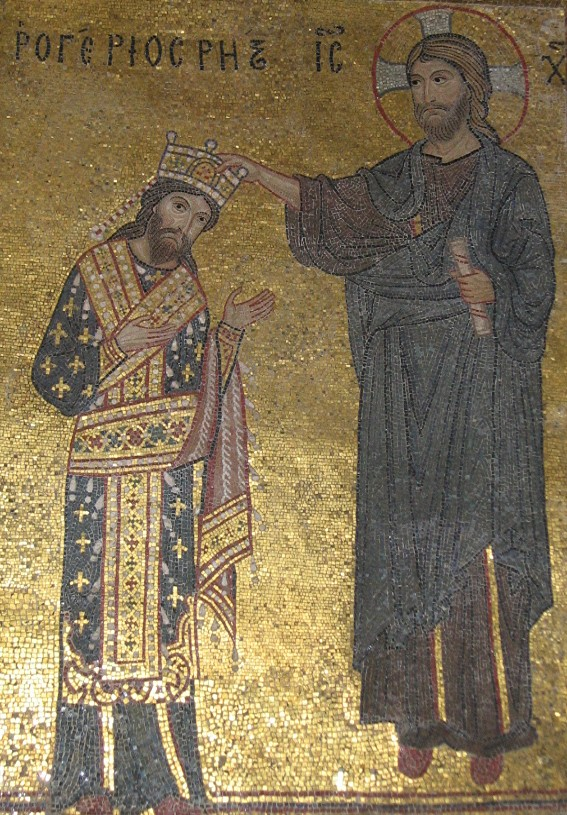
Ruggero II incoronato da Cristo (mosaico, Chiesa della Martorana)

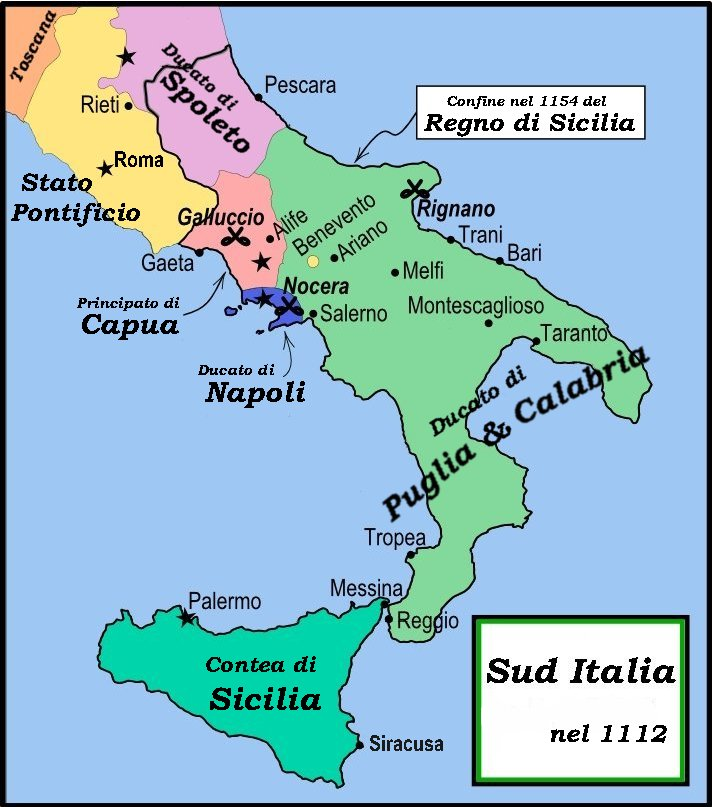
Contea di Sicilia e Ducato di Puglia e Calabria nel 1112.

In seguito all'istituzione del Regno di Sicilia, Ruggero II estese il sistema dei giustizierati anche alla parte continentale dello Stato siciliano. Il sovrano riorganizzò il Regno suddividendolo, idealmente, quando non amministrativamente, in due macroaree, la prima, che includeva i territori siciliani e calabresi, costituiva il Regno di Sicilia propriamente detto, la seconda, che includeva i restanti territori peninsulari, costituiva il Regno di Puglia. Ciascuna di dette aree era frazionata in più giustizierati –distretti di giustizia governati da un funzionario di nomina reale, il giustiziere, che rappresentava l'autorità del sovrano a livello provinciale. Il numero e i toponimi di queste unità amministrative, però, furono variabili nel tempo.

L'organizzazione territoriale fissata da Federico II diede un assetto più stabile alle circoscrizioni amministrative in cui l'Imperatore suddivise il Regno di Sicilia. Il sovrano mantenne la detta suddivisione in macroaree, mutando, però, il nome di esse in Capitaneria a Porta Roseti usque limitem Regni (da Roseto sino ai confini del Regno) e Capitaneria a Porta Roseti usque Farum et Sicilia (da Roseto sino al Faro di Messina e Sicilia) e stabilì, con le costituzioni di Melfi del 1231, il numero dei giustizierati in undici; di essi, nove ricadevano nella parte continentale del Regno. Fu dalla riorganizzazione di questi nove giustizierati, avvenuta in epoca angioina e, poi, aragonese che presero forma le dodici province storiche del Regno di Napoli.

### Periodo aragonese

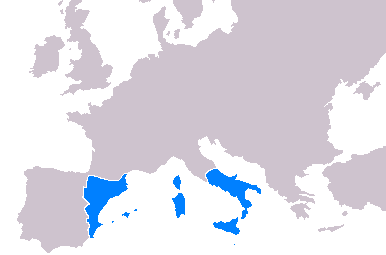
La Corona d'Aragona nel 1443

Nel 1442 Alfonso V conquistò Napoli e ne assunse la corona (Alfonso I di Napoli), riunendo temporaneamente nella sua persona i due regni (il Regno di Sicilia ritornerà all'Aragona alla sua morte) e insediandosi nella città campana e imponendosi, non solo militarmente, nello scenario politico italiano.
Nel 1447 poi, Filippo Maria Visconti designò Alfonso erede al ducato di Milano, arricchendo formalmente il patrimonio della corona aragonese. La nobiltà della città lombarda però, temendo l'annessione al regno di Napoli, proclamò Milano libero comune e instaurando la repubblica ambrosiana; le conseguenti rivendicazioni aragonesi e napoletane furono contrastate dalla Francia, che nel 1450 diede il sostegno politico a Francesco Sforza per impadronirsi militarmente di Milano e del ducato. L'espansionismo ottomano, che minacciava i confini del regno di Napoli, impedì ai napoletani l'intervento contro Milano, e papa Niccolò V dapprima riconobbe lo Sforza come duca di Milano, poi riuscì a coinvolgere Alfonso d'Aragona nella lega italica, un'alleanza volta a consolidare il nuovo assetto territoriale della penisola.

#### La politica interna di Alfonso I: Umanesimo e centralismo

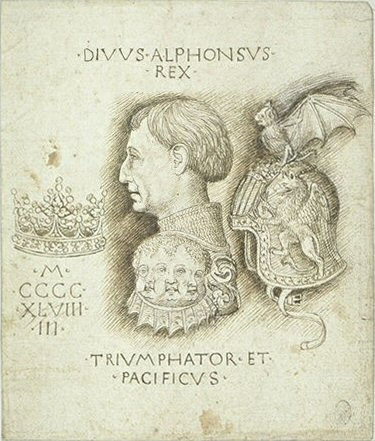
Alfonso il Magnanimo in un disegno di Pisanello

La corte di Napoli fu, in quest'epoca, una delle più raffinate e aperte alle novità culturali del Rinascimento: erano ospiti di Alfonso, Lorenzo Valla, che proprio durante il soggiorno partenopeo denunciò il falso storico della donazione di Costantino, l'umanista Antonio Beccadelli e il greco Emanuele Crisolora. Ad Alfonso si deve anche la ricostruzione di Castel Nuovo. L'assetto amministrativo del regno rimase grossomodo quello dell'età angioina: furono ridimensionati però i poteri degli antichi giustizierati (Abruzzo Ultra e Citra, Contado di Molise, Terra di Lavoro, Capitanata, Principato Ultra e Citra, Basilicata, Terra di Bari, Terra d'Otranto, Calabria Ultra e Citra), che conservarono funzioni prevalentemente politiche e militari. L'amministrazione della giustizia fu invece devoluta nel 1443 alle corti baronali, nel tentativo di ricondurre le antiche gerarchie feudali nell'apparato burocratico dello Stato centrale.
È considerato un altro importante passo verso il raggiungimento dell'unità territoriale nel regno di Napoli la politica del re, volta ad incentivare pastorizia e transumanza: nel 1447 Alfonso I varò una serie di leggi, fra cui l'imposizione ai pastori abruzzesi e molisani di svernare entro i confini napoletani, nel Tavoliere, dove molti dei terreni coltivati furono trasformati anche forzatamente in pascoli. Istituì inoltre, con sede prima a Lucera e poi a Foggia, la Dogana della mena delle pecore in Puglia e l'importantissima rete dei tratturi che dall'Abruzzo (che dal 1532 avrebbe avuto il suo distaccamento della Dogana, la Doganella d'Abruzzo) conducevano alla Capitanata. Questi provvedimenti risollevarono l'economia delle città interne fra L'Aquila e la Puglia: le risorse economiche legate alla pastorizia transumante dell'Appennino abruzzese un tempo si disperdevano nello Stato Pontificio, dove fino ad allora avevano svernato le mandrie.

Con i provvedimenti aragonesi le attività legate alla transumanza coinvolsero, prevalentemente entro i confini nazionali, le attività artigianali locali, i mercati e i fori boari tra Lanciano, Castel di Sangro, Campobasso, Isernia, Boiano, Agnone, Larino fino al Tavoliere, e l'apparato burocratico sorto attorno alla dogana, predisposto alla manutenzione dei tratturi e alla tutela giuridica dei pastori, divenne, sul modello del Concejo de la Mesta castigliano, la prima base popolare dello Stato centrale moderno nel regno di Napoli. In misura minore lo stesso fenomeno si verificò fra Basilicata e Terra d'Otranto e le città (Venosa, Ferrandina, Matera) legate alla transumanza verso il Metaponto. Alla sua morte (1458) Alfonso divise nuovamente le corone lasciando il Regno di Napoli al suo figlio illegittimo Ferdinando (legittimato da papa Eugenio IV e nominato duca di Calabria), mentre tutti gli altri titoli della corona d'Aragona, incluso il regno di Sicilia, andarono a suo fratello Giovanni.

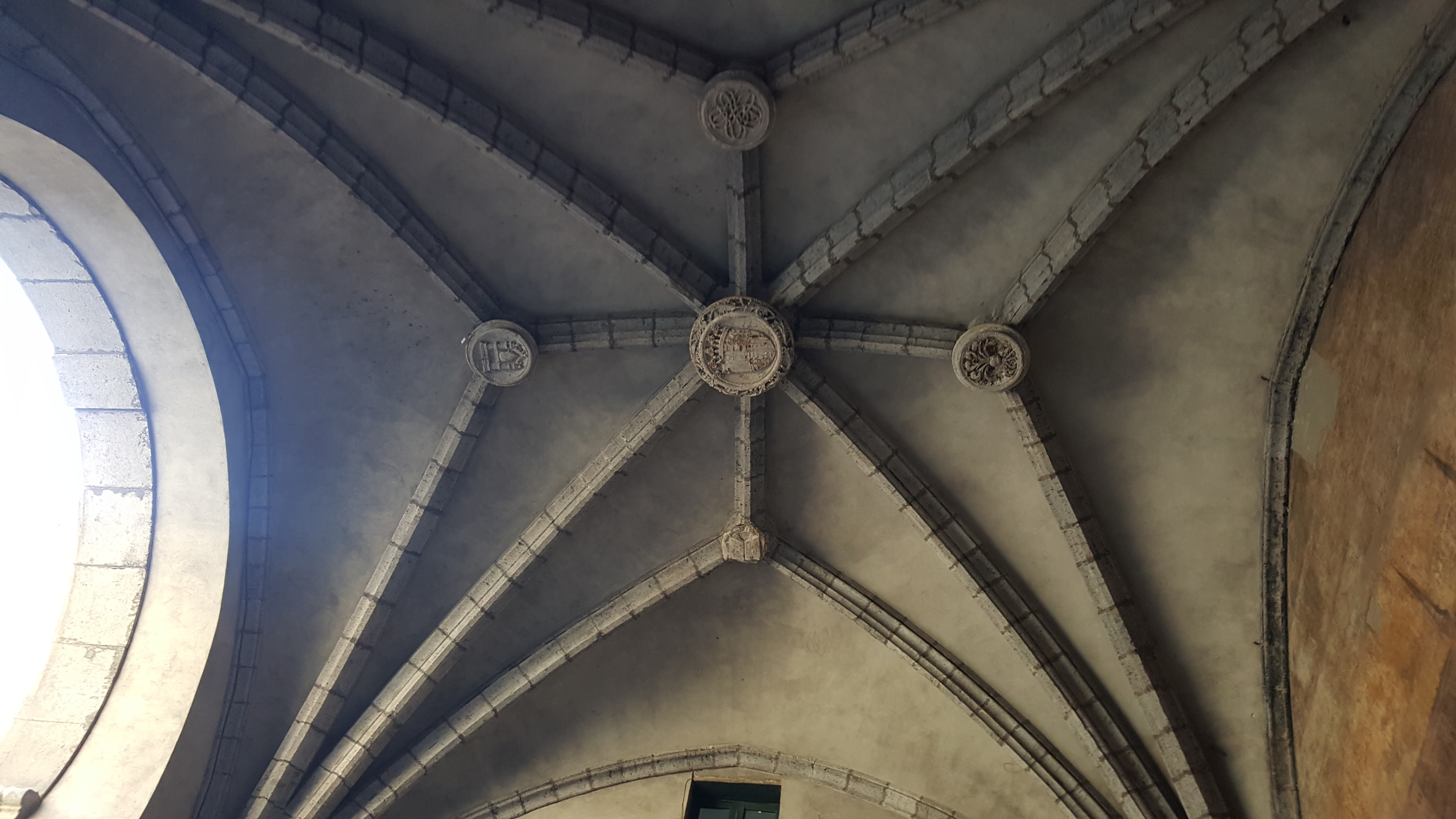
Volta gotica voluta del XV secolo da Alfonso il Magnanimo, Castelnuovo di Napoli
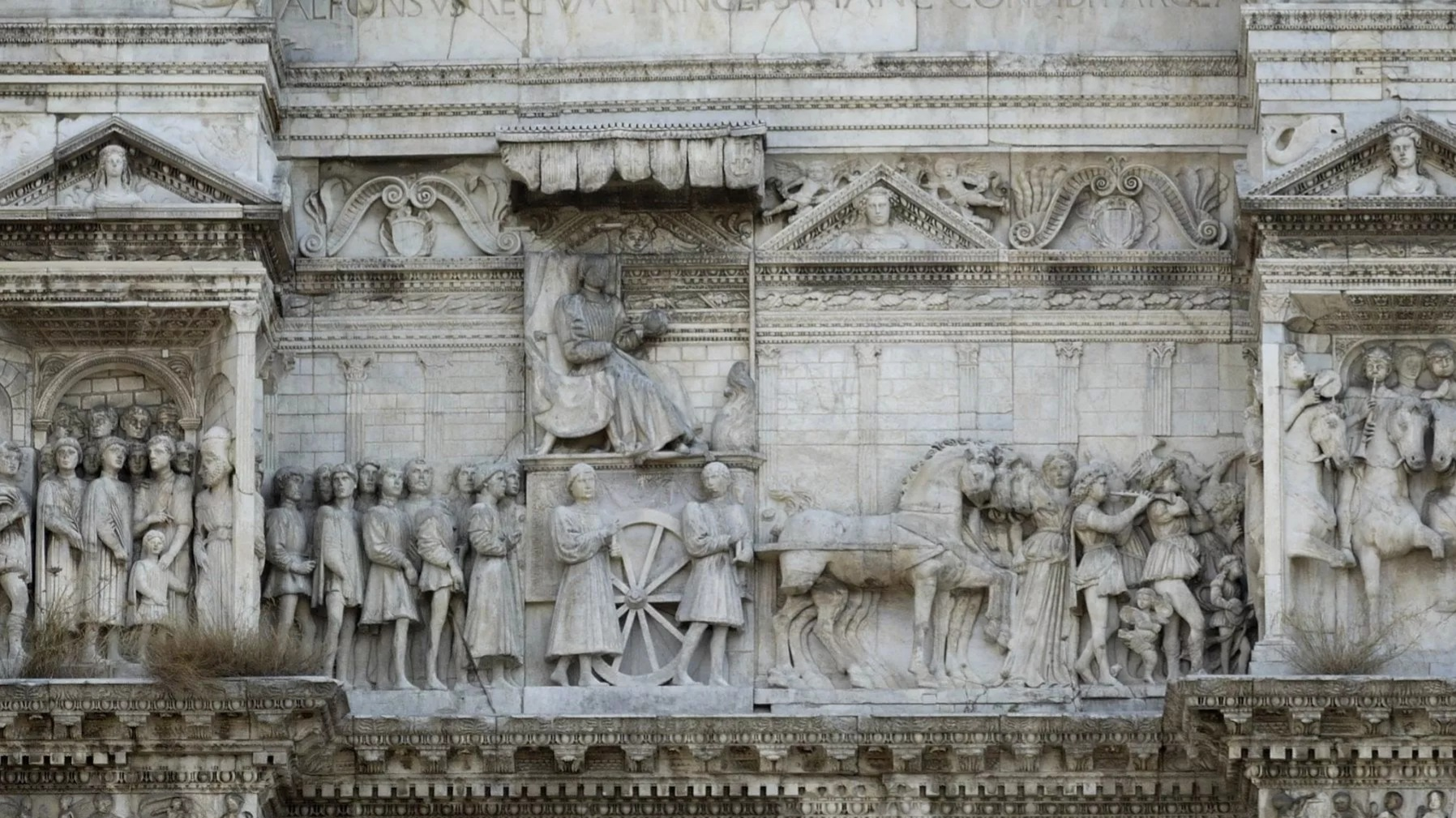
Dettaglio Arco Trionfale del Castel Nuovo (Maschio Angioino) voluto da Alfonso il Magnanimo

#### Don Ferrante

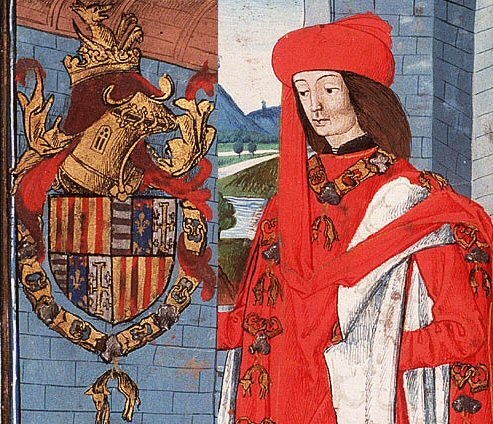
Ferrante I di Napoli, con le insegne dell'Ordine del Toson d'Oro

Re Alfonso lasciò quindi un regno perfettamente inserito nelle politiche italiane. La successione del figlio Ferdinando I di Napoli, detto Don Ferrante, fu sostenuta dallo stesso Francesco Sforza; i due nuovi sovrani insieme intervennero nella repubblica di Firenze e sconfissero le truppe del capitano di ventura Bartolomeo Colleoni che insidiavano i poteri locali; nel 1478 le truppe napoletane intervennero nuovamente in Toscana per arginare le conseguenze della congiura dei Pazzi, e poi in Val Padana nel 1484, alleate con Firenze e Milano, per imporre a Venezia la pace di Bagnolo.

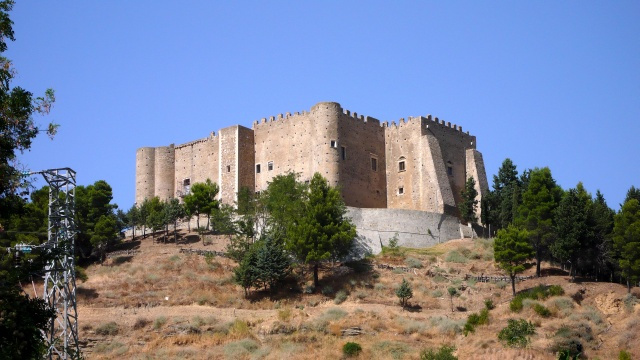
Castello del Malconsiglio di Miglionico, dove avvenne la congiura dei baroni.

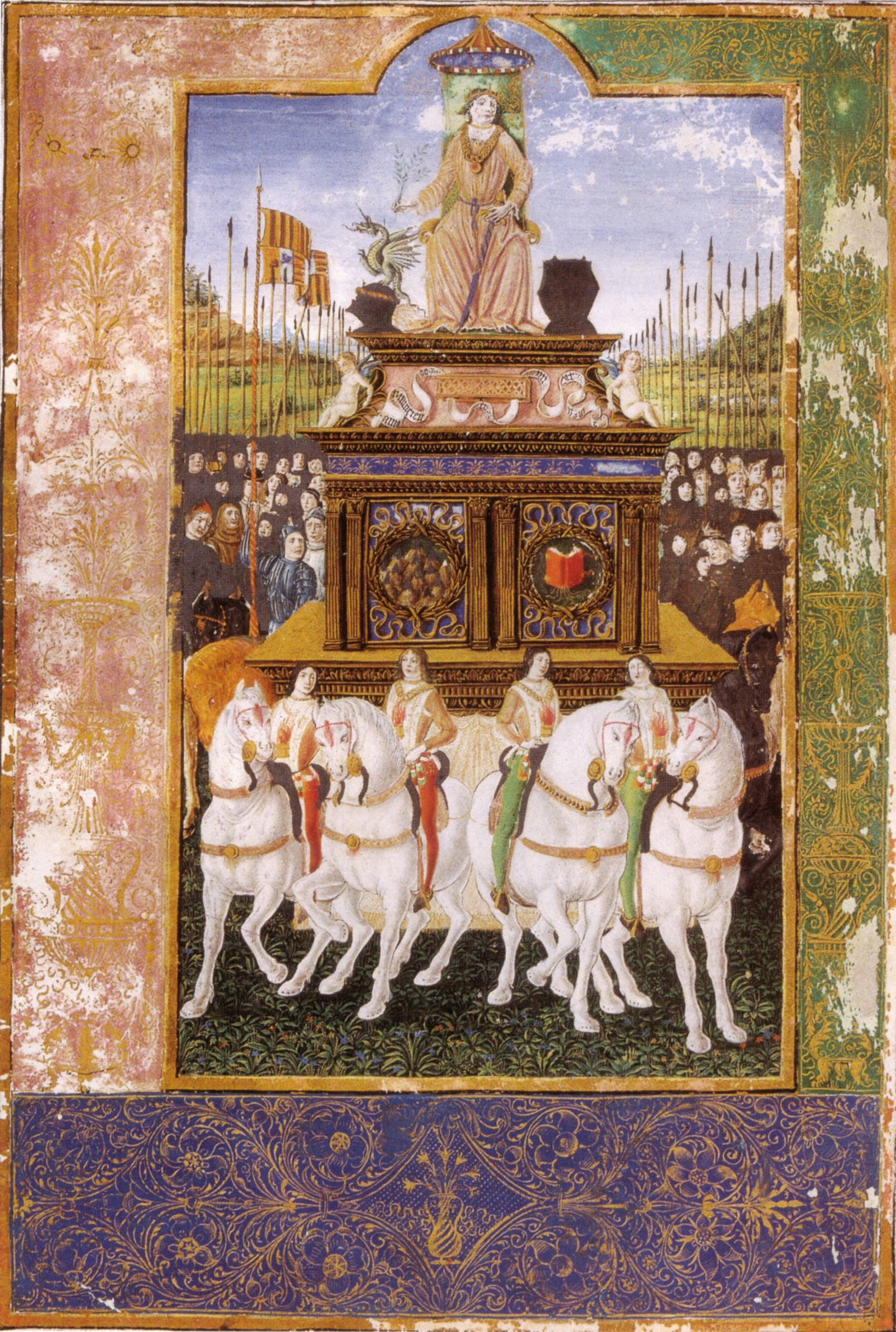
Trionfo di re Ferdinando.

Il potere di Ferrante però, durante la sua reggenza, rischiò seriamente di essere minacciato dalla nobiltà campana; nel 1485 tra la Basilicata e Salerno, Francesco Coppola conte di Sarno e Antonello Sanseverino principe di Salerno, con l'appoggio dello Stato Pontificio e della repubblica di Venezia, furono a capo di una rivolta con ambizioni guelfe e rivendicazioni feudali angioine contro il governo aragonese che, accentrando il potere a Napoli, minacciava la nobiltà rurale. La rivolta è conosciuta come congiura dei baroni, che venne organizzata nel castello del Malconsiglio di Miglionico e fu debellata nel 1487 grazie all'intervento di Milano e Firenze. Per un breve periodo la città dell'Aquila passò allo Stato Pontificio. Un'altra congiura filoangioina parallela, tra Abruzzo e Terra di Lavoro, fu guidata da Giovanni della Rovere nel ducato di Sora e pare anche con l'appoggio di Andrea Matteo III Acquaviva, uno tra i più potenti signori del tempo, il quale teneva di gran conto il potere politico della provincia del Regno sul centralismo della capitale, voluto dal Re. Ma Andrea Matteo III, benché potente e dal potere soverchiante più di ogni altro feudatario del Regno - i suoi possedimenti andavano dall'Abruzzo Ultra alla Terra di Bari con feudi anche nelle basse Marche nel tarantino e nel leccese - tornò subito sui suoi passi, grazie anche all'intervento del Papa e per questo fu poi premiato dal Re. La congiura degli Abruzzi terminò così con l'intervento di papa Alessandro VI.
Nonostante gli sconvolgimenti politici, Ferrante continuò nella capitale Napoli il mecenatismo del padre Alfonso: nel 1458 sostenne la fondazione dell'Accademia Pontaniana, ampliò le mura cittadine e costruì Porta Capuana. Nel 1465 la città ospitò l'umanista greco Costantino Lascaris e il giurista Antonio D'Alessandro, nonché nel resto del regno Francesco Filelfo, Giovanni Bessarione. Alla corte dei figli di Ferdinando gli interessi umanistici presero però un carattere molto più politico, decretando fra le altre cose l'adozione definitiva del toscano come lingua letteraria anche a Napoli: è della seconda metà del XV secolo l'antologia di rime nota come Raccolta aragonese, che Lorenzo de' Medici inviò al re di Napoli Federico I, in cui si proponeva alla corte partenopea il fiorentino come modello di volgare illustre, di pari dignità letteraria col latino. Gli intellettuali napoletani accolsero il programma culturale mediceo, reinterpretando in modo originale gli stereotipi della tradizione toscana. Sull'esempio del Boccaccio, Masuccio Salernitano già aveva steso, attorno alla metà del Quattrocento, una raccolta di novelle in cui le trovate satiriche furono portate ad esiti estremi, con invettive contro le donne e le gerarchie ecclesiastiche, tanto che la sua opera fu inserita nell'Indice dei libri proibiti dall'Inquisizione. Un vero e proprio canone letterario fu inaugurato invece da Jacopo Sannazaro che, nel suo prosimetrum Arcadia, per la prima volta espose in volgare ed in prosa i topoi pastorali e mitici della poesia bucolica virgiliana e teocritea, anticipando di secoli la tendenza del romanzo moderno e contemporaneo ad adottare come riferimento poetico un sostrato mitologico-esoterico.
L'ispirazione bucolica del Sannazaro si connotò anche come contrappeso agli stereotipi cortigiani dei petrarchisti, dei provenzali e siciliani, o dello stilnovismo; e nel ritorno ad una poetica pastorale si legge una chiara contrapposizione umanistica e filologica della mitologia classica alle icone femminili dei poeti toscani, fra cui Dante e Petrarca, che velatamente esprimevano le tendenze politiche e sociali dei comuni e delle signorie d'Italia. Sannazaro poi fu anche modello e ispirazione per i poeti dell'Accademia dell'Arcadia, che proprio dal suo romanzo presero il nome della loro scuola letteraria.

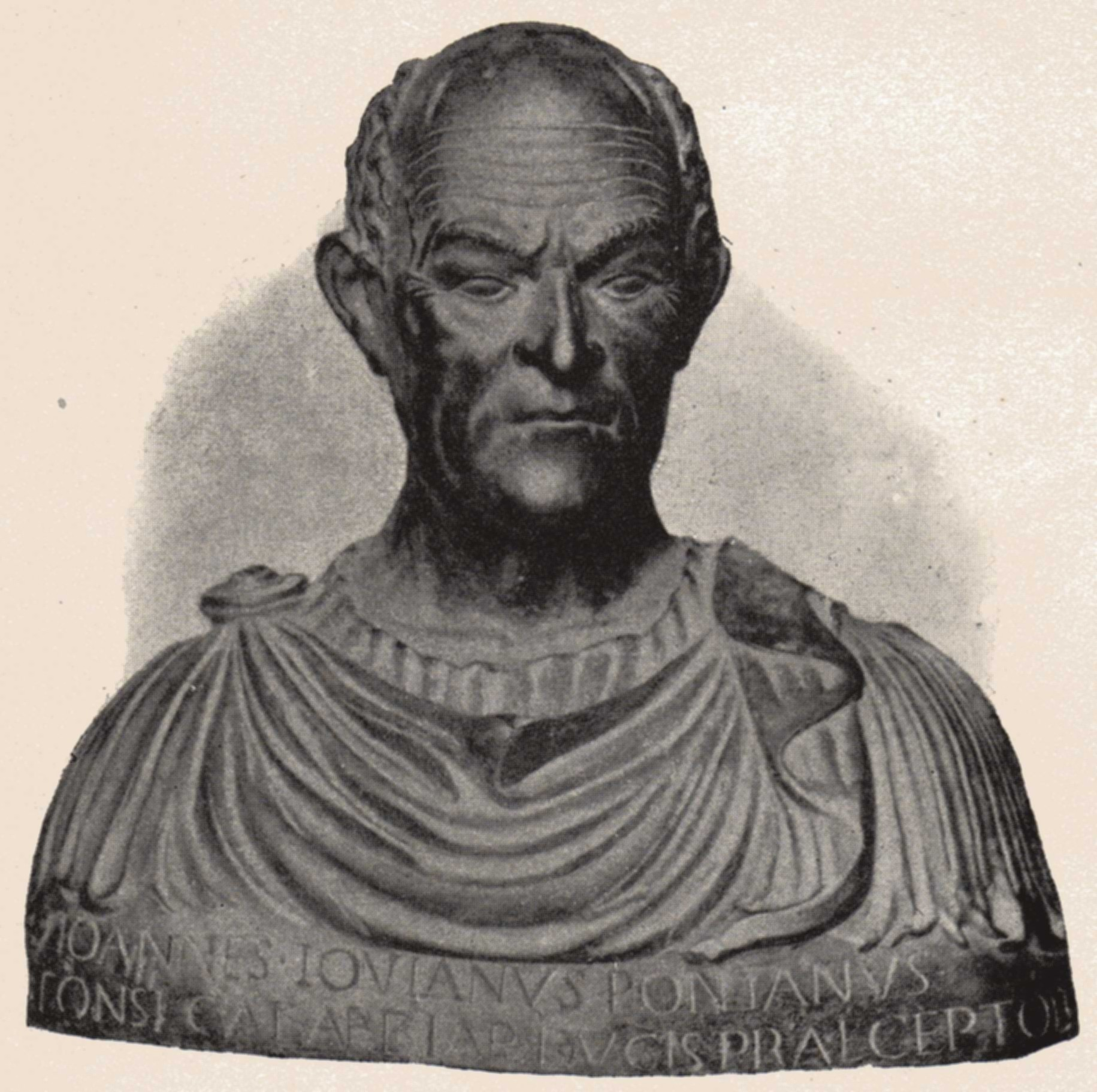
Giovanni Pontano, uno dei massimi esponenti dell'Umanesimo rinascimentale.

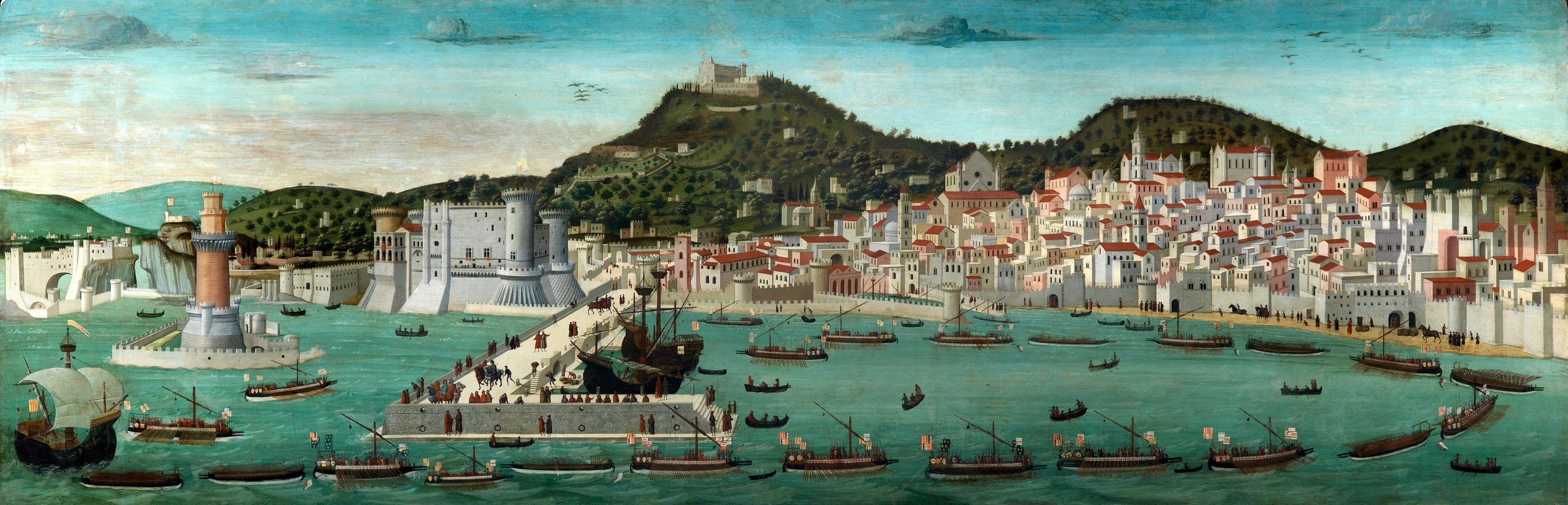
Napoli nel Quattrocento (Tavola Strozzi).

Già dalla prima grande epidemia di peste (XIV secolo) che coinvolse l'Europa, le città e l'economia del Mezzogiorno estremo furono pesantemente colpite, tanto da rendere quel territorio, che dalla prima colonizzazione greca era rimasto per secoli uno dei più produttivi del Mediterraneo, una vasta campagna spopolata. I territori costieri pianeggianti (pianura del Metaponto, Sibari, Sant'Eufemia), ormai abbandonati, erano impaludati e infestati dalla malaria, ad eccezione della piana di Seminara, dove la produzione agricola accanto a quella della seta sosteneva una debole attività economica legata alla città di Reggio.
Nel 1444 Isabella di Chiaromonte sposò Don Ferrante e portò in dote alla corona napoletana il principato di Taranto, che alla morte della regina nel 1465 fu soppresso e unito definitivamente al regno. Nel 1458 arrivò nel Mezzogiorno il combattente albanese Giorgio Castriota Scanderbeg per sostenere il re Don Ferrante contro la rivolta dei baroni. Già precedentemente lo Scanderbeg venne a sostegno della corona aragonese a Napoli sotto il regno di Alfonso I.
Il condottiero albanese ottenne in Italia una serie di titoli nobiliari, e i possedimenti feudali annessi, che furono rifugio per le prime comunità di arbereschi: gli albanesi, esuli a seguito della sconfitta da parte di Maometto II del partito cristiano nei Balcani, si insediarono in zone del Molise e della Calabria, fino ad allora spopolate.
Una ripresa delle attività economiche in Puglia tornò con la concessione del ducato di Bari a Sforza Maria Sforza, figlio di Francesco Maria Sforza duca di Milano, offerta da Don Ferrante per confermare l'alleanza fra Napoli e la città lombarda. Succeduto Ludovico il Moro a Sforza Maria, gli sforzeschi trascurarono i territori pugliesi in favore della Lombardia, finché il Moro li cedette ad Isabella d'Aragona, erede legittima alla reggenza di Milano, in cambio del ducato lombardo. La nuova duchessa in Puglia iniziò una politica di miglioramento urbanistico della città, a cui seguì una leggera ripresa economica durata fino al governo della figlia Bona Sforza e alla successione al titolo regale di Napoli di Carlo V.

### Le invasioni francesi e l'inizio del vicereame spagnolo

#### Da Carlo VIII di Francia a Ferdinando di Spagna

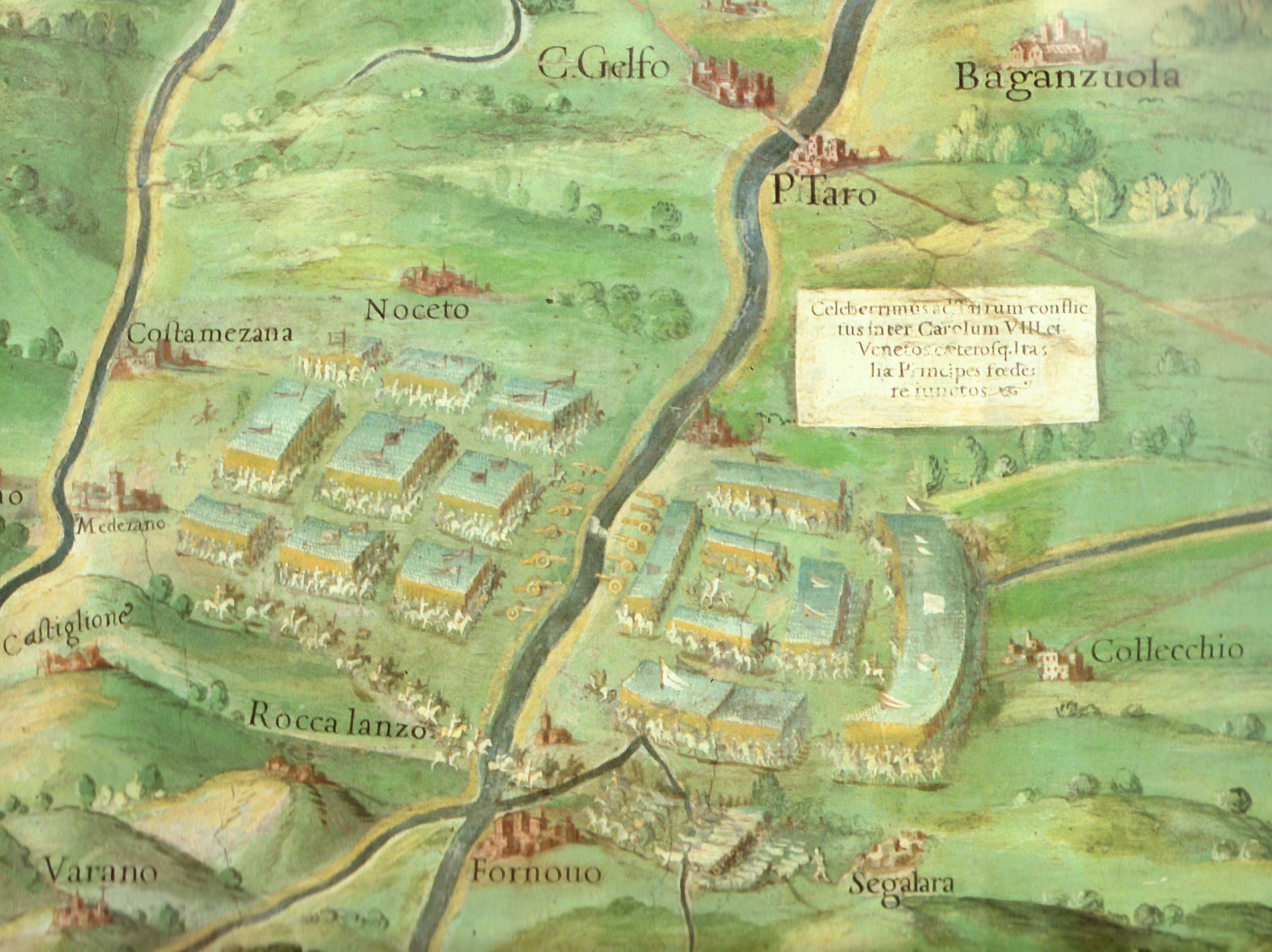
La battaglia di Fornovo nelle gallerie vaticane.

A Don Ferrante succedette il primogenito Alfonso II nel 1494. Nello stesso anno Carlo VIII di Francia scese in Italia a sconvolgere il delicato equilibrio politico che le città della penisola avevano raggiunto negli anni precedenti. L'occasione riguardò direttamente il Regno di Napoli: Carlo VIII vantava una lontana parentela con gli angioini re di Napoli (la nonna paterna, Maria d'Angiò, era figlia del Luigi II che tentò di sottrarre il trono partenopeo a Carlo di Durazzo e a Ladislao I), sufficiente per poter rivendicare il titolo regale. Con la Francia si schierò anche il ducato di Milano: Ludovico Sforza, detto il Moro, aveva spodestato gli eredi legittimi del ducato Gian Galeazzo Sforza e sua moglie Isabella d'Aragona, figlia di Alfonso II, sposi nel matrimonio con cui Milano aveva suggellato l'alleanza con la corona aragonese. Il nuovo duca di Milano non si oppose a Carlo VIII, il quale si diresse contro il regno aragonese; evitando la resistenza di Firenze, il re francese occupò in tredici giorni la Campania e poco dopo entrò in Napoli: tutte le province si sottomisero al nuovo sovrano d'oltralpe, salvo che le città di Gaeta, Tropea, Amantea e Reggio.
Gli aragonesi rifugiarono in Sicilia e cercarono il sostegno di Ferdinando il Cattolico, che inviò un contingente di truppe capitanate da Gonzalo Fernández de Córdoba che impegnarono in battaglia in Calabria lo schieramento francese. L'espansionismo francese spinse però anche il papa Alessandro VI e Massimiliano d'Asburgo a costituire una Lega contro Carlo VIII, per combatterlo e infine sconfiggerlo nella battaglia di Fornovo: alla fine del conflitto la Spagna occupò la Calabria, mentre la repubblica di Venezia acquisiva i porti principali della costa pugliese (Manfredonia, Trani, Mola, Monopoli, Brindisi, Otranto, Polignano e Gallipoli). Alfonso II morì durante le operazioni belliche, nel 1495, e Ferrandino ereditò il trono, ma gli sopravvisse un solo anno senza lasciare eredi, pur tuttavia riuscendo a ricostituire velocemente una nuova armata napoletana che al grido di "Ferro! Ferro!" (derivante dal "desperta ferro" degli almogàver) scacciò i francesi di Carlo VIII dal Regno di Napoli.

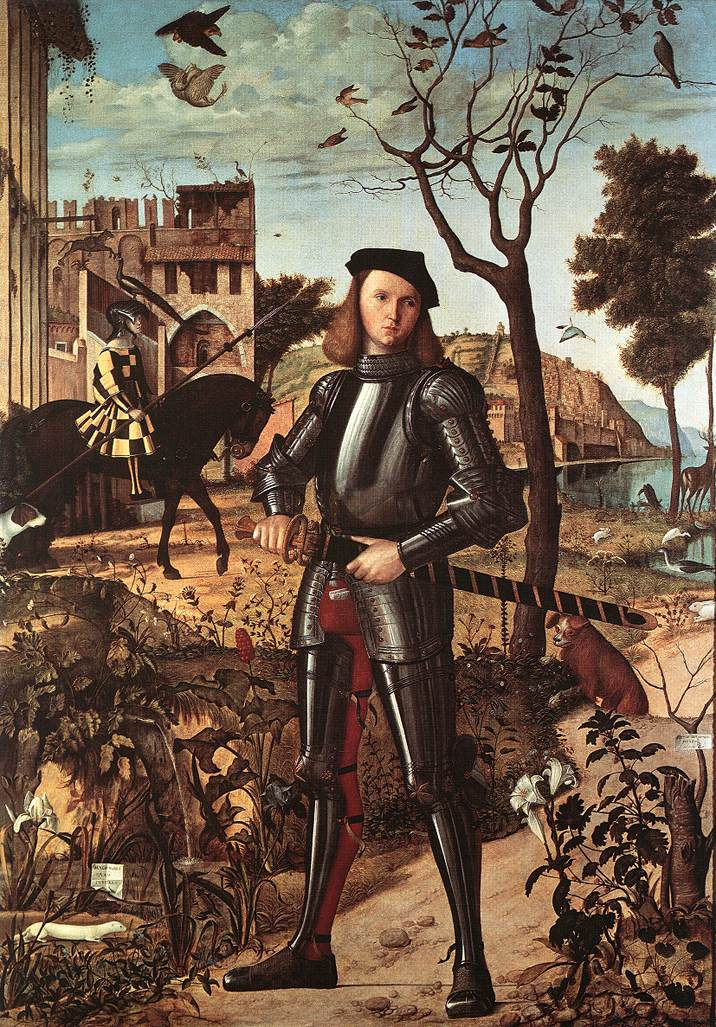
Ritratto di cavaliere, si presume che il cavaliere ritratto possa essere Ferrandino.

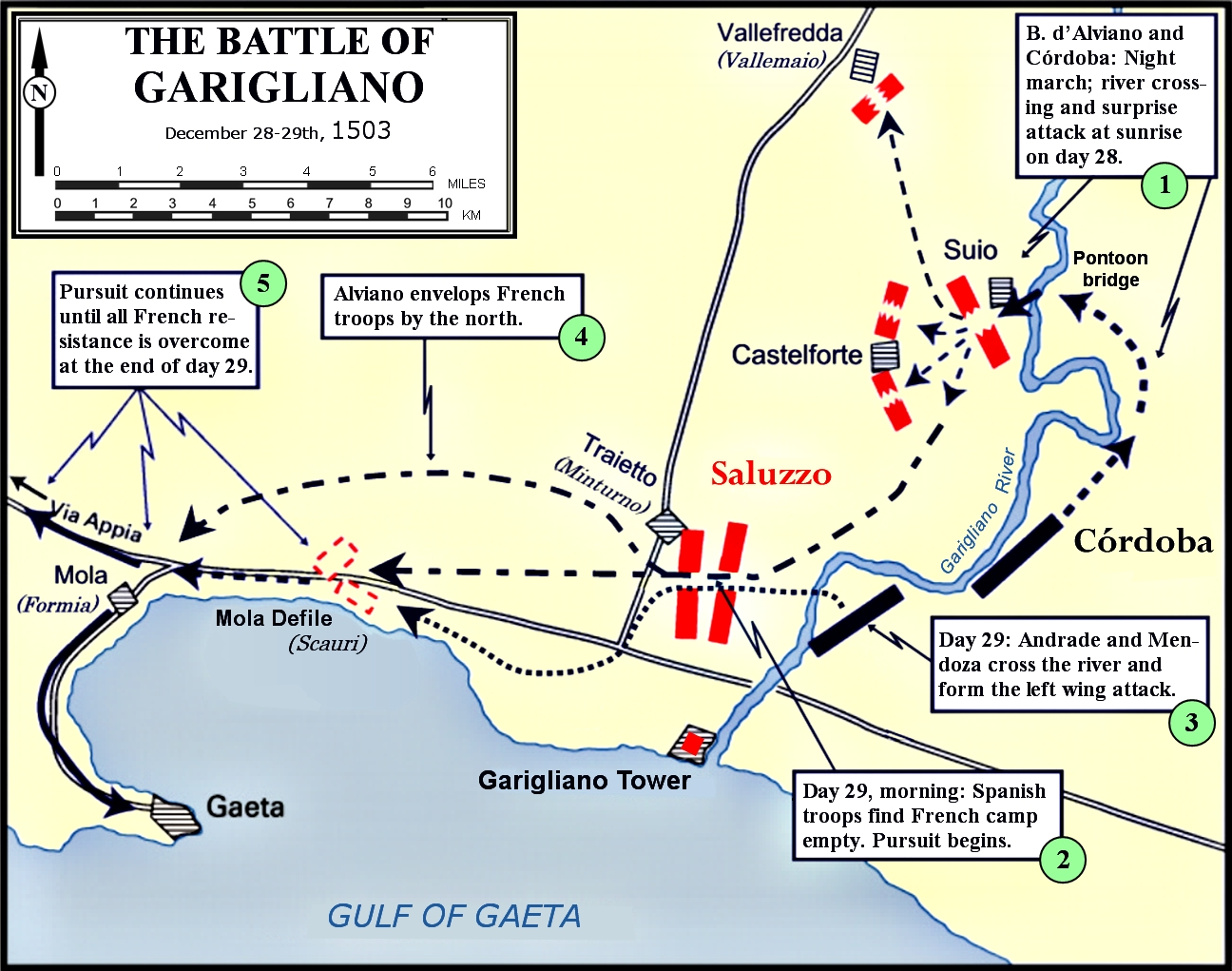
La battaglia del Garigliano del 1503.

Nel 1496 divenne re il figlio di Don Ferrante e fratello di Alfonso II, Federico I, il quale dovette nuovamente affrontare le ambizioni francesi su Napoli. Luigi XII duca d'Orléans aveva ereditato il regno di Francia dopo la morte di Carlo VIII; avendo il re d'Aragona Ferdinando il Cattolico ereditato il trono di Castiglia stipulò un accordo (Trattato di Granada, novembre 1500) coi sovrani francesi pretendenti il trono di Napoli, per spartirsi l'Italia e spodestare gli ultimi aragonesi nella penisola. Luigi XII occupò il Ducato di Milano, dove catturò Ludovico Sforza, e, d'accordo con Ferdinando il Cattolico, si mosse contro Federico I di Napoli. L'accordo fra francesi e spagnoli aveva previsto la spartizione del Regno di Napoli fra le due corone: al sovrano francese, Abruzzo e Terra di Lavoro, nonché il titolo di rex Hierosolymae e, per la prima volta, di rex Neapolis; al sovrano aragonese, Puglia e Calabria coi titoli ducali annessi. Con tale trattato l'11 novembre del 1500 il titolo di rex Siciliae fu dichiarato decaduto dal papa Alessandro VI e unito alla Corona d'Aragona.
Nell'agosto del 1501 i Francesi entrarono a Napoli; Federico I di Napoli rifugiò ad Ischia e, infine, cedette la propria sovranità al re di Francia in cambio di alcuni feudi nell'Angiò. Nonostante l'occupazione del regno fosse riuscita con successo ad entrambi, i due re non si trovarono concordi nell'attuazione del trattato di spartizione del regno: restarono indefinite le sorti della Capitanata e del Contado di Molise, sui cui territori sia francesi che spagnoli rivendicavano la sovranità. Ereditato il regno di Castiglia da Filippo il Bello, il nuovo re spagnolo cercò un secondo accordo, con Luigi XII, per cui i titoli di re di Napoli e duca di Puglia e Calabria sarebbero andati alla figlia di Luigi, Claudia, e a Carlo d'Asburgo, suo sposo promesso (1502).
Le truppe spagnole che occupavano Calabria e Puglia, capitanate da Gonzalo Fernández de Córdoba e fedeli a Ferdinando il Cattolico, non rispettarono però i nuovi accordi e cacciarono dal Mezzogiorno i francesi, a cui restò la sola Gaeta fino alla loro definitiva sconfitta nella battaglia del Garigliano nel dicembre 1503. I trattati di pace che seguirono non furono mai definitivi, sennonché si stabilì almeno che il titolo di re di Napoli spettasse a Carlo d'Asburgo e alla promessa sposa Claudia. Ferdinando il Cattolico però continuò a possedere il regno considerandosi erede legittimo dello zio Alfonso I di Napoli e della antica corona aragonese di Sicilia.

#### I viceré spagnoli

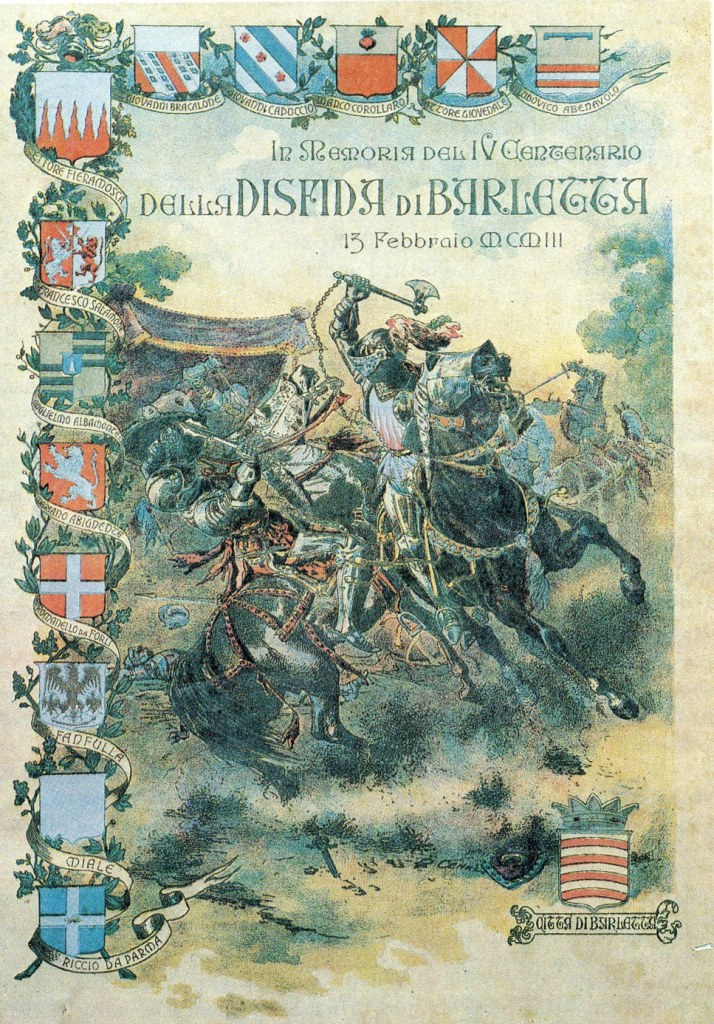
Manifesto commemorativo della Disfida di Barletta.

La casa reale aragonese divenuta indigena in Italia si era estinta con Federico I e il regno di Napoli cadde sotto il controllo dei reali di Spagna che la governarono mediante dei viceré. Il meridione d'Italia restò possedimento diretto dei sovrani iberici fino alla fine della Guerra di successione spagnola (1713). La nuova struttura amministrativa, benché fortemente centralizzata, si sosteneva sull'antico sistema feudale: i baroni ebbero modo così di rafforzare la propria autorità e i privilegi fondiari, mentre il clero vide accrescere il proprio potere politico e morale. Gli organi amministrativi più importanti avevano sede a Napoli ed erano il Consiglio Collaterale, simile al Consiglio d'Aragona, organo supremo nell'esercizio delle funzioni giuridiche (composto dal viceré e da tre giureconsulti), la Camera della Sommaria, il Tribunale della Vicaria e il Tribunale del Sacro Regio Consiglio.
Fu Ferdinando il Cattolico che, detentore dei titoli di Re di Napoli e di Sicilia, nominò viceré Gonzalo Fernández de Córdoba, che era stato fino ad allora Gran Capitano dell'esercito napoletano, affidandogli in sua vece gli stessi poteri di un re. Allo stesso tempo decadeva il titolo di Gran Capitano e il comando delle truppe reali di Napoli fu affidato al conte di Tagliacozzo Fabrizio I Colonna con la nomina di Gran Conestabile e l'incarico di condurre una spedizione in Puglia, contro Venezia che occupava alcuni porti adriatici. L'operazione militare terminò con successo e i porti pugliesi tornavano nel 1509 al regno di Napoli. Re Ferdinando inoltre ristabilì il finanziamento all'università di Napoli disponendo un contributo mensile dal suo tesoro personale di 2000 ducati l'anno, privilegio confermato dal suo successore Carlo V.
Succedettero al de Córdoba prima Juan de Aragón, che promulgò una serie di leggi contro la corruzione, combatté il clientelismo, vietò il gioco d'azzardo e l'usura, e poi Raimondo de Cardona, che nel 1510 cercò di reintrodurre l'inquisizione spagnola a Napoli e i primi provvedimenti restrittivi nei confronti degli ebrei.

#### Carlo V

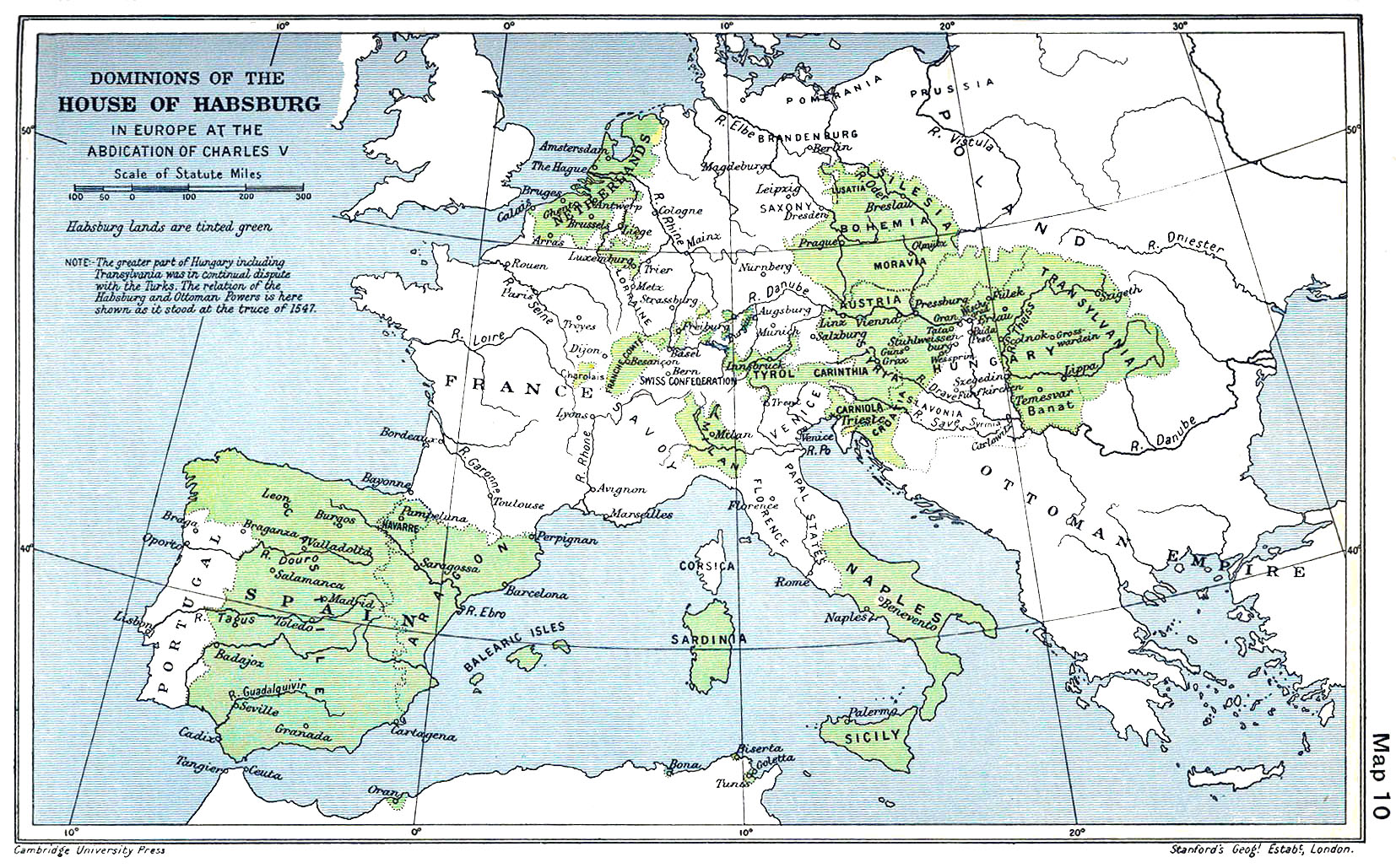
Domini degli Asburgo nel 1547.

Carlo V, figlio di Filippo il Bello e Giovanna la pazza, per un complicato sistema d'eredità e parentele, si trovò a governare presto un vastissimo impero: dal padre ottenne la Borgogna e le Fiandre, dalla madre nel 1516 la Spagna, Cuba, il regno di Napoli (per la prima volta col titolo di rex Neapolis), il Regno di Sicilia e la Sardegna, nonché due anni dopo i domini austriaci dal nonno Massimiliano d'Asburgo.
Il regno di Francia, ancora una volta, venne a minacciare Napoli e il dominio di Carlo V sul Mezzogiorno: i francesi dopo aver conquistato il ducato di Milano al figlio di Ludovico il Moro, Massimiliano, furono sconfitti e cacciati dalla Lombardia da Carlo V (1515). Il re di Francia Francesco I nel 1526 entrò allora in una lega, suggellata da Clemente VII e detta lega santa, con Venezia e Firenze, per cacciare gli spagnoli da Napoli.
Dopo una prima sconfitta della lega a Roma, i francesi risposero con l'intervento in Italia di Odet de Foix, che si spinse nel Regno di Napoli assediando Melfi (l'evento passerà alla storia come "Pasqua di sangue") e la stessa capitale, mentre la Serenissima occupava Otranto e Manfredonia. Nel pieno vigore della campagna militare di invasione da parte delle truppe di Francesco I re di Francia, si colloca l'episodio dell'assedio nell'estate del 1528 della città Catanzaro, rimasta fedele all'imperatore Carlo V e che si eresse ad ultimo baluardo contro l'avanzare degli invasori. Mentre Napoli, infatti, veniva accerchiata per mare e per terra, Catanzaro era stretta d'assedio da soldatesche agli ordini di Simone de Tebaldi, conte di Capaccio, e di Francesco di Loria, Signore di Tortorella, che erano scesi in armi in Calabria per occuparla, sottometterla e governarla in nome di Francesco I.

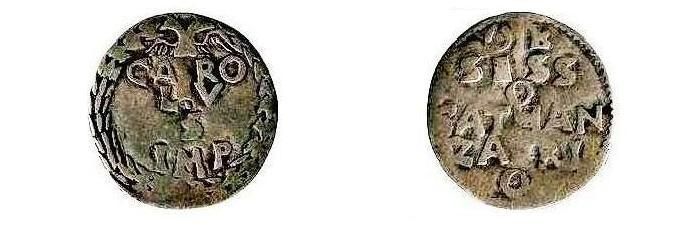
Moneta di Catanzaro del XVI secolo.

La città fortificata fu cinta d'assedio nei primi giorni del mese di giugno e resistette per circa tre mesi agli assalti sotto le mura ed affrontando con coraggio e perizia le battaglie in campo aperto; allo scadere del mese di agosto, infatti, le truppe assedianti dovettero ritirarsi sancendo in tal modo la vittoria della Città dei Tre Colli, com'è definita Catanzaro, che lo stesso Simone de Tebaldi, ritiratosi in Puglia, definì “Cità assai bona et forte”. Durante l'assedio che, senza dubbio, contribuì al mantenimento del Regno di Napoli all'imperatore Carlo V, in Catanzaro fu battuta una moneta ossidionale del valore di un carlino. In quegli stessi giorni, la flotta genovese, inizialmente alleata dei francesi, si mise al soldo di Carlo V, e l'assedio di Napoli si tramutò nell'ennesima sconfitta dei nemici della Spagna, che portò poi al riconoscimento da parte di Clemente VII del titolo imperiale di re Carlo. Venezia perse definitivamente i suoi possedimenti in Puglia (1528).
Nel 1542 il viceré Pedro di Toledo emise il decreto di espulsione per gli ebrei dal regno di Napoli. Le ultime comunità che già dalla grande diaspora del II secolo si erano insediate fra Brindisi e Roma sparirono dalle realtà urbane in cui avevano trovato accoglienza. Nei porti della costa pugliese e nelle principali città della Calabria, nonché con alcune deboli presenze in Terra di Lavoro, dopo la crisi dell'economia cenobitica del XVI secolo, gli ebrei erano l'unica fonte efficiente delle attività finanziarie e commerciali: oltre al privilegio esclusivo, concesso dalle amministrazioni locali, di esercitare il prestito di denaro, le loro comunità gestivano importanti settori del commercio della seta, relitto di quel sistema economico del mediterraneo che nel Mezzogiorno sopravvisse alle invasioni barbariche e al feudalesimo.
Le ostilità della Francia contro i domini spagnoli in Italia però non cessarono: Enrico II, figlio di Francesco I di Francia, sollecitato da Ferrante Sanseverino, principe di Salerno, si alleò coi turchi ottomani; nell'estate del 1552 la flotta turca al comando di Sinan Pascià sorprese la flotta imperiale, al comando di Andrea Doria e don Giovanni de Mendoza, al largo di Ponza, sconfiggendola. La flotta francese però non riuscì a ricongiungersi con quella turca e l'obiettivo dell'invasione del napoletano fallì.
Nel 1555, a seguito di una serie di sconfitte in Europa, Carlo abdicò e divise i suoi domini fra Filippo II, a cui lasciò la Spagna, le colonie d'America, i Paesi Bassi spagnoli, il regno di Napoli, il regno di Sicilia e la Sardegna, e Ferdinando I d'Asburgo a cui andò l'Austria, la Boemia, l'Ungheria e il titolo di imperatore.

#### I vicereami del duca d'Alba, di Hurtado de Mendoza e la pestilenza

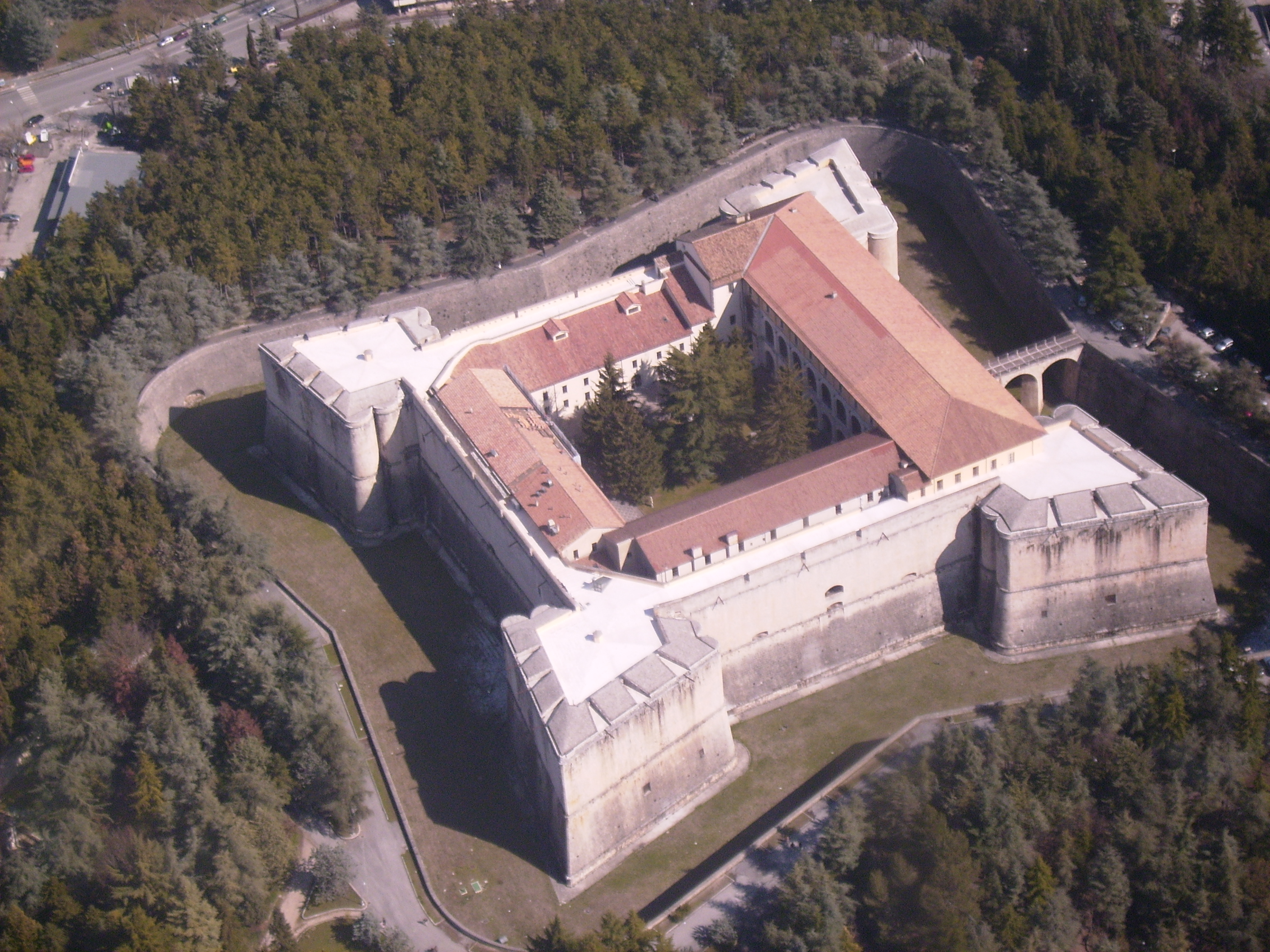
Il castello dell'Aquila, tipica architettura militare di epoca asburgica.

I vicereami che si succedettero sotto il regno di Filippo II furono per lo più contrassegnati da operazioni belliche che non apportarono benessere alla popolazione di Napoli. A peggiorare la situazione incorse la pestilenza che si diffuse in tutta Italia attorno al 1575, anno della nomina a viceré di Íñigo López de Hurtado de Mendoza. Napoli, in quanto città portuale, fu estremamente esposta alla diffusione del morbo e le sue attività economiche principali furono minate alla base. Negli stessi anni sbarcarono prima a Trebisacce, in Calabria, poi in Puglia, le navi del sultano ottomano Murad III, che saccheggiarono i porti principali dello Ionio e dell'Adriatico.
Fu necessario incrementare la militarizzazione delle coste, perciò il de Mendoza fece costruire un nuovo arsenale nel porto di Santa Lucia su progetto di Vincenzo Casali. Inoltre vietò ai funzionari pubblici di intrecciare legami sacramentali e parentele religiose.

### Dalla pace di Cateau-Cambresis alla fine del dominio spagnolo
Con la pace di Cateau-Cambrésis la storiografia tradizionale designa la fine delle ambizioni francesi nella penisola italiana. Il clima di riforme religiose che coinvolgeva all'epoca sia l'opposizione luterana al papato di Roma, sia la stessa chiesa cattolica, nei territori del vicereame di Napoli si contestualizzò nella crescita dell'autorità civile del clero e delle gerarchie ecclesiastiche. Nel 1524, a Roma Gian Pietro Carafa, all'epoca vescovo di Chieti, aveva fondato la congregazione dei teatini (da Teate, antico nome di Chieti) che si diffuse presto in tutto il regno, affiancata poi dai collegi dei gesuiti, che furono per secoli l'unico riferimento culturale per le province dell'Italia meridionale. Il concilio di Trento imponendo nuove regole alle diocesi, quali l'obbligo della residenza nella propria sede a vescovi, parroci e abati, l'istituzione di seminari diocesani, dei tribunali d'inquisizione e, più tardi, dei monti frumentari, trasformò le diocesi del vicereame di Napoli in veri e propri organi di potere, fortemente radicati nel territorio e nelle province, poiché erano l'unico sostegno sociale, giuridico e culturale al controllo dell'ordine civile. Fra gli altri ordini monastici che ebbero molto successo a Napoli in questi anni si ricordano i carmelitani scalzi, le suore teresiane, i fratelli della Carità, i camaldolesi e la congregazione dell'Oratorio di San Filippo Neri.

#### De Castro, Téllez-Girón I, Juan de Zúñiga y Avellaneda e la rivolta in Calabria

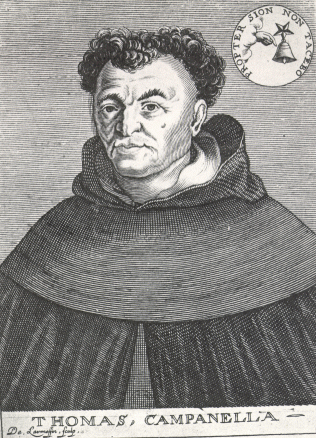
Tommaso Campanella.

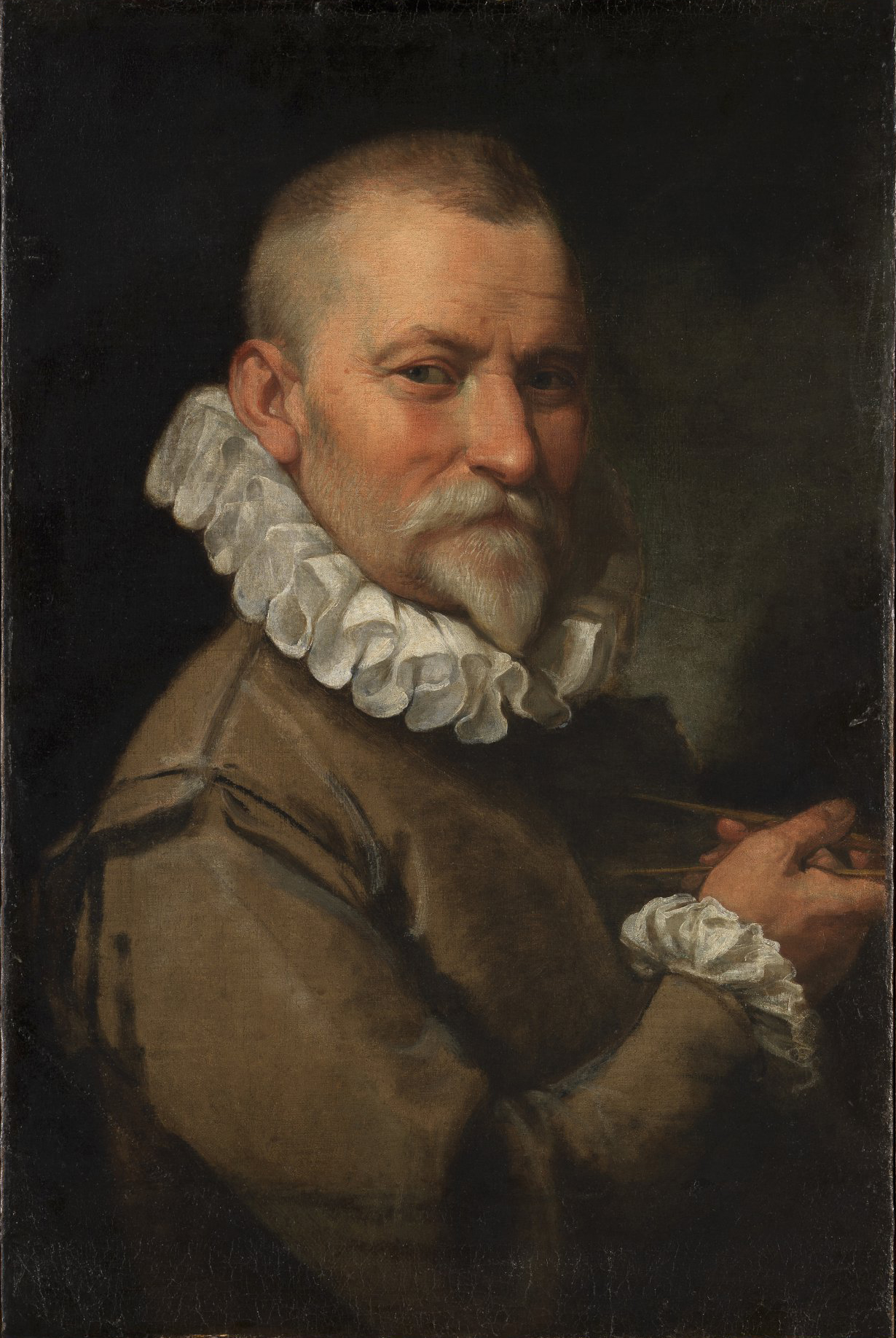
Domenico Fontana, illustre architetto ed ingegnere, operò a Roma come Architetto di San Pietro e successivamente a Napoli come Architetto Regio.

Il 16 luglio 1599 giunse a Napoli il nuovo viceré Fernando Ruiz de Castro. Il suo operato si limitò principalmente ad operazioni militari contro le incursioni turche in Calabria di Amurat Rais e Sinan Pascià.
Nello stesso anno della sua nomina a viceré, il domenicano Tommaso Campanella, che ne La città del sole delineava uno Stato comunitario basato su una presunta religione naturale, organizzò una congiura contro Fernando Ruiz de Castro nella speranza di instaurare una repubblica con capitale a Stilo (Mons Pinguis). Il filosofo e astrologo calabrese già era stato prigioniero del Sant'Uffizio e confinato in Calabria: qui col sostegno dottrinale e filosofico della tradizione escatologica gioachimita mosse i primi passi per persuadere monaci e religiosi ad aderire alle sue ambizioni rivoluzionarie, fomentando una congiura che si estese fino a coinvolgere non solo l'intero ordine domenicano delle Calabrie, ma anche i locali ordini minori come agostiniani e francescani, e le principali diocesi da Cassano a Reggio Calabria.
Fu la prima rivolta in Europa a schierarsi contro l'ordine dei gesuiti e la loro crescente autorità spirituale e secolare. La congiura fu sedata e Campanella, che si spacciò per pazzo, scampò al rogo e all'ergastolo. Qualche anno prima (1576) a Napoli veniva processato per eresia anche un altro domenicano, il filosofo Giordano Bruno, le cui speculazioni e tesi furono ammirate successivamente da diversi studiosi dell'Europa luterana.
Il de Castro inaugurò inoltre una politica incentrata sul finanziamento statale per la costruzione di diverse opere pubbliche: sotto la direzione dell'architetto Domenico Fontana, a Napoli dispose la costruzione del nuovo palazzo reale nell'attuale piazza del Plebiscito.
Caratterizzato prevalentemente da opere urbanistiche fu il mandato di Pedro Téllez-Girón y de la Cueva: costui sistemò la viabilità della capitale e delle province pugliesi.
Gli succedette Juan de Zúñiga y Avellaneda, il cui governo fu orientato al recupero dell'ordine nelle province: arginò il brigantaggio negli Abruzzi col sostegno dello Stato Pontificio e in Capitanata; ammodernò la viabilità fra Napoli e la Terra di Bari. Nel 1593 furono fermati dal suo esercito gli Ottomani che tentarono di invadere la Sicilia.

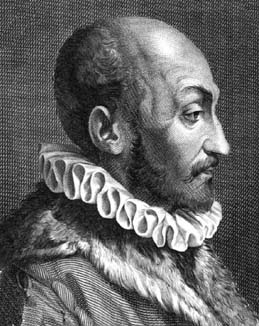
Giovanni Battista Della Porta, importante scienziato e letterato.

#### Filippo III di Spagna e i vicereami di de Guzmán, Pimentel e di Pedro Fernández de Castro
Quando a Filippo II succedette al trono di Spagna il figlio, Filippo III, l'amministrazione del vicereame di Napoli era affidata a Enrique de Guzmán, conte di Olivares. Il regno di Spagna era al suo massimo splendore, unendo la corona d'Aragona, coi domini italiani, a quella di Castiglia e del Portogallo. A Napoli il governo spagnolo fu debolmente attivo nella sistemazione urbanistica della capitale: risalgono a de Guzman la costruzione della fontana del Nettuno (su direzione dell'architetto Domenico Fontana), i sepolcri di Carlo I d'Angiò, Carlo Martello e Clemenza d'Asburgo nella controfacciata del Duomo di Napoli e la sistemazione della viabilità.
L'altro governo che operò attivamente con una discreta attività politica ed economica nel regno di Napoli fu quello del viceré Juan Alonso Pimentel de Herrera. Il nuovo sovrano dovette difendere ancora i territori del Mezzogiorno dalle incursioni navali turche e sedare le prime rivolte contro il fiscalismo, che nella capitale cominciavano a minacciare il palazzo. Per prevenire le aggressioni ottomane condusse una guerra contro Durazzo, distruggendo la città e il porto in cui trovavano asilo i corsari turchi e albanesi che spesso aggredivano le coste del regno. A Napoli tentò di combattere la delinquenza, in quegli anni sempre più in crescita, anche contro le disposizioni pontificie, opponendosi al diritto d'asilo che garantivano gli edifici di culto cattolici: per ciò alcuni suoi funzionari furono scomunicati.

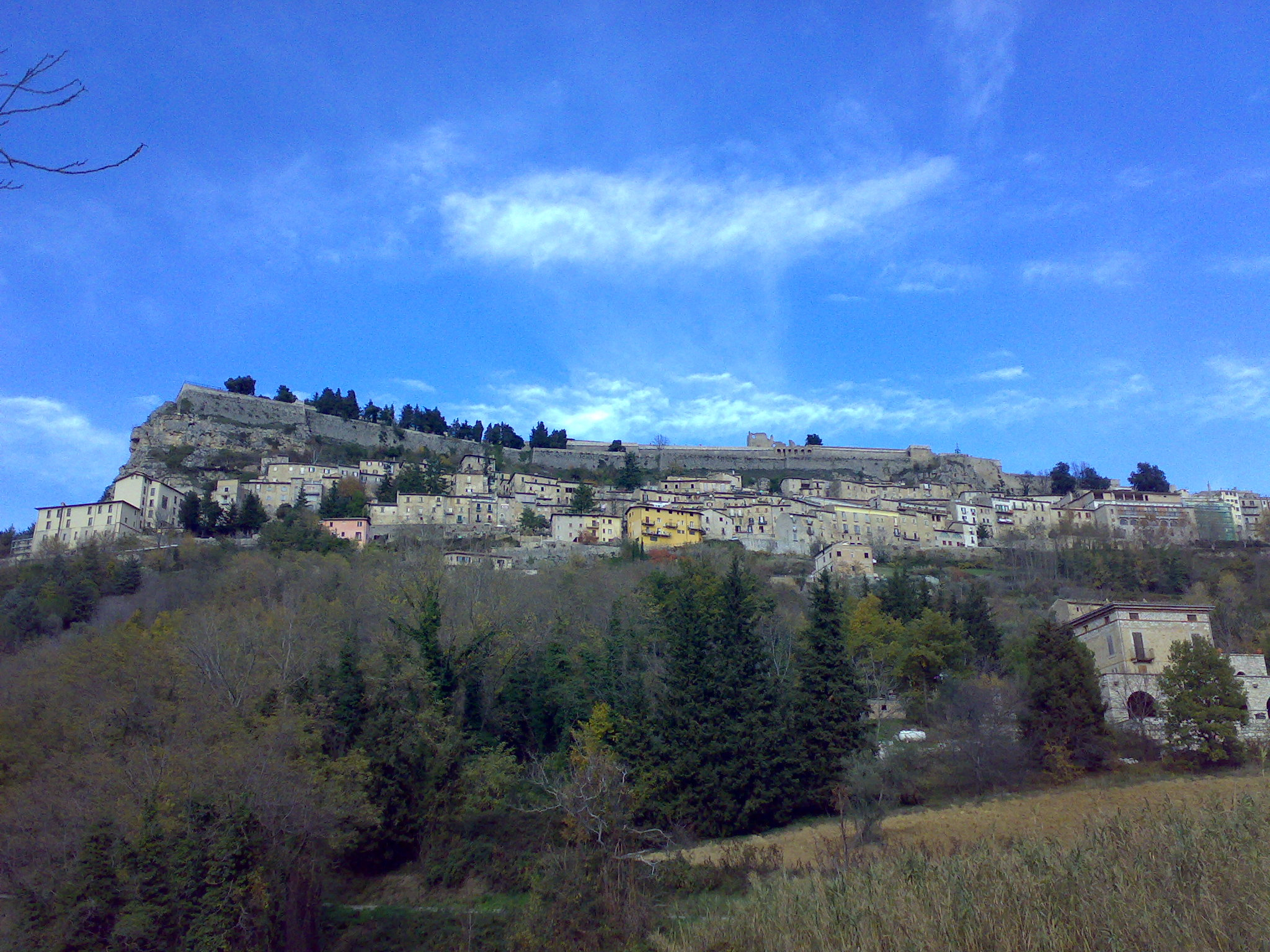
Civitella del Tronto, definita da Filippo II "fedelissima", una delle fortezze più grandi d'Europa.

La politica fortemente nazionale del Pimentel però interessò anche diverse opere urbanistiche e architettoniche: costruì viali e ampliò strade, da Poggioreale a via Chiaia; a Porto Longone, nello Stato dei Presidi dispose la costruzione di un'imponente fortezza, il Forte Longone.
Al Pimentel seguì nel 1610 Pedro Fernández de Castro, i cui interventi furono prevalentemente concentrati nella città di Napoli, la quale riqualificazione urbana venne affidata al Regio Architetto Domenico Fontana, la cui opera più importante fu la costruzione del Palazzo Reale. Ordinò la ricostruzione dell'università, le cui lezioni dall'inizio del dominio spagnolo erano state ricoverate nei vari chiostri cittadini, finanziando un nuovo edificio (Palazzo dei Regi Studi, ora sede del Museo Archeologico Nazionale di Napoli) commissionando la ristrutturazione di una caserma di cavalleria all'architetto Giulio Cesare Fontana e rimodernando il sistema dell'insegnamento e delle cattedre.
Fiorì sotto la sua reggenza l'Accademia degli Oziosi, a cui aderì fra gli altri il Marino e il Della Porta. Costruì il collegio dei gesuiti intitolato a San Francesco Saverio e un complesso di fabbriche presso porta Nolana. In Terra di Lavoro iniziò le prime opere di bonifica della pianura del Volturno, affidando al Fontana il progetto dei Regi Lagni, l'opera di canalizzazione e messa a regime delle acque del fiume Clanio tra Castel Volturno e Villa Literno, laddove fino ad allora paludi e laghi costieri (come il Lago Patria) avevano reso buona parte della Campania Felix dei romani un territorio malsano e spopolato.

#### La morte di Filippo III e i governi sotto Filippo IV e Carlo II
Fu caratterizzato prevalentemente da operazioni militari il governo di Pedro Téllez-Girón y Velasco Guzmán y Tovar, che, nella guerra fra Spagna e Savoia per il Monferrato, condusse una spedizione contro la repubblica di Venezia, in quegli anni alleata della monarchia sabauda. La flotta napoletana assediò e saccheggiò Traù, Pola e l'Istria.

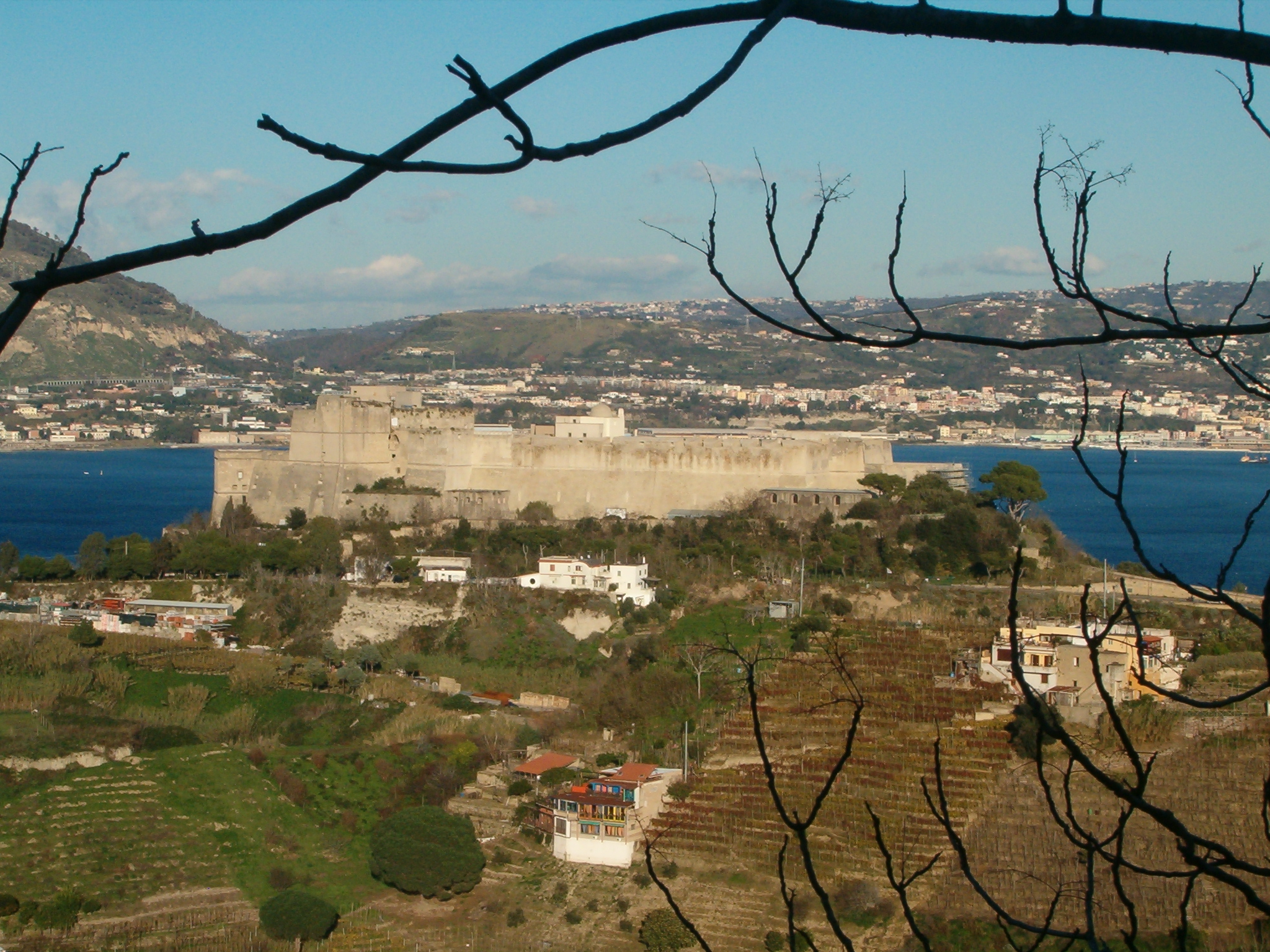
Castello di Baia.

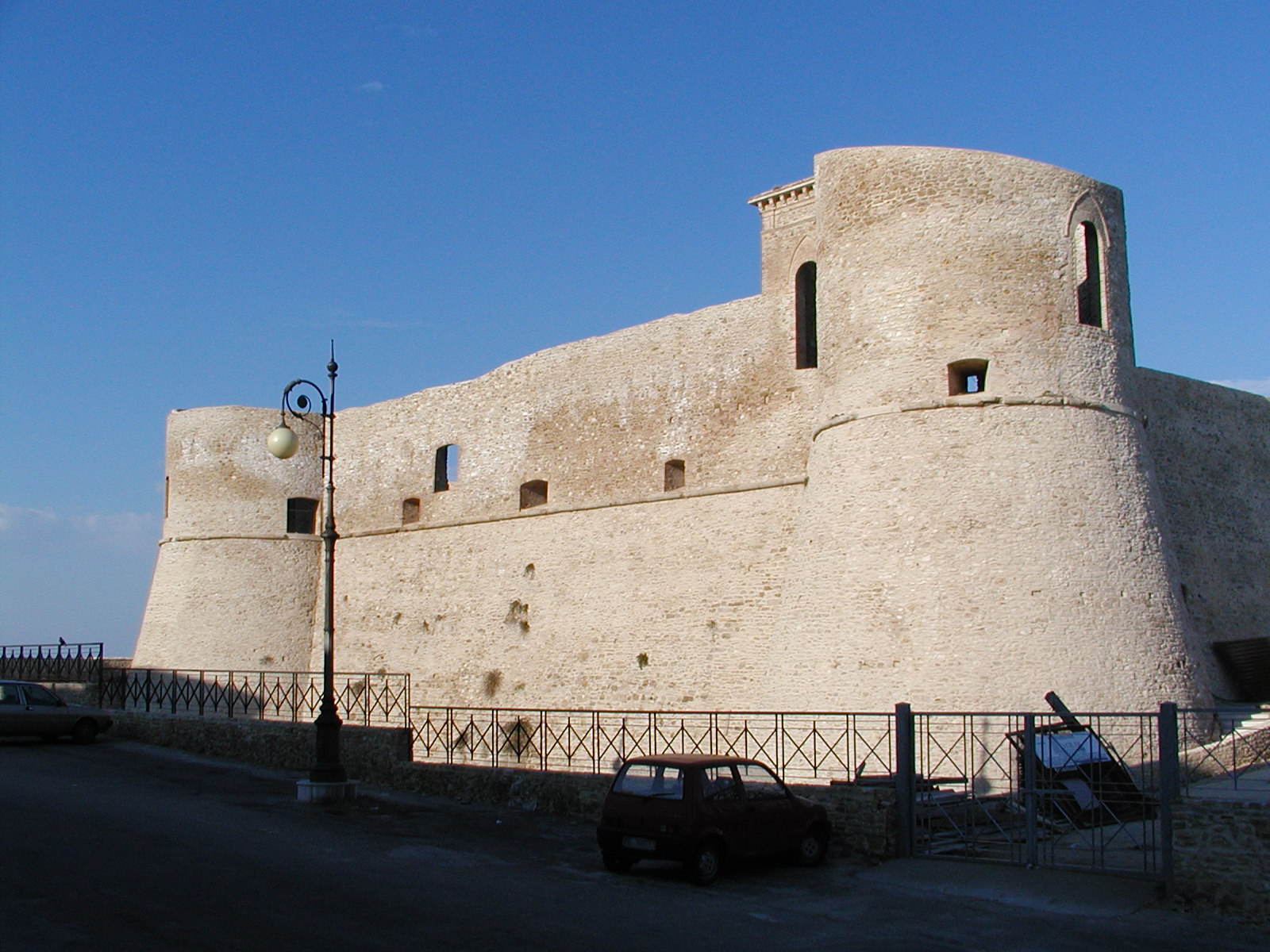
Castello di Ortona.

Gli succedette il cardinale Antonio Zapata, tra carestie e rivolte, e, dopo la morte di Filippo III, Antonio Álvarez de Toledo y Beaumont de Navarra e Fernando Afán de Ribera che dovettero affrontare i problemi di un brigantaggio nelle province sempre più diffuso e radicato. Li seguì Manuel de Acevedo y Zúñiga, che finanziò la fortificazione dei porti di Barletta, Ortona, Baia e Gaeta, con un governo fortemente impegnato nel sostegno economico dell'esercito e della flotta. Il forte impoverimento del tesoro statale comportò, sotto l'amministrazione di Ramiro Núñez de Guzmán, una devoluzione dell'amministrazione dei domini regi alle corti dei baroni, e la conseguente crescita dei poteri feudali.
Sotto il regno di Carlo II si ricordano i vicereami di Fernando Fajardo y Álvarez de Toledo e Francisco de Benavides, con politiche impegnate a contenere problemi ormai endemici come il brigantaggio, clientelismo, inflazione e scarsità di risorse alimentari.

#### Cultura letteraria e scientifica nella Napoli del Seicento
La tradizione umanistica e cristiana fu l'unico riferimento per le prime ambizioni rivoluzionarie a carattere nazionale che cominciarono a emergere, per la prima volta in Europa, tra Roma e Napoli, nell'irrazionalismo del barocco, nell'urbanistica popolare (quartieri spagnoli), nel misticismo religioso e nella speculazione politica e filosofica. Se nella campagna un forte ritorno all'assetto feudale ricondusse ai seminari e alle diocesi il controllo dell'arte e della cultura, Napoli fu la prima città in Italia in cui nacquero, seppur disorganizzate e ignorate dai governi, le prime forme letterarie di intolleranza al clima culturale che seguì la controriforma.
Accetto, Marino e Basile, per primi nella letteratura italiana, trasgredirono i paradigmi poetici che prendevano come modello le opere tassiane, e con una forte spinta eversiva nei riguardi dei canoni artistici dei loro contemporanei d'Italia, rifiutarono lo studio dei classici come esempio d'armonia e stile e le teorie estetiche e linguistiche dei puristi, che nascevano con la riproposizione dottrinale del latino scolastico e liturgico (Chiabrera, Accademia della Crusca, Accademia del Cimento).
Furono gli anni in cui, nella commedia dell'arte napoletana, si impose Pulcinella, la più celebre maschera dell'inventiva popolare meridionale. Il cosentino Tommaso Cornelio, formatosi secondo la tradizione telesiana e cosentiniana (allievo di Marco Aurelio Severino), professore di matematica e medicina, portò a Napoli nella seconda metà del XVII secolo la filosofia e la matematica di Cartesio e Galilei, nonché la fisica e l'etica atomistica di Gassendi costituendo, in contrasto con la locale tradizione tomistica e galenica, la base delle future scuole del pensiero moderno partenopeo.

### La rivolta del 1647-1648

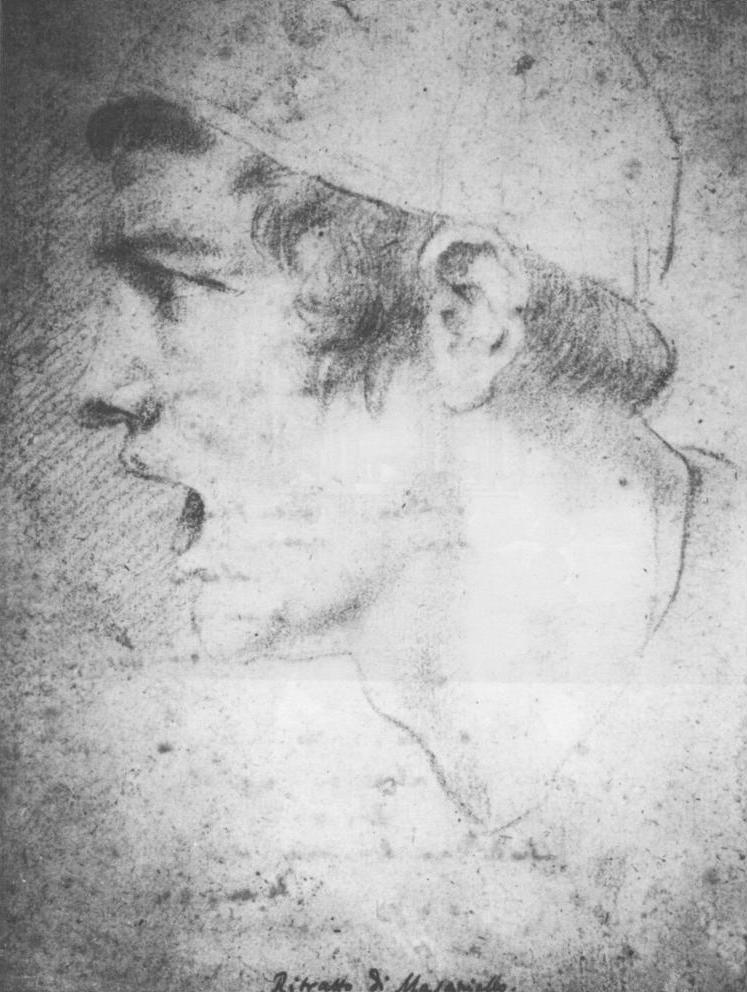
Masaniello ritratto da Aniello Falcone, 1647.

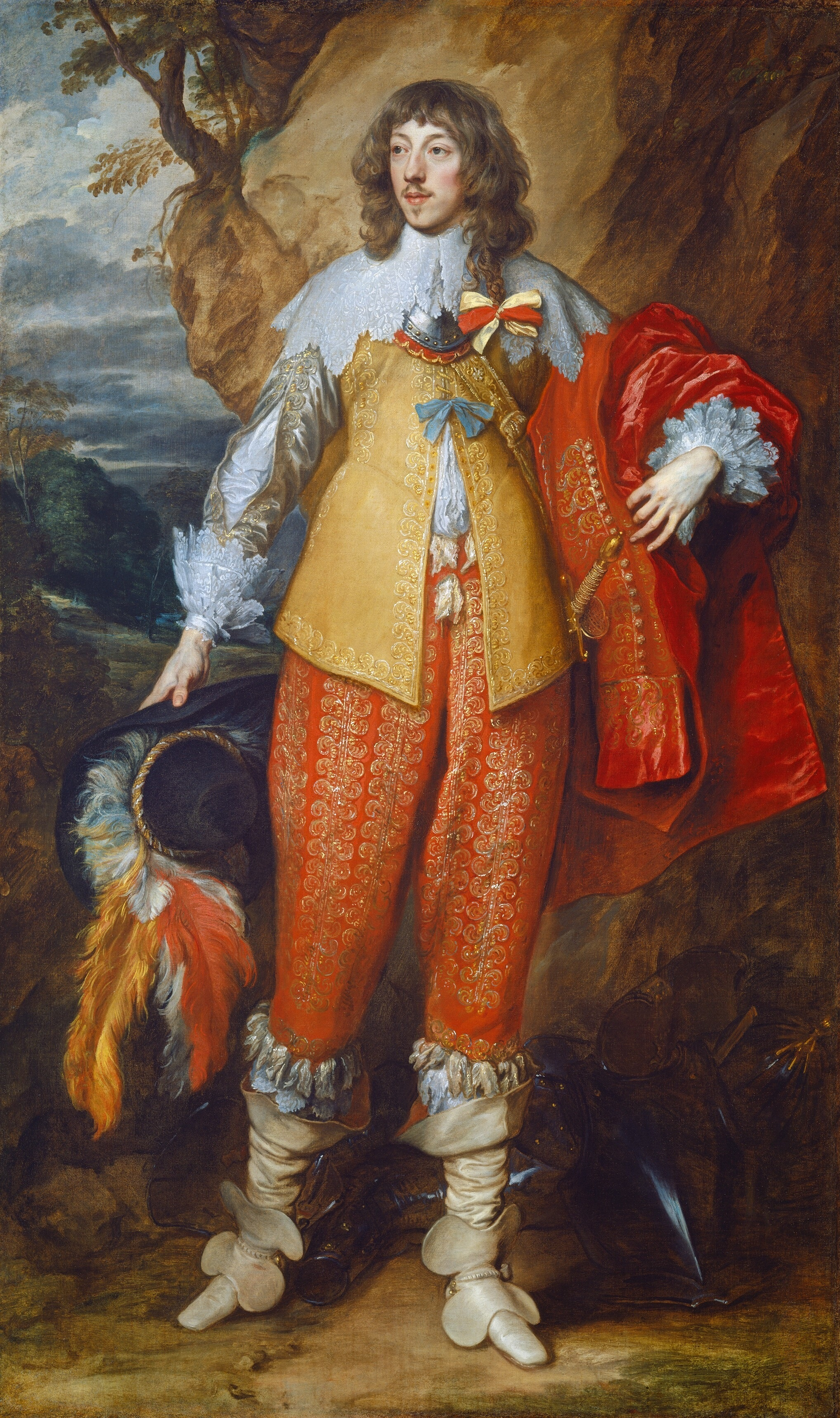
Enrico II di Guisa, governatore della Repubblica Napoletana.

Simile per ambizioni al Campanella, ma spinto da ragioni di indole economica, sotto il vicereame del duca d'Arcos Rodrigo Ponce de León, Masaniello fu a capo, nel 1647, di una rivolta contro la pesante pressione fiscale locale. Egli riuscì ad ottenere dal viceré la costituzione di un governo popolare e, per sé, il titolo di Capitano generale del fedelissimo popolo, finché poi non fu ucciso dagli stessi rivoltosi. Prese il suo posto Gennaro Annese che diede un respiro più ampio alla rivolta, che assunse un carattere antifeudale e antispagnolo e precise connotazioni politiche e sociali e anche secessionista, al pari di quanto era accaduto, alcuni anni prima, in Portogallo e Catalogna. Anche per Rosario Villari il fine ultimo della rivolta era l'indipendenza dalla Spagna che avrebbe potuto ridimensionare la società feudale del regno. «Quella che infierisce nell'Italia meridionale nel 1647-1648», scrive lo storico calabrese, «è essenzialmente una guerra contadina, la più vasta e impetuosa che abbia conosciuto l'Europa occidentale nel Seicento». Napoli tenterà di porsi alla guida del movimento, ponendosi come obiettivo l'indipendenza «[…] come presupposto e condizione indispensabile di un ridimensionamento del potere feudale e di un nuovo equilibrio politico e sociale del regno». Nell'ottobre del 1647 Gennaro Annese, col sostegno del primo ministro del regno di Francia Giulio Mazzarino e di Enrico II di Guisa, proclamò la Repubblica. Il nuovo governo fu di breve durata: benché le rivolte si fossero estese alla campagna, nella primavera del 1648 le truppe spagnole guidate da Don Giovanni d'Austria ripristinarono il precedente regime.

#### Le province orientali: Terra di Bari, Terra d'Otranto e Calabrie
Dal XVI secolo la stabilizzazione dei confini adriatici dopo la battaglia di Lepanto e la fine delle minacce turche sulle coste italiane portarono, salvo rare eccezioni a un periodo di relativa tranquillità nell'Italia meridionale, durante il quale baroni e feudatari poterono sfruttare gli antichi diritti fondiari per consolidare privilegi economici e produttivi.
Fra il XVI e il XVII secolo sorse in Puglia e in Calabria quell'economia chiusa e provinciale che caratterizzerà le regioni fino all'Unità d'Italia: l'agricoltura per la prima volta divenne di sussistenza; gli unici prodotti destinati all'esportazione erano olio e seta, i cui tempi di produzione stabili, ciclici e ripetitivi non potevano sfuggire al controllo dell'aristocrazia fondiaria. Così tra Terra di Bari e Terra d'Otranto la produzione olearia incrementò un relativo benessere, testimoniato dal capillare sistema di masserie rurali e, in città, dal rifiorire delle opere urbanistiche e architettoniche (barocco leccese). Dopo la perdita dei domini della Serenissima nel Mediterraneo, i porti di Brindisi e Otranto rimasero un prezioso mercato di Venezia per l'approvvigionamento dei prodotti agroalimentari, persi fra gli altri anche i mercati di Ortona e Lanciano dopo la conversione dei territori abruzzesi all'economia pastorale. Molto simile la condizione delle Calabrie le cui province, prive di sbocchi commerciali e di porti competitivi, videro uno sviluppo parziale nella sola zona di Cosenza.
Attorno alle classi più abbienti fiorì un particolare tipo di umanesimo, fortemente conservatore, caratterizzato dal culto della tradizione classica latina, della retorica e del diritto. Già prima della nascita dei seminari, sacerdoti e aristocratici laici sovvenzionavano centri di cultura che costituirono, in Puglia e Calabria, l'unica forma di modernizzazione civile che le innovazioni amministrative e burocratiche del regno aragonese richiedevano, mentre l'economia e il territorio rimanevano esclusi dai cambiamenti in atto nel resto d'Europa.

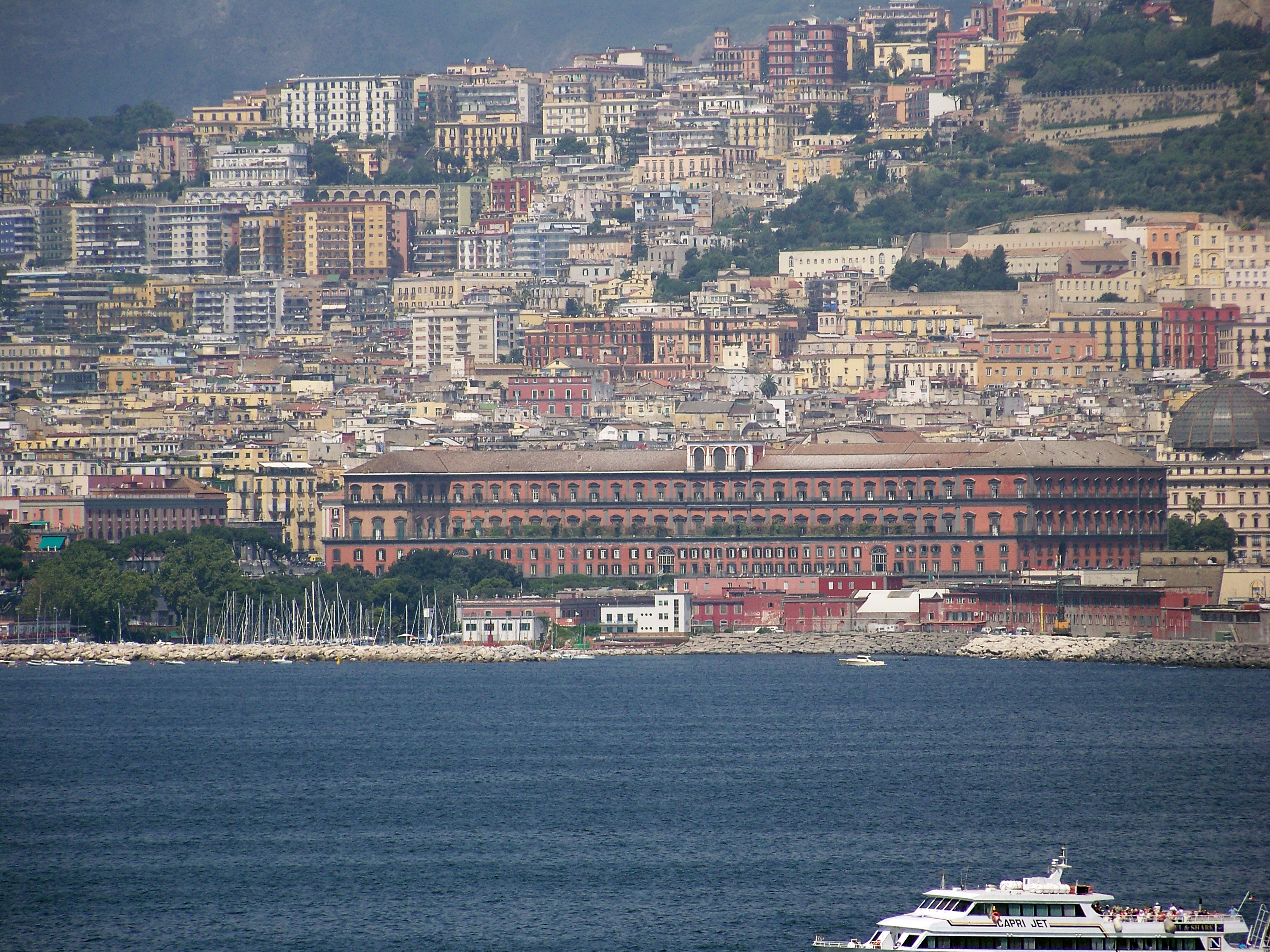
Palazzo Reale di Napoli visto dal mare.

Dal XV secolo scomparvero le ultime tracce della tradizione culturale e sociale greca: nel 1467 la diocesi di Hieracium abbandonava l'uso del rito greco nella liturgia in favore del latino; similmente nel 1571 la diocesi di Rossano, nel 1580 l'arcidiocesi di Reggio, nel 1586 l'arcidiocesi di Siponto e poco dopo quella di Otranto. La latinizzazione del territorio iniziata coi normanni, continuata con gli angioini, trovò il suo completamento nel XVII secolo, parallelamente al forte accentramento del potere in mano all'aristocrazia fondiaria, tra Reggio e Cosenza. In questi anni il Campanella coinvolse tali diocesi, col sostegno di speculazioni astrologiche e filosofiche orientali, nella rivolta contro il dominio spagnolo e l'ordine dei gesuiti; furono anche gli anni del grande sviluppo delle certose di Padula e di Santo Stefano, e della nascita dell'Accademia Cosentina, che vedrà fra i suoi allievi e maestri Bernardino Telesio e Sebezio Amilio.

#### La successione di Carlo II e la fine del dominio spagnolo
Già dal 1693 a Napoli, come nel resto dei domini degli Asburgo di Spagna, si iniziò a discutere delle sorti del regno di Carlo II, il quale lasciava gli Stati della sua corona senza eredi diretti. Fu in quest'occasione che nel Mezzogiorno d'Italia cominciò ad emergere una coscienza civile politicamente organizzata, trasversalmente composta sia dagli aristocratici che dai piccoli mercanti e artigiani cittadini, schierata contro i privilegi e le immunità fiscali del clero (la relativa corrente giuridica è nota agli storici come anticurialismo napoletano) e ambiziosa di fronteggiare il banditismo. Questa sorta di partito nel 1700, alla morte di Carlo II, si oppose al testamento del sovrano spagnolo che designava erede delle corone spagnola e napoletana Filippo V di Borbone, duca d'Angiò, sostenendo invece le pretese di Leopoldo I d'Asburgo, il quale riteneva legittimo erede l'arciduca Carlo d'Asburgo (poi imperatore col nome di Carlo VI). Tale dissidio politico portò il partito filo-austriaco napoletano ad un'esplicita presa di posizione antispagnola, seguita dalla rivolta nota come congiura di Macchia, poi fallita. Dopo la crisi politica il governo spagnolo tentò con la repressione di riportare l'ordine nel regno, mentre la crisi finanziaria era sempre più disastrosa. Nel 1702 fallì il Banco dell'Annunziata; in questi anni Filippo V, in viaggio a Napoli, nel 1701 condonò i debiti delle università. Gli ultimi viceré per conto della Spagna furono Luis Francisco de la Cerda y Aragón, impegnato ad arginare banditismo e contrabbando, e Juan Manuel Fernández Pacheco y Zúñiga, Marchese di Villena il cui mandato di governo fu impedito dalla guerra e quindi dall'occupazione austriaca del 1707.

### Gli Asburgo e il vicereame austriaco

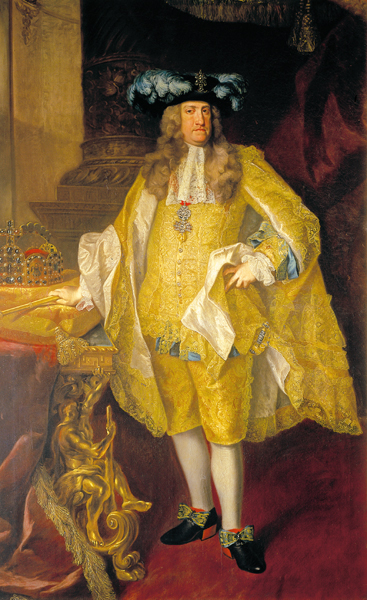
L'imperatore Carlo VI d'Asburgo, l'ultimo sovrano di Napoli del periodo vicereale.

Il trattato di Utrecht nel 1713 poneva fine alla guerra di successione spagnola: in base agli accordi sanciti dai firmatari, il regno di Napoli con la Sardegna finiva sotto il controllo di Carlo VI d'Asburgo; il regno di Sicilia invece andava ai Savoia, ristabilendo l'identità territoriale della corona del rex Siciliae, con la condizione che, una volta estinta la discendenza maschile dei Savoia, l'isola e il titolo regale annesso sarebbero tornati alla corona spagnola. Con la pace di Rastatt, un anno dopo anche Luigi XIV di Francia riconosce i domini asburgici in Italia. Nel 1718 Filippo V di Spagna tentò di ristabilire il proprio dominio a Napoli e in Sicilia col sostegno del suo primo ministro Giulio Alberoni: contro la Spagna intervennero però direttamente Gran Bretagna, Francia, Austria e Province Unite che sconfissero la flotta di Filippo V nella battaglia di Capo Passero. Il trattato dell'Aia (1720) che concluse la guerra della Quadruplice alleanza (cui la battaglia di Capo Passero è un elemento) decretò il passaggio del regno di Sicilia agli Asburgo: pur mantenendosi come entità statale separata, passò insieme a Napoli sotto la corona austriaca mentre la Sardegna diventava possesso dei duchi sabaudi, che diventavano re del regno di Sardegna. Carlo di Borbone, figlio di Filippo V, veniva designato erede al trono nel Ducato di Parma e Piacenza.

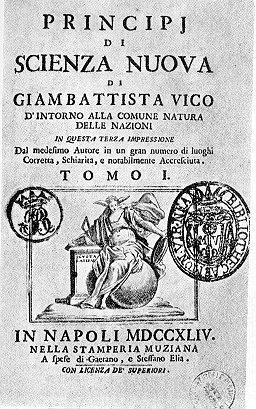
Copertina di Principi di scienza nuova (Vico).

L'inizio del dominio austriaco, seppur costretti ad affrontare una situazione finanziaria disastrosa, segnò una profonda riforma nelle gerarchie politiche dello Stato napoletano, a cui seguì un discreto sviluppo dei principi illuministici e riformatori. Furono da allora reperibili a Napoli, oltre che i testi cartesiani, le opere di Spinoza, Giansenio, Pascal e le espressioni della cultura tornano in diretto contrasto col clero cittadino, sulla strada dell'anticurialismo napoletano già aperta da giuristi famosi come Francesco d'Andrea, Giuseppe Valletta e Costantino Grimaldi. Durante il vicereame austriaco, nel 1721, Pietro Giannone pubblica il suo testo più celebre, la Istoria civile del Regno di Napoli, un importantissimo riferimento culturale per lo Stato napoletano, che diviene celebre in tutta Europa (ammirato da Montesquieu) per come ripropone in termini moderni il machiavellismo e subordina al diritto civile il diritto canonico. Scomunicato dall'arcivescovo di Napoli, trovò rifugio a Vienna, senza poter più tornare nell'Italia meridionale. In quest'ambiente, tra Napoli e il Cilento, visse anche Giovan Battista Vico che, nel 1725, pubblicò la prima edizione dei suoi Principi di una scienza nuova, e Giovanni Vincenzo Gravina, studioso a Napoli di diritto canonico, il quale fondò a Roma, con Cristina di Svezia, l'accademia dell'Arcadia, riproponendo la lettura laica dei classici. Il suo allievo Metastasio proprio a Napoli formò sul Tasso e sul Marino le innovazioni poetiche che diedero al melodramma italiano fama internazionale.
I primi viceré austriaci furono Georg Adam von Martinitz (1614-1714) e Virico Daun, seguiti dall'amministrazione del cardinale Vincenzo Grimani che, favorevole ai circoli anticuriali napoletani, attuò la prima politica di risanamento finanziario, tentando di ridurre le spese di governo e al sequestro delle rendite dei feudatari meridionali che a seguito dell'occupazione austriaca erano contumaci I viceré che gli succedettero (Carlo Borromeo Arese ed il Daun al secondo mandato) trovarono un lieve bilancio positivo nelle entrate del regno, grazie anche al saldo delle spese che le operazioni militari avevano richiesto. Nel 1728 il viceré Michele Federico Althann istituì il pubblico Banco di San Carlo, per finanziare l'imprenditoria privata di stampo mercantilistico, ricomprare le quote di debito pubblico e liquidare la manomorta ecclesiastica Lo stesso viceré si guadagnò l'inimicizia dei gesuiti per aver tollerato la pubblicazione delle opere degli anticurialisti Giannone e del Grimaldi.
Un nuovo tentativo di invasione però operato da Filippo V di Spagna, sebbene si fosse concluso con la sconfitta di quest'ultimo, riportò il bilancio del regno nuovamente in deficit: il problema persistette per tutto il successivo periodo della dominazione austriaca; nel 1731 Aloys Thomas Raimund von Harrach promosse l'istituzione di una "Giunta delle Università" per controllare i bilanci dei piccoli centri delle provincie, assieme alla Giunta della Numerazione per il riordino delle amministrazioni finanziarie, istituita nel 1732. I nuovi catasti furono però ostacolati dai proprietari terrieri e dal clero, che voleva scongiurare i propositi del governo di tassare i beni ecclesiastici. L'ultimo dei viceré austriaci, Giulio Visconti Borromeo Arese, vide l'invasione borbonica e la conseguente guerra, lasciando però ai nuovi sovrani una situazione finanziaria assai migliore rispetto a quella lasciata dai viceré spagnoli.

### I Borbone di Napoli e Sicilia

Bandiera del Regno di Napoli durante il periodo borbonico.

#### Carlo di Borbone

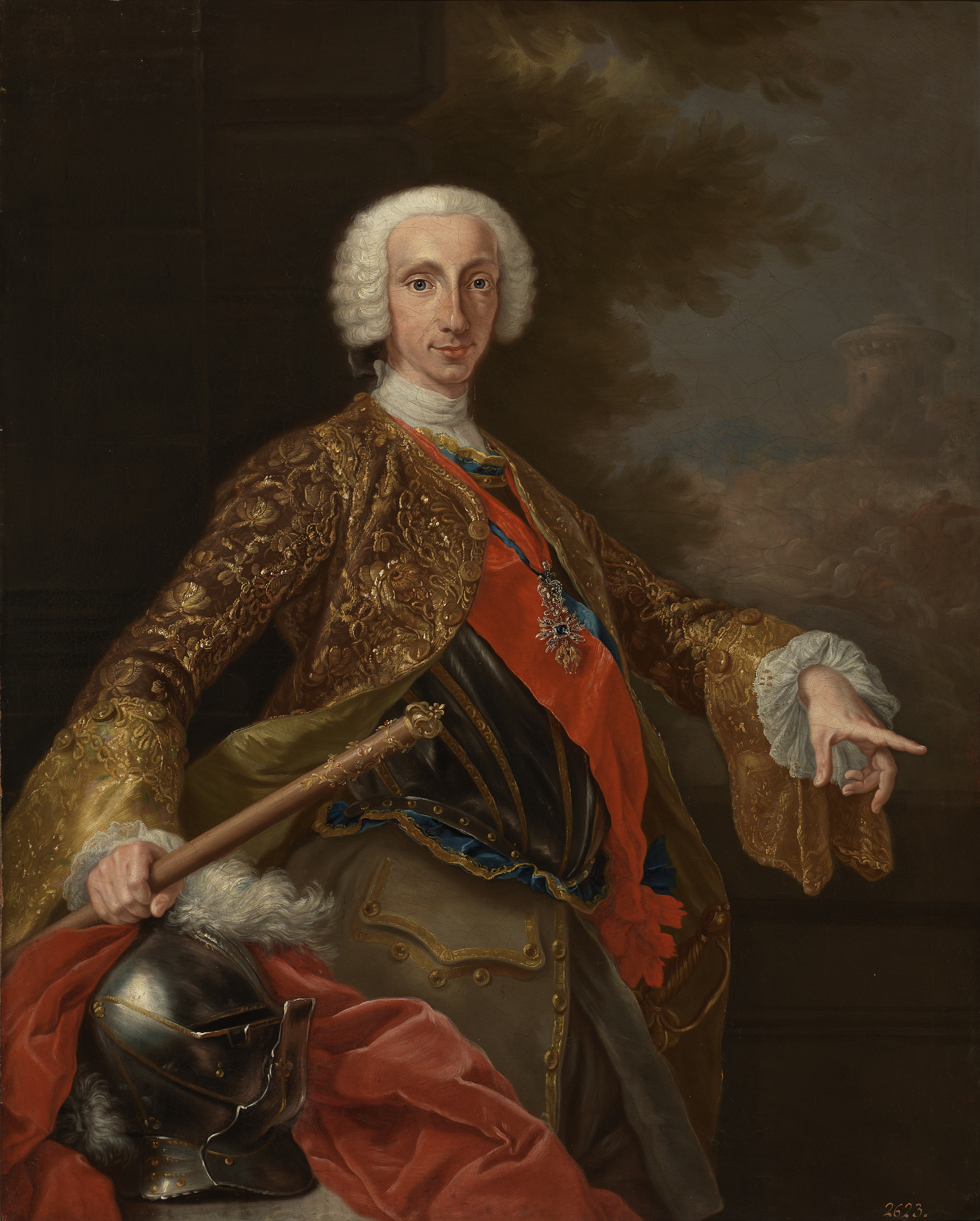
Carlo di Borbone, re di Spagna, Napoli e Sicilia

La politica di riforme iniziata tiepidamente sotto il vicereame di Carlo VI d'Asburgo fu ripresa dalla corona dei Borbone che intraprese una serie di innovazioni amministrative e politiche, estendendole a tutto il territorio del regno. Carlo di Borbone, già duca di Parma e Piacenza, figlio di Filippo V re di Spagna e di Elisabetta Farnese, a seguito della battaglia di Bitonto, conquistò il regno di Napoli e fece il suo ingresso in città il 10 maggio 1734; fu incoronato Rex utriusque Siciliae il 3 luglio 1735 nella Cattedrale di Palermo. La conquista dei due regni da parte dell'Infante fu resa possibile dalle manovre della regina di Spagna, la quale, approfittando della guerra di successione polacca nella quale Francia e Spagna combattevano il Sacro Romano Impero, rivendicò a suo figlio le province dell'Italia meridionale, ottenute nel 1734 in seguito alla battaglia di Bitonto. Con Carlo il Regno di Napoli vide la nascita della nuova dinastia dei Borbone di Napoli e Sicilia. L'8 giugno 1735 Carlo sostituì al Consiglio Collaterale la Real Camera di Santa Chiara, affidando inoltre la formazione del governo al conte di Santisteban e nominando Bernardo Tanucci ministro di giustizia.

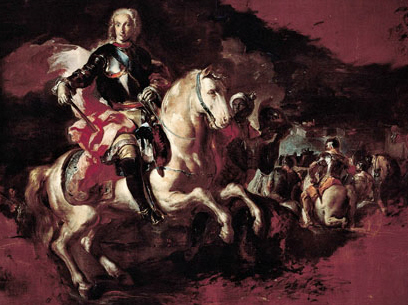
Trionfo di Carlo di Borbone alla battaglia di Velletri, Francesco Solimena, 1744, Reggia di Caserta.

Il regno non ebbe un'effettiva autonomia dalla Spagna fino alla pace di Vienna, nel 1738, con la quale si concluse la guerra di successione polacca. A causa delle ripetute guerre e dei rischi che correva Napoli, Tanucci ipotizzò lo spostamento della capitale a Melfi (già prima capitale del dominio normanno), vedendo in essa un punto altamente strategico: collocata nella zona continentale, protetta dalle montagne e lontana dalle minacce provenienti dal mare aperto.
Nell'agosto 1744 l'esercito di Carlo, forte ancora della presenza di truppe spagnole, sconfisse nella Battaglia di Velletri gli austriaci che tentavano di riconquistare il regno. Alla situazione precaria in cui versava la corona borbonica sul regno di Napoli corrispose una politica ambigua di Carlo: egli all'inizio del suo governo cercò di assecondare le posizioni politiche delle gerarchie ecclesiastiche, favorendo l'istituzione a Palermo di un tribunale d'Inquisizione e non contrastando la scomunica di Pietro Giannone. Quando però la fine delle ostilità in Europa scongiurarono le minacce al suo titolo regale, nominò primo ministro Bernardo Tanucci, la cui politica fu rivolta subito ad arginare i privilegi ecclesiastici: nel 1741, con un concordato furono drasticamente ridotti il diritto d'asilo nelle chiese ed altre immunità al clero; i beni ecclesiastici furono sottoposti a tassazione. Successi analoghi non si ebbero tuttavia nella lotta alla feudalità nelle province periferiche del regno. Fin dal 1740 erano stati infatti istituiti, su proposta della Giunta di commercio nominata alcuni anni prima, i Regi consolati di commercio allo scopo di favorire la liberalizzazione dell'economia e di assicurare la giustizia civile che i feudatari non erano in grado di garantire. Presenti in tutte le principali città del regno (anche più di uno per provincia), i consolati erano soggetti alla giurisdizione del Supremo magistrato di commercio di Napoli. Eppure l'opposizione della classe baronale fu talmente compatta e ben organizzata da determinare, entro pochi anni, il sostanziale fallimento dell'iniziativa.
Le riforme tuttavia, pur restaurando i vecchi sistemi catastali, riuscirono ad imporre una tassazione ai beni ecclesiastici pari alla metà della tassazione ordinaria dei laici mentre i beni feudali restarono vincolati al sistema fiscale della adoa. L'Erario si giovò dei nuovi provvedimenti e contemporaneamente vi fu un sensibile sviluppo dell'economia, l'aumento della produzione agricola e degli scambi commerciali connessi. Nel 1755 fu istituita presso l'Università di Napoli la prima cattedra di economia in Europa, denominata cattedra di commercio e di meccanica. I corsi (in italiano e non in latino) furono tenuti da Antonio Genovesi che, persa la cattedra di teologia a seguito di accuse nei suoi riguardi di ateismo, continuò i suoi studi nell'economia e nell'etica. I successi ottenuti inaugurarono un progetto d'intervento più radicale da compiersi nella Terra di Lavoro. Il primo passo interessò la costruzione della reggia di Caserta e la modernizzazione urbanistica dell'omonima città, che fu riedificata sui disegni razionalistici di Luigi Vanvitelli. Negli stessi anni nel cuore della capitale del regno invece Giuseppe Sammartino realizzava il celebre complesso scultoreo nella Cappella Sansevero del poliedrico principe Raimondo di Sangro: la cura estremamente formale e la modernizzazione stilistica di cui erano dotate le sue opere generarono polemiche negli ambienti cattolici napoletani, abituati agli esiti artistici del manierismo e del barocco.
Presso il palazzo reale di Portici, che avrebbe dovuto essere la residenza di Carlo prima della costruzione della Reggia di Caserta, il re istituì il museo archeologico in cui furono raccolti i reperti dei recenti scavi di Ercolano e Pompei. Per la prima volta in Italia, dall'istituzione del ghetto di Roma, a Napoli fu promulgata in questi anni una legge per garantire agli ebrei, espulsi dal regno due secoli prima, gli stessi diritti di cittadinanza (ad esclusione della possibilità di possedere titoli feudali) riservati fino ad allora ai cattolici.

#### Re Ferdinando IV

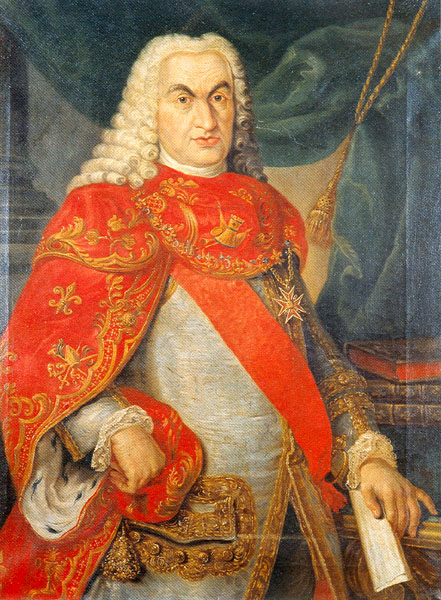
Marchese Bernardo Tanucci, ministro illuminista di re Ferdinando IV di Napoli, III di Sicilia e I delle Due Sicilie.

Nel 1759 re Ferdinando VI di Spagna morì senza lasciare eredi diretti. Al primo posto nella linea di successione era il fratello Carlo di Borbone, il quale, rispettando il trattato fra i due regni che stabiliva che le due corone non dovessero mai essere unite, dovette scegliere un successore per i due regni di Napoli e Sicilia. Colui che fino ad allora era stato considerato l'erede al Trono, Filippo, nato il 13 giugno 1747, verrà messo sotto osservazione per due settimane da un comitato composto da alti funzionari, magistrati e sei medici per valutare il suo stato mentale. Il loro verdetto fu la sua completa imbecillità, escludendolo così dalla successione. Il secondogenito Carlo Antonio, nato a Portici nel 1748, invece seguirà il padre come erede del trono di Spagna. La scelta quindi cade sul terzogenito Ferdinando, nato il 12 gennaio 1751, che assunse il titolo di Ferdinando IV di Napoli.
Alla sua nascita fu scelta come nutrice una nobildonna di campagna di nome Agnese Rivelli, appartenente alla nobiltà di Muro Lucano. Era diventato consuetudine nella corte di Napoli, prendendo esempio da quella di Spagna, affiancare al principino un popolano della stessa età. Egli, chiamato menino, doveva essere sgridato al posto del principe, il quale in questo modo doveva capire che, se un giorno fosse divenuto re, nel caso avesse fatto errori durante il suo governo, il male sarebbe caduto sull'intero popolo. Agnese Rivelli presentò ai reali per questo il figlio Gennaro Rivelli. Questo sarebbe diventato amico inseparabile di Ferdinando ed in effetti Ferdinando impediva che il menino fosse sgridato al suo posto, vicino anche negli eventi tragici della Rivoluzione. Sarà infatti Gennaro Rivelli al fianco del Cardinale Ruffo a guidare l'esercito della Santafede nella Controrivoluzione alla riconquista del regno.
Queste le parole di Carlo di Borbone al momento dell'abdicazione: "Raccomando umilmente a Dio l'Infante Ferdinando che in questo medesimo istante diventa mio successore. A lui lascio il regno di Napoli con la mia paterna benedizione, affidandogli il compito di difendere la religione cattolica e raccomandandogli la giustizia, la clemenza, la cura, l'amore per i popoli, che avendomi fedelmente servito e obbedito, hanno diritto alla benevolenza della mia reale famiglia". Ferdinando allora aveva solo 8 anni e per questo fu costituito dallo stesso Carlo un Consiglio di Reggenza. Principali esponenti furono Domenico Cattaneo, principe di San Nicandro ed il marchese Bernardo Tanucci, quest'ultimo il capo del Consiglio di Reggenza. Durante il periodo della reggenza ed in quello successivo, fu principalmente il Tanucci ad avere in mano le redini del Regno ed a continuare le riforme iniziate in età carolina. In campo giuridico, molti progressi furono resi possibili dall'appoggio dato al ministro Tanucci da Gaetano Filangieri, il quale, con la sua opera "Scienza della legislazione" (iniziata nel 1777), può essere considerato tra i precursori del diritto moderno. Nel 1767 il re emise l'atto di espulsione nei confronti dei gesuiti dal territorio del regno che ne comportò l'alienazione dei beni, conventi e centri di cultura, sei anni prima che papa Clemente XIV decretasse la soppressione dell'ordine.
Nel frattempo Ferdinando invece passava le sue giornate giocando col suo amico Gennaro, vestendosi e mescolandosi coi popolani, i quali lo trattavano e gli parlavano in assoluta libertà.
Il 12 gennaio 1767 Ferdinando, avendo raggiunto i 16 anni, divenne re con pieni poteri. In quello stesso giorno il Consiglio di Reggenza divenne Consiglio di Stato. Al momento della cerimonia però Ferdinando non si trovò. Egli infatti, dimentico dell'importante avvenimento, era coi suoi amati lipariti, un corpo scelto di allievi coi quali giocava a fare la guerra. Di fatto fu ancora il Tanucci a governare. Egli, continuando a intrattenere rapporti con l'ormai ex re di Napoli e con l'imperatrice Maria Teresa d'Austria, organizzò ripetuti tentativi di sposare Ferdinando a un'arciduchessa austriaca, facendolo fidanzare con diverse figlie dell'imperatrice, che tuttavia morirono tutte prima delle nozze. Alla fine i suoi sforzi diedero frutti, risolvendosi però nella fine della sua carriera politica.

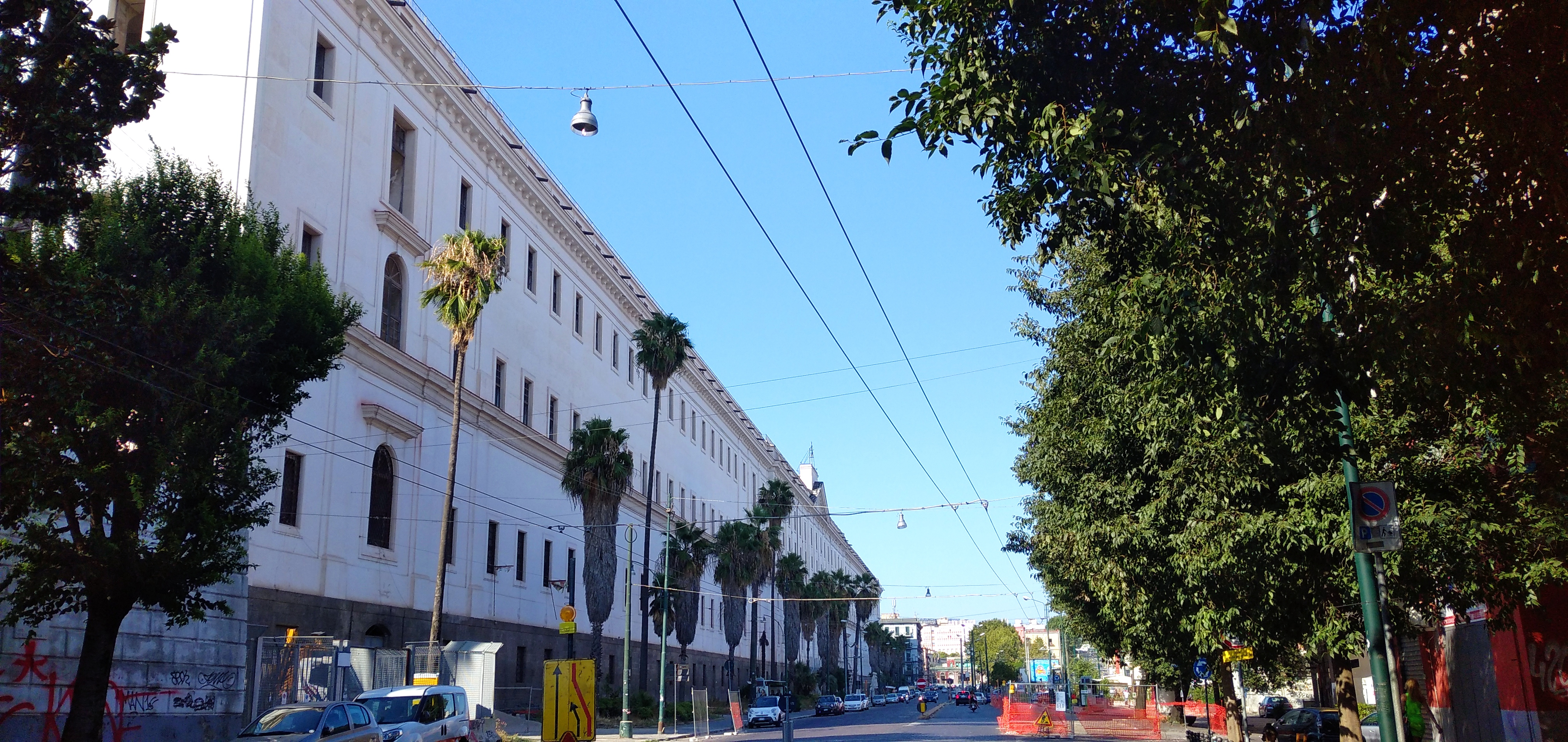
Real Albergo dei Poveri, una delle strutture più imponenti dell'era illuminista.

Nel 1768 Ferdinando sposò infatti Maria Carolina d'Asburgo-Lorena, figlia dell'imperatrice Maria Teresa e sorella della regina di Francia Maria Antonietta. Come di consuetudine prima del matrimonio fu stipulato un contratto matrimoniale il quale prevedeva che Maria Carolina dovesse partecipare al Consiglio di Stato una volta dato alla luce l'erede maschio. L'anno dopo Ferdinando IV conoscerà il cognato Pietro Leopoldo, allora granduca di Toscana, nonché fratello di Carolina e marito di Maria Luisa, sorella di Ferdinando.
In questi stessi anni si sviluppano le associazioni massoniche, che basano i loro ideali sulla libertà e l'uguaglianza di ogni individuo. Ciò non è mal visto da Maria Carolina, la quale al pari degli altri regnanti considera il suo titolo divino, ma al contrario di altri e al pari della sua famiglia crede che tra i suoi compiti ci deve essere la felicità dei suoi popoli; esse erano però avversate dai conservatori, tra i quali Tanucci. Costui tuttavia vede diminuire il suo prestigio nel 1775 quando Maria Carolina, dopo aver dato il primo figlio maschio alla luce, Carlo Tito, entra a far parte del Consiglio di Stato. Maria Carolina parteciperà più attivamente alla vita politica rispetto al marito e spesso lo sostituirà.

#### Antefatti alla Repubblica Napoletana
Nel 1776 Tanucci segnò il suo ultimo successo, rendendosi promotore dell'abolizione di un simbolico atto di vassallaggio, l'omaggio della chinea, che rendeva formalmente il regno di Napoli uno Stato tributario del pontefice di Roma. Nel 1777 il ministro fu sostituito dal siciliano Marchese della Sambuca, uomo più gradito a Maria Carolina, che proprio Tanucci aveva portato a Napoli. Quanto a Ferdinando, il 14 luglio 1796 dichiarava soppresso il ducato di Sora, insieme allo Stato dei Presidi le ultime tracce delle signorie rinascimentali in Italia, e disponeva il compenso da versare al duca Antonio II Boncompagni Ludovisi. Si impegnò inoltre personalmente nella politica di riforma territoriale inaugurata da suo padre: in Terra di Lavoro dispose la costruzione della colonia industriale di San Leucio (1789), interessante esperimento di legislazione sociale e di sviluppo manifatturiero.

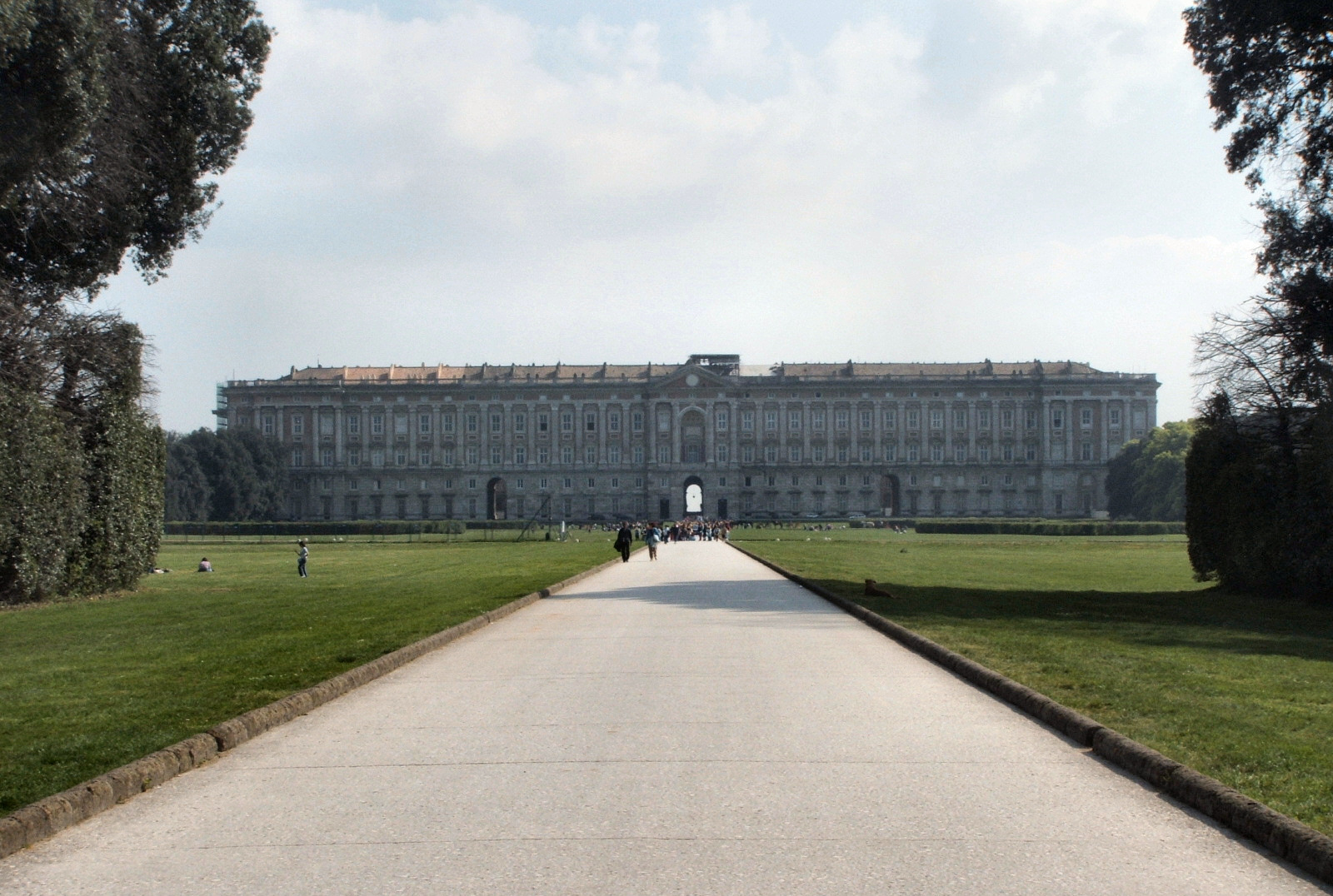
Reggia di Caserta.

Nel 1778 arrivò a Napoli John Acton, uomo della marina militare del Granducato di Toscana, che la regina Maria Carolina aveva strappato al fratello Leopoldo. I reali di Napoli e Sicilia dovevano rivedere gli accordi con stati terzi in fatto di pesca, di navigazione mercantile e bellica, eliminare gli istituti aragonesi.
Nel 1783 si venne a sapere che il primo ministro Marchese della Sambuca aveva lucrato sul tesoro in tutti i modi possibili, per esempio ricomprandosi a poco prezzo tutti i possedimenti espropriati ai gesuiti di Palermo. Nonostante ciò il suo governo si protrasse fino al 1784, quando si scoprì che fu uno dei tanti che mise in giro la notizia che John Acton e Maria Carolina fossero amanti. Non si è mai saputo se ciò fosse vero, fatto sta che Maria Carolina convinse Ferdinando che invece era falso. Divenne primo ministro il settantunenne marchese Domenico Caracciolo, già viceré di Sicilia, mentre John Acton divenne Consigliere reale. Lo stesso Acton succederà a Caracciolo il 16 luglio 1789, giorno della sua morte.
Uno strumento utile, fonte di un gran numero di dati è il Notiziario di Corte Notiziario di Città, edito nel 1789.
Nel 1793 sarà fondata la Società Patriottica Napoletana di ispirazione giacobina, che verrà smantellata l'anno seguente con la condanna a morte di 8 affiliati.
Tutti questi avvenimenti prepararono il terreno alla Repubblica Napoletana del 1799. Infatti Maria Carolina, che nei primi anni di regno si era mostrata sensibile alle istanze di rinnovamento e moderatamente favorevole alla promozione delle libertà individuali, compì una brusca inversione di rotta dopo la Rivoluzione francese, che sfociò in aperta repressione, alla notizia della decapitazione dei regnanti francesi e di converso si espresse nel sostegno napoletano alla presenza militare britannica nel mar Mediterraneo. Le misure repressive portarono ad un'insanabile frattura tra la monarchia e la classe intellettuale; le pene colpirono non solo i democratici, ma anche riformisti di sicura fede monarchica, che così non esitarono ad abbracciare la causa repubblicana nel 1799. L'avanzata delle truppe francesi in Italia cominciò con la campagna del generale Napoleone Bonaparte, nel 1796. Nel 1798 le navi francesi presero Malta; in precedenza, nel gennaio 1798, i francesi avevano occupato anche Roma. la decisione di Maria Carolina, sostenuta dall'ammiraglio britannico Horatio Nelson e dall'ambasciatore William Hamilton, di aderire alla seconda coalizione antifrancese e di autorizzare l'intervento militare delle truppe napoletane nello Stato Pontificio si concluse con una catastrofe. L'esercito napoletano, capitanato dal generale austriaco Karl Mack e costituito da circa 116.000 uomini, dopo aver inizialmente raggiunto Roma, subì una serie di pesanti sconfitte e si disgregò nella ritirata. Il Regno fu aperto così all'invasione della francese Armata di Napoli del generale Jean Étienne Championnet.

#### La Repubblica napoletana e la riconquista borbonica

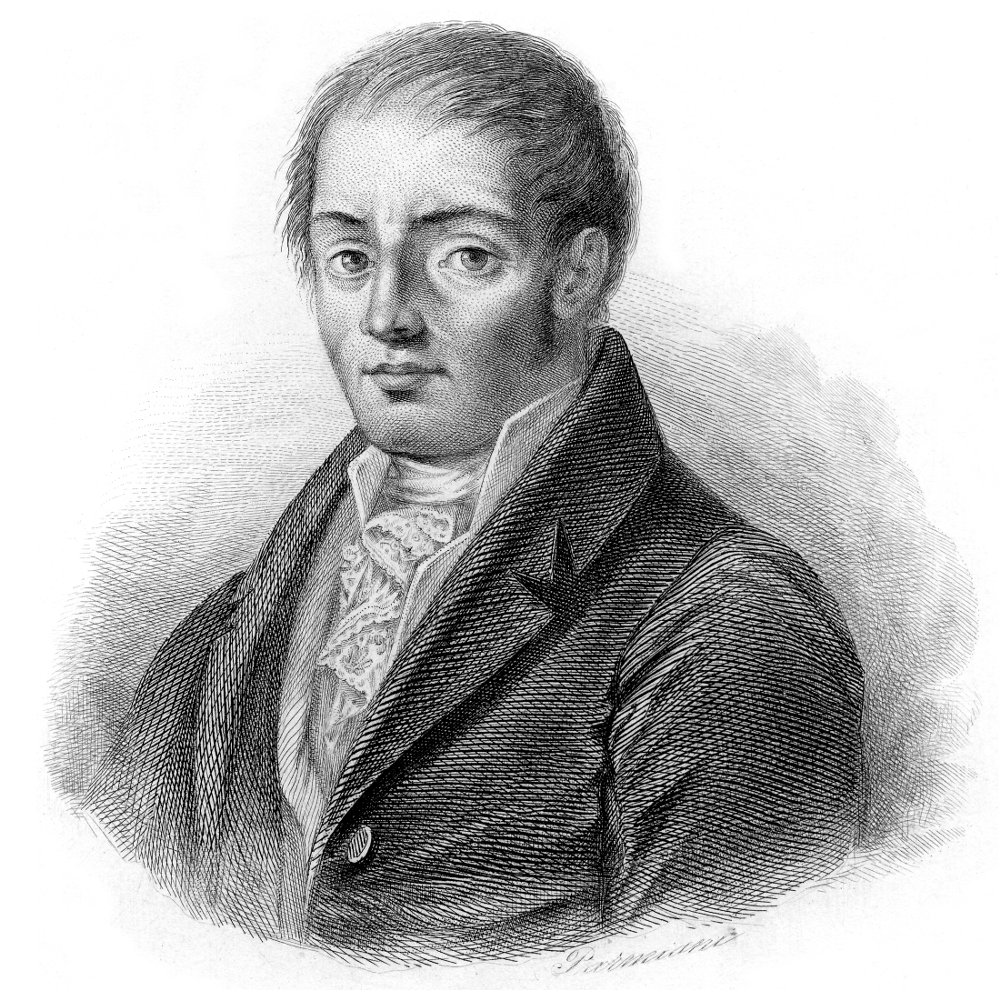
Francesco Mario Pagano, celebre illuminista ed esponente della Repubblica Napoletana.

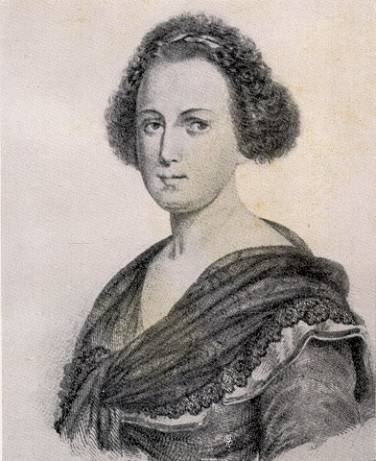
Eleonora de Fonseca Pimentel, icona femminile della rivoluzione napoletana.

Il 22 dicembre 1798 il re Ferdinando IV fuggì a Palermo, lasciando il governo al marchese di Laino Francesco Pignatelli, col titolo di vicario generale, e a Napoli la sola debole resistenza popolare dei lazzari contro i militari d'oltralpe. Dalle rivolte popolari, che intanto si erano estese fino all'Abruzzo, il Pignatelli però non raccolse una resistenza organizzata, e l'11 gennaio 1799 firmò l'armistizio di Sparanise, dopo che i francesi ebbero occupato Capua.
Alla notizia della capitolazione il popolo di Napoli e di parte delle Province insorse violentemente in funzione antifrancese: è la rivolta dei cosiddetti lazzari, che oppose una forte resistenza all'avanzata francese.
Il Vicario Generale abbandonò la città, ormai in preda al caos, il 17 gennaio 1799.
Nel frattempo nella città scesero però in campo anche i repubblicani, i giacobini e i filofrancesi e si giunse alla guerra civile: il 20 gennaio 1799 i filofrancesi riuscirono con uno stratagemma a entrare nella fortezza di Castel Sant'Elmo, da cui aprirono il fuoco sui lazzari che ancora contendevano l'ingresso della città ai francesi.
Cannoneggiati alle spalle, furono costretti a disperdersi e il generale Championnet riuscì a schiacciare la resistenza: circa 3.000 popolani antifrancesi furono uccisi negli scontri.
Tredici giorni dopo, il 22 gennaio 1799 a Napoli, i cosiddetti patriotti napoletani proclamarono la nascita di un nuovo Stato, la Repubblica Napoletana, anticipando il progetto francese d'istituire nel Mezzogiorno napoletano un governo d'occupazione. Il comandante francese Jean Étienne Championnet entrato nella capitale approvò le istituzioni dei patriotti e riconobbe il farmacista Carlo Lauberg capo della repubblica. Il Lauberg quindi, forte del sostegno francese, in questi anni fondò insieme a Eleonora de Fonseca Pimentel il Monitore Napoletano, celebre giornale di propaganda rivoluzionaria e repubblicana.
(Monitore Napoletano, I, 2 febbraio 1799)
Il nuovo governo inoltre partecipava direttamente all'esperienza rivoluzionaria francese inviando al direttorio di Parigi la propria rappresentanza, detta deputazione napoletana, e tentò subito delle innovazioni come l'eversione della feudalità, il progetto giansenista di creare una chiesa nazionale indipendente dal vescovo di Roma e il progetto costituzionale della Repubblica realizzato da Francesco Mario Pagano che, nonostante rimase inapplicato, è considerato un importante documento che anticipò le basi del moderno ordinamento italiano, in particolare quello giudiziario.

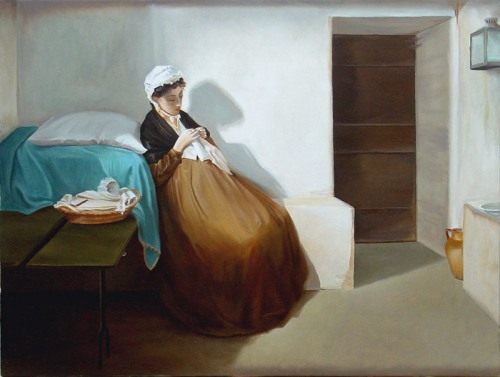
Luisa Sanfelice in carcere.

Già il 23 gennaio 1799 furono emanate le Istruzioni generali del Governo provvisorio della Repubblica Napoletana ai Patriotti, una sorta di primo programma di governo. I progetti politici però non riuscirono a trovare pratica attuazione nei soli cinque mesi di vita della Repubblica; il 13 giugno 1799 infatti l'armata popolare sanfedista organizzata attorno al cardinale Fabrizio Ruffo riconquistò il Mezzogiorno, restituendo i territori del regno alla monarchia borbonica esule a Palermo. Dopo la riconquista borbonica, la sede della corte ufficialmente restò in Sicilia, ma già nell'estate del 1799 a Napoli furono istituiti degli organi amministrativi quali la Giunta di Governo, la Giunta di Stato e la Giunta Ecclesiastica; la Segreteria degli Affari Esteri era affidata all'Acton che ne gestiva le cariche ancora da Palermo. Nei mesi seguenti una giunta nominata da Ferdinando I cominciò i processi contro i repubblicani. 124 filogiacobini, tra cui Pagano, Cristoforo Grossi, la Fonseca, Pasquale Baffi, Domenico Cirillo, Giuseppe Leonardo Albanese, Ignazio Ciaia, Nicola Palomba, Luisa Sanfelice e Michele Granata, furono condannati a morte.

#### La reazione regia e la prima restaurazione
.

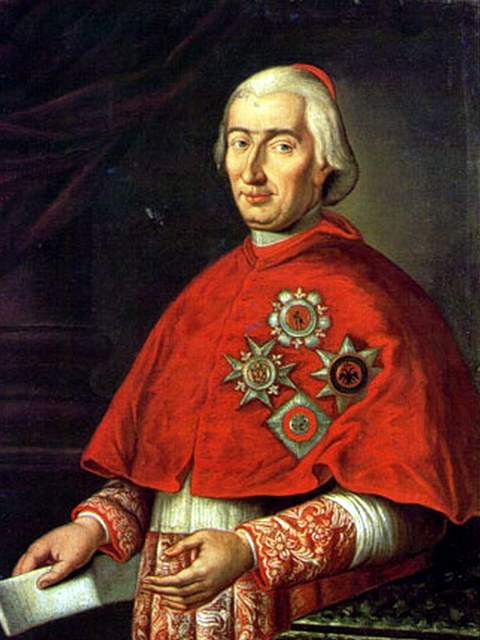

Il cardinale Fabrizio Ruffo, comandante dei Sanfedisti.
Sul finire dell'estate del 1799 gli ex giacobini catturati e imprigionati erano 1396. Il governo di Napoli era stato affidato intanto da Ferdinando IV al cardinale Fabrizio Ruffo, eletto con l'occasione luogotenente e capitano generale del Regno di Sicilia citeriore, con un titolo che anticipò ufficiosamente la futura denominazione di Regno delle Due Sicilie che prima Murat e, dopo il congresso di Vienna, Ferdinando IV, utilizzarono per designare il regno. Nella difesa di Napoli (1799) morirono 10.000 lazzari (il Thiéboult calcola che nel solo 1799 gli insorgenti caduti nel Regno di Napoli furono 60.000).La monarchia restaurata, in cerca del sostegno incondizionato del clero, vistasi minacciata dalle innovazioni giuridiche e amministrative che in parte gli stessi Borbone avevano portato a Napoli già dal XVIII secolo, fu caratterizzata da una svolta oscurantista: mise subito in pratica i propri disegni politici anche con l'eliminazione fisica dei principali esponenti repubblicani e con l'ostracismo verso chi aveva guadagnato celebrità durante la repubblica. Allo stesso tempo, per ricondurre entro la nuova politica conservatrice anche i sacerdoti e i monaci che, su posizioni più o meno gianseniste, avevano precedentemente aderito alla rivoluzione, il nuovo governo incaricò, con dispacci e lettere ufficiali, direttamente i vescovi di controllare tutti gli istituti religiosi delle rispettive diocesi affinché ovunque fosse rispettata.
Il 27 settembre 1799 l'esercito napoletano conquistò Roma mettendo fine all'esperienza repubblicana rivoluzionaria anche nello Stato Pontificio, reinsediandovi quindi il principato del Papa. Nel 1801 gli interventi militari napoletani, nel tentativo di raggiungere la Repubblica Cisalpina, si spinsero fino a Siena, dove si scontrarono senza successo con le truppe d'occupazione francesi di Gioacchino Murat. Alla sconfitta delle truppe borboniche seguì l'armistizio di Foligno, il 18 febbraio 1801, e in seguito la pace di Firenze tra i sovrani di Napoli e Napoleone; in questi anni furono varati anche una serie di indulti che permisero a molti giacobini napoletani di uscire dalle carceri. Con la pace di Amiens invece, stipulata dalle potenze europee nel 1802, il Mezzogiorno fu provvisoriamente liberato dalle truppe francesi, inglesi e russe, e la corte borbonica da Palermo tornò ad insediarsi ufficialmente a Napoli. Due anni più tardi furono riaperte le porte del regno ai gesuiti, mentre già dal 1805 i francesi tornarono ad occupare il regno, stanziando in Puglia un presidio militare. Le sommosse erano alimentate anche dalle misure brutali e crudeli adottate dall’esercito francese. Tutte le città o i villaggi che mostravano segni di resistenza, che non sceglievano subito la Repubblica o si mostravano riluttanti alle tasse, erano soggetti a un’implacabile azione militare: venivano circondati dalle truppe e tutti gli abitanti che cercavano di fuggire erano facile bersaglio dei fucilieri.

### Il periodo napoleonico

#### Giuseppe Bonaparte

Stemma del Regno di Napoli al tempo di Giuseppe Bonaparte (1806-1808).

Il successivo quinquennio vide il Regno seguire una politica altalenante nei confronti della Francia napoleonica che, per quanto ormai egemone sul continente, rimase sostanzialmente sulla difensiva sui mari: questa situazione non consentì al Regno napoletano, strategicamente posizionato nel Mediterraneo, di mantenere una stretta neutralità nel conflitto a tutto campo fra francesi e inglesi, i quali a loro volta minacciavano di invadere e conquistare la Sicilia.
Dal 1805 i francesi tornarono ad occupare la parte continentale del regno, stanziando in Puglia un presidio militare.
Il Regno di Napoli borbonico l'11 settembre 1805 era entrato nella terza coalizione antifrancese. Dopo la vittoria di Austerlitz del 2 dicembre 1805, Napoleone Bonaparte regolò definitivamente i conti con Napoli. Il 27 dicembre emise un proclama da Schönbrunn dichiarando decaduta la dinastia borbonica, che Ferdinando aveva perso il suo regno e che "il più bello dei paesi è sollevato dal giogo del più infedele degli uomini".
Dopo la vittoria di Austerlitz del 2 dicembre 1805, Napoleone Bonaparte regolò definitivamente i conti con Napoli: promosse l'occupazione del napoletano, condotta con successo dal Gouvion-Saint-Cyr e dal Reynier, e dichiarò quindi decaduta la dinastia borbonica, che l'11 aprile dello stesso anno era entrata nella terza coalizione antifrancese, palesemente ostile a Napoleone. Ferdinando con la sua corte se ne tornò a Palermo, sotto la protezione inglese. L'imperatore dei francesi nominò quindi il fratello Giuseppe "Re di Napoli". Intanto nelle province del Mezzogiorno (soprattutto in Basilicata e Calabria) tornò ad organizzarsi la resistenza antinapoleonica: fra i vari capitani degli insorti filoborbonici (tra cui vi erano sia militari di professione che banditi comuni) si distinsero, in Calabria e Terra di Lavoro, il brigante di Itri Michele Pezza, detto Fra Diavolo, e in Basilicata il colonnello Alessandro Mandarini di Maratea. La repressione del moto antifrancese fu affidata, principalmente, ai generali André Massena e Jean Maximilien Lamarque i quali riuscirono a frenare la ribellione, anche se con espedienti estremamente crudeli, come accadde ad esempio nel cosiddetto massacro di Lauria, perpetrato dai soldati di Massena.Lo stesso anno fra Diavolo venne catturato dai francesi ed impiccato a Napoli.
Sotto un'amministrazione prevalentemente straniera, composta dal còrso Antoine Christophe Saliceti, André-François Miot e Pierre-Louis Roederer, furono tentate, ancora una volta, e finalmente per buona parte attuate, riforme radicali quali l'eversione della feudalità e la soppressione degli ordini regolari; in più furono istituiti l'imposta fondiaria e un nuovo catasto onciario.
(legge di eversione della feudalità del 2 agosto 1806)
La lotta alla feudalità fu efficace anche grazie al contributo di Giuseppe Zurlo e dei giuristi componenti l'apposita Commissione, che, presieduta da Davide Winspeare (già al servizio dei Borboni in veste di mediatore fra la corte di Palermo e le truppe francesi nel Mezzogiorno), ebbe l'incarico di dirimere le controversie tra municipi e baroni, e alla fine riuscì a produrre un taglio netto col passato e dunque la nascita della proprietà borghese anche nel Regno di Napoli, sostenuta poi dallo stesso Gioacchino Murat. A fianco di una serie di riforme che coinvolsero anche il sistema tributario e giuridico, il nuovo governo istituì il primo sistema di province, distretti e circondari del regno, ad organizzazione civile, con a capo rispettivamente un intendente, un sottintendente e un governatore, poi giudice di pace. Le nuove province erano Abruzzo Ultra I, Abruzzo Ultra II, Abruzzo Citra, Molise (con capoluogo Campobasso), Capitanata (con capoluogo Foggia), Terra di Bari, Terra d'Otranto, Basilicata, Calabria Citra, Calabria Ultra, Principato Citra, Principato Ultra, Terra di Lavoro (con capoluogo Capua), Napoli.. Infine l'alienazione dei beni dei monasteri e dei feudatari attirò a Napoli un cospicuo numero di investitori francesi, gli unici in grado, insieme ai vecchi nobili locali, di disporre dei capitali necessari per acquistare terreni e beni immobili. Sull'esempio della Legion d'onore in Francia, Giuseppe Bonaparte istituì a Napoli l'Ordine Reale delle Due Sicilie per conferire riconoscimenti ai meriti delle nuove personalità che si distinguevano nello Stato riformato.

#### Gioacchino Murat
(Gioacchino Murat, Proclama di Rimini, 30 marzo 1815)

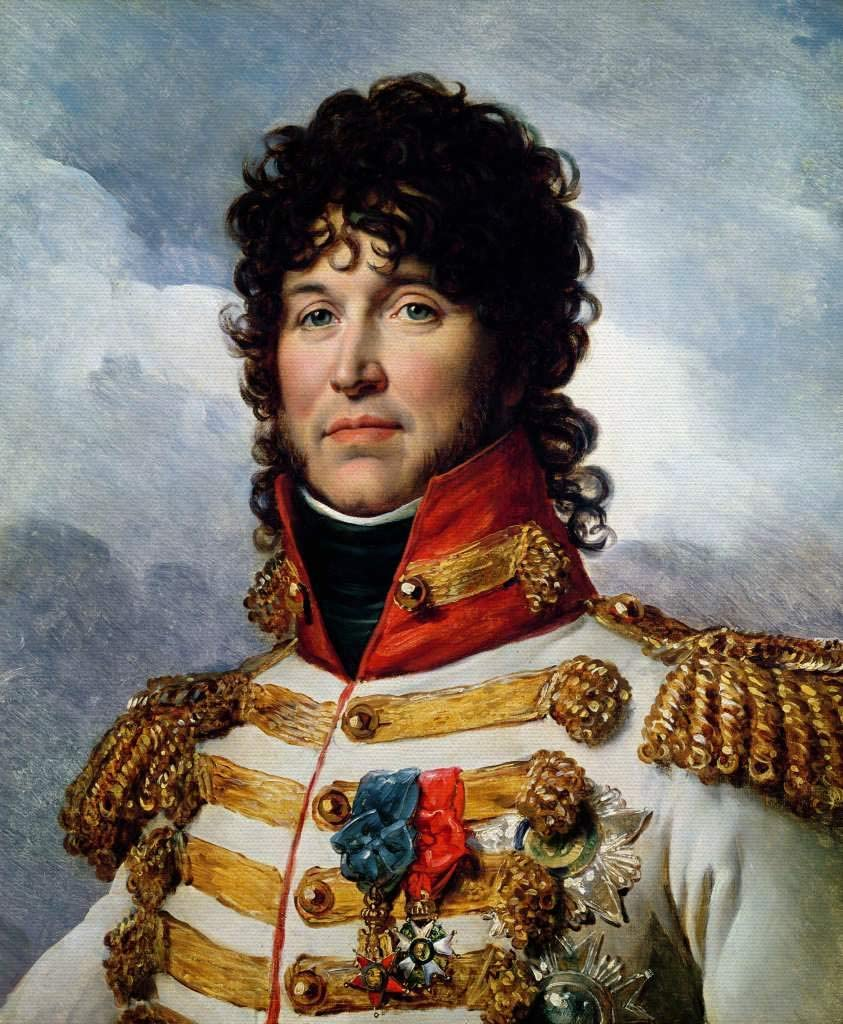
Gioacchino Murat, re di Napoli.

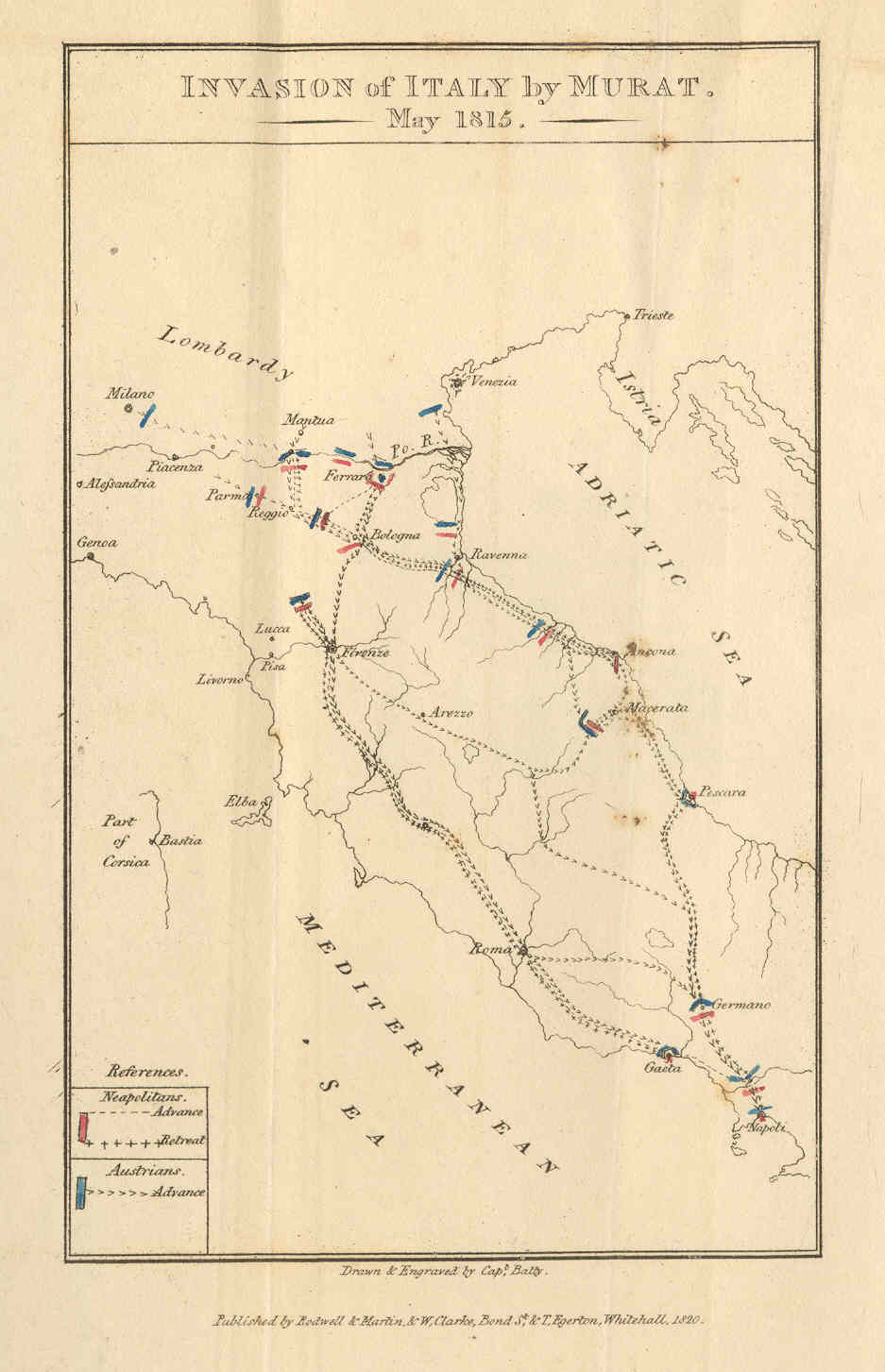
La campagna militare del Murat nell'Italia settentrionale.

Stemma del Regno di Napoli sotto Gioacchino Murat (1808-1815).

A Giuseppe Bonaparte, nel 1808 destinato a regnare sulla Spagna, succedette Gioacchino Murat, che fu incoronato da Napoleone il 1º agosto dello stesso anno, col nome di Gioacchino Napoleone, re delle Due Sicilie, par la grace de Dieu et par la Constitution de l'Etat, in ottemperanza allo Statuto di Baiona che fu concesso al regno di Napoli da Giuseppe Bonaparte. Il nuovo sovrano catturò immediatamente la benevolenza dei cittadini liberando Capri dall'occupazione inglese, risalente al 1805.
Aggregò poi il distretto di Larino alla provincia di Molise. Fondò, con decreto del 18 novembre 1808, il Corpo degli ingegneri di Ponti e Strade e avviò opere pubbliche di rilievo non solo a Napoli (il ponte della Sanità, via Posillipo, nuovi scavi ad Ercolano, il Campo di Marte, area dove oggi sorge l'Aeroporto di Napoli-Capodichino), ma anche nel resto del Regno: l'illuminazione pubblica a Reggio di Calabria, il progetto del Borgo Nuovo di Bari, l'istituzione dell'ospedale San Carlo di Potenza, Guarnigioni dislocate nel Distretto di Lagonegro con monumenti e illuminazioni pubbliche, più l'ammodernamento della viabilità nelle montagne d'Abruzzo. Fu promotore del Codice Napoleone, entrato in vigore nel regno il 1º gennaio 1809, un nuovo sistema legislativo civile che, fra le altre cose, consentiva per la prima volta in Italia il divorzio e il matrimonio civile: il codice suscitò subito polemiche nel clero più conservatore, che vedeva sottratto alle parrocchie il privilegio della gestione delle politiche familiari, risalente al 1560. Nel 1812, grazie alle politiche del Murat, fu impiantata la prima cartiera del regno a sistema di produzione moderno presso Isola del Liri, nell'edificio del soppresso convento dei carmelitani, ad opera dell'industriale francese Carlo Antonio Beranger.
Nel 1808, il sovrano incaricò il generale Charles Antoine Manhès di soffocare la recrudescenza del brigantaggio nel Regno, distinguendosi con metodi talmente feroci da essere soprannominato "Lo Sterminatore" dai calabresi. Dopo aver domato con poche difficoltà le rivolte nel Cilento e negli Abruzzi, Manhès pose il suo quartier generale a Potenza, proseguendo con successo l'attività repressiva nelle restanti zone meridionali, soprattutto in Basilicata e Calabria, province più vicine alla Sicilia, da cui i briganti ricevevano sostegno dalla corte borbonica in esilio. Napoleone rifiutò qualsiasi concessione e pretese invece che i dazi di importazione sui tessuti e altri prodotti francesi a Napoli fossero dimezzati. Murat rispose sconvolto: «Se le intenzioni di Sua Maestà fossero messe in pratica, si determinerebbe la rovina totale del mio Regno».
I rapporti con Parigi divennero nuovamente tesi. Il 30 gennaio il duca di Bassano pretese che Napoli fornisse in breve tempo 16.000 fanti, 2.500 cavalieri e 20 pezzi di artiglieria per la Grande Armée. Il ministro plenipotenziario napoletano a Parigi, il duca di Carignano, osservò che era impossibile soddisfare tali richieste, visto che le coste del regno erano minacciate e non si poteva rischiare di impiegare truppe su altri fronti. Era possibile, al massimo, ordinare una nuova coscrizione. Le truppe rimaste per difendere il Sud e mantenere l’ordine erano meno della metà rispetto alle stime e c’era bisogno di acquistare moschetti, armi corte e cavalli dalla Francia. Anche le difese marittime erano rimaste senza mezzi militari per mancanza di fondi.
Il generale Tugny, il ministro napoletano della Guerra, calcolò che, entro dicembre del 1812, Napoli avrebbe fornito 11.971 fanti, 2.050 cavalieri e 1.994 cavalli agli eserciti impegnati in Spagna ed Europa centrale, sottolineando anche che il contributo complessivo per le guerre dell’Imperatore a partire dal 1808 era stato di 19.501 uomini e 2.471 cavalli.
Nell'estate del 1810 Murat tentò uno sbarco in Sicilia per riunire politicamente l'isola al continente; giunse a Scilla il 3 giugno dello stesso anno e vi restò sino al 5 luglio, quando fu completato un grande accampamento presso Piale, frazione di Villa San Giovanni, dove il re si stabilì con la corte, i ministri e le più alte cariche civili e militari. Il 26 settembre poi, constatando impresa difficile la conquista della Sicilia, Murat dismise l'accampamento di Piale e ripartì per la capitale.
Grazie allo statuto di Baiona, la costituzione con cui Murat era stato proclamato da Napoleone re delle due Sicilie, il nuovo sovrano si considerava svincolato dal vassallaggio nei confronti dell'antica gerarchia francese, rappresentata a Napoli da molti funzionari nominati da Giuseppe Bonaparte, e forte di questa linea politica, trovò maggior sostegno nei cittadini napoletani, che videro pure di buon occhio la partecipazione del Murat a diverse cerimonie religiose e la concessione regia di alcuni titoli dell'Ordine Reale delle Due Sicilie a vescovi e sacerdoti cattolici. Re Gioacchino prese parte fino al 1813 alle campagne napoleoniche ma la crisi politica del Bonaparte non fu un ostacolo alla sua politica internazionale. Cercò fino al congresso di Vienna il sostegno delle potenze europee, schierando le truppe napoletane anche contro la Francia ed il Regno napoleonico d'Italia, sostenendo invece l'esercito austriaco che scendeva a sud per la conquista della Val Padana: con l'occasione occupò le Marche, l'Umbria e l'Emilia-Romagna fino a Modena e Reggio Emilia, bene accolto dalle popolazioni locali.
Conservò più a lungo la corona, ma non si liberò dell'ostilità britannica e della nuova Francia di Luigi XVIII, inimicizie che impedirono l'invito di una delegazione napoletana al Congresso, e così ogni sanzione alla occupazione napoletana di Umbria, Marche e Legazioni, risalenti alla campagna del 1814.
Tale incertezza politica spinse il re ad una mossa azzardata: prese contatto con Napoleone all'isola d'Elba e si accordò con l'imperatore in esilio, in vista del tentativo dei Cento giorni. Murat diede inizio alla guerra austro-napoletana, attaccando gli stati alleati dell'Impero austriaco; a seguito di questa seconda svolta militare, Murat lanciò il famoso Proclama di Rimini, un appello all'unione dei popoli italiani, convenzionalmente considerato l'inizio del Risorgimento. La campagna unitaria però naufragò il 4 maggio 1815, quando gli austriaci lo sconfissero nella battaglia di Tolentino: col trattato di Casalanza infine, firmato presso Capua il 20 maggio 1815 dai generali austriaci e murattiani, il regno di Napoli tornava alla corona borbonica. L'epopea murattiana terminò con l'ultima spedizione navale che il generale tentò dalla Corsica verso Napoli, dirottata poi verso la Calabria dove, a Pizzo Calabro, Murat fu catturato e fucilato sul posto.

### La Restaurazione e il Regno delle Due Sicilie

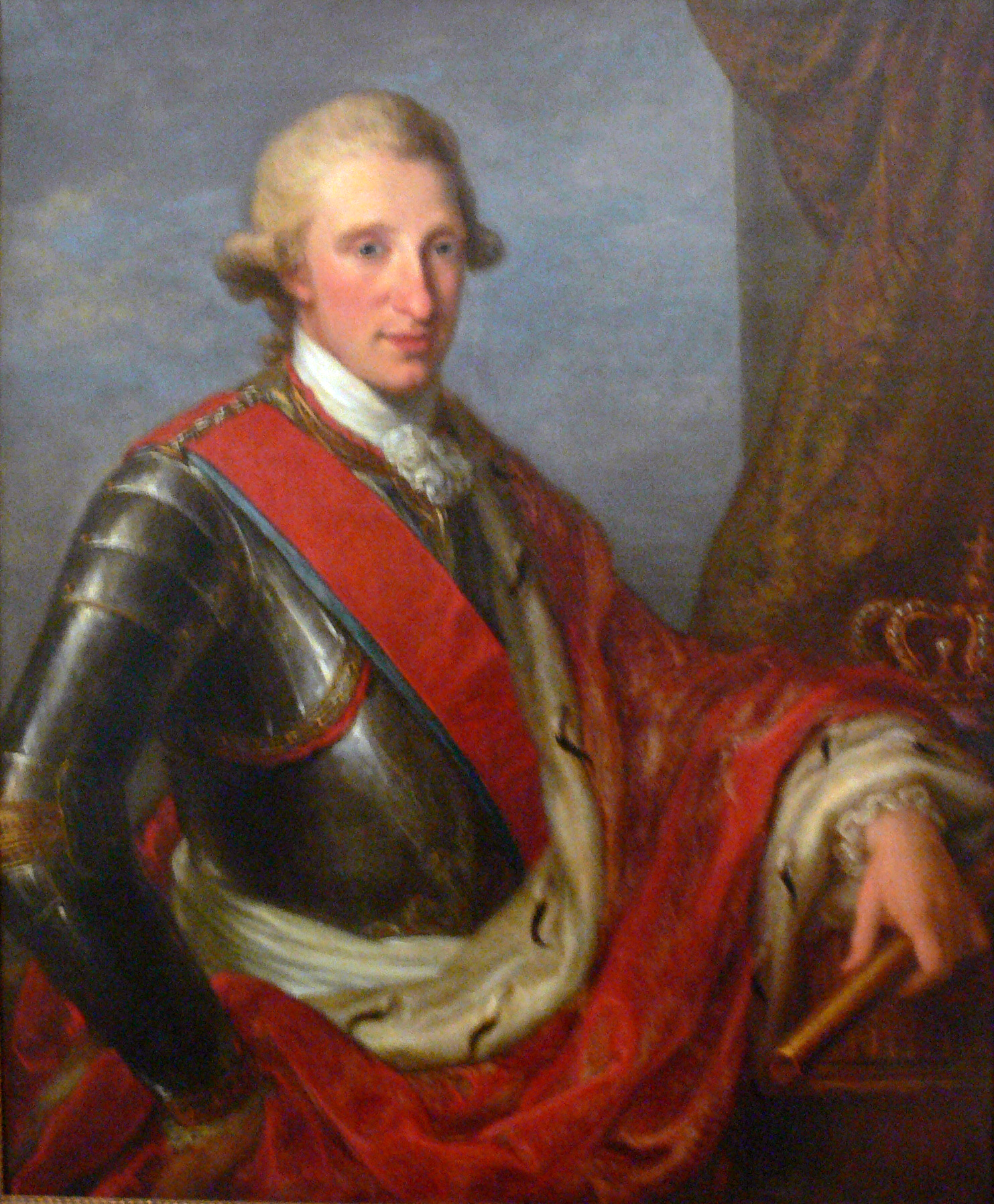
Ferdinando I re delle Due Sicilie, già Ferdinando IV re di Napoli e Ferdinando III re di Sicilia.

Dopo la Restaurazione, col ritorno dei Borbone sul trono di Napoli nel giugno 1815, Ferdinando fuse i due regni di Napoli e di Sicilia nel dicembre 1816 in un'unica entità statuale, il regno delle Due Sicilie, che sarebbe durato fino al febbraio 1861, quando, in seguito alla spedizione dei mille e all'intervento militare del Piemonte, le Due Sicilie furono annesse al nascente Regno d'Italia. Il nuovo regno conservò il sistema amministrativo napoleonico, secondo una linea di governo adottata da tutti gli stati restaurati, in cui si iscrisse, a Napoli, il programma politico borbonico, fortemente conservatore. Il ministero di Polizia fu affidato ad Antonio Capece Minutolo, Principe di Canosa, mentre quello delle Finanze a Luigi de' Medici di Ottajano, appartenente al ramo mediceo dei Principi di Ottajano, e quello di Giustizia e degli Affari Ecclesiastici a Donato Tommasi, principali sostenitori della restaurazione cattolica napoletana.
Per la prima volta, inoltre, il re, che aveva assunto il titolo di Ferdinando I delle Due Sicilie, si mostrò disponibile ad accordi politici con la Santa Sede, fino a promuovere il concordato di Terracina, del 16 febbraio 1818, per cui venivano definitivamente aboliti i privilegi fiscali e giuridici del clero nel napoletano, rafforzandone però i diritti patrimoniali e incrementandone i beni. Lo Stato fu caratterizzato da una politica fortemente confessionale, sostenendo le missioni popolari dei passionisti e dei gesuiti e i collegi dei barnabiti, di formazione anti-regalista, e per la prima volta adottando la religione nazionale come pretesto per sedare le rivolte popolari (moti del '21).

## Compendio

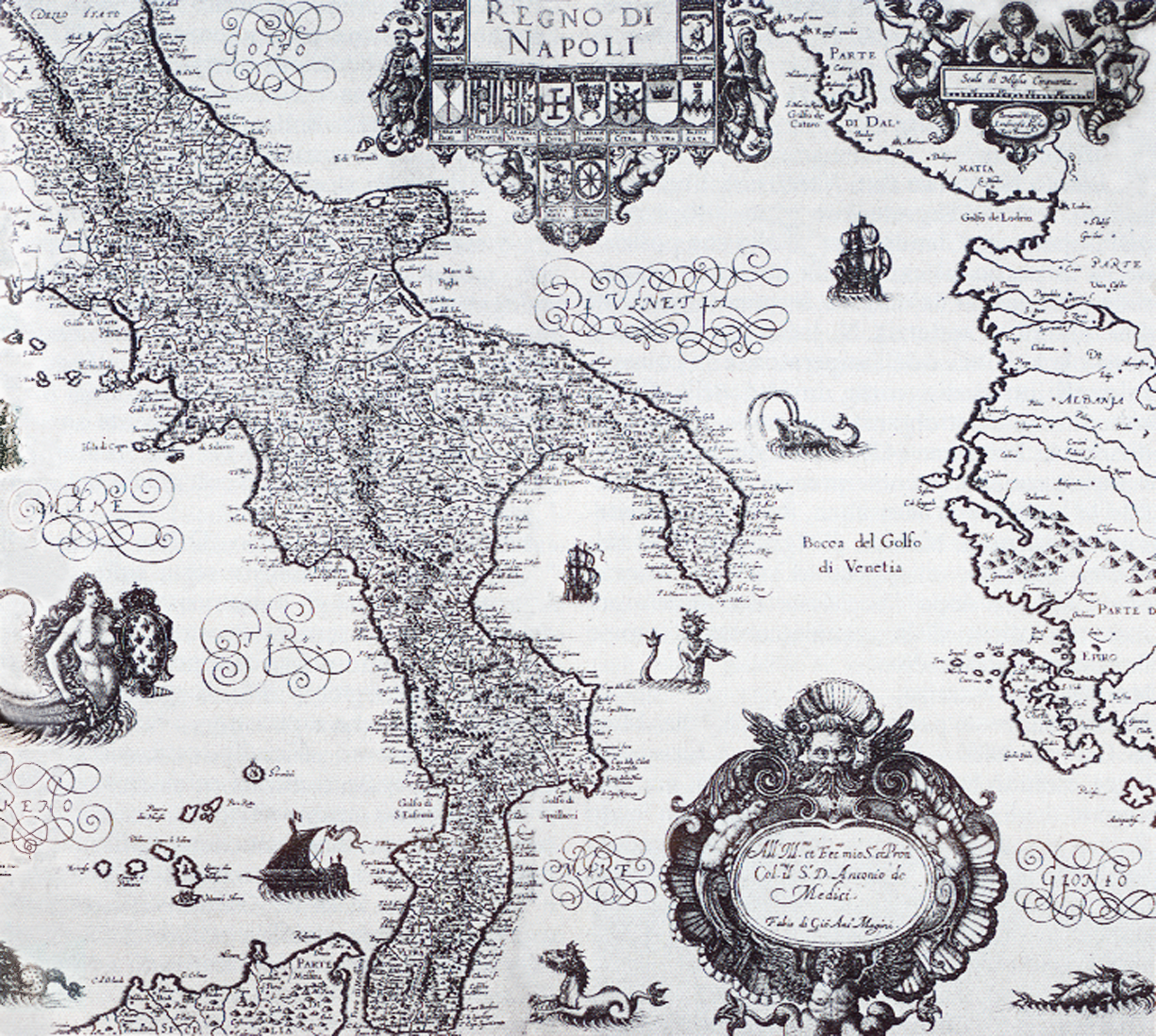
Mappa del Regno di Napoli di Giovanni Antonio Magini (XVII secolo).

### Geografia
Dalla sua formazione fino all'unità d'Italia, il territorio occupato dal Regno di Napoli rimase compreso pressappoco sempre entro gli stessi confini, e l'unità territoriale fu solo debolmente minacciata dal feudalesimo (Principato di Taranto, Ducato di Sora, Ducato di Bari) e dalle incursioni dei corsari barbareschi. Occupava grossomodo tutta la parte della penisola italiana che oggi è conosciuta come Italia meridionale, dai fiumi Tronto e Liri, dai monti Simbruini a nord, fino al capo d'Otranto e al capo Spartivento. La lunga catena appenninica che vi si sviluppa era tradizionalmente suddivisa in Appennino abruzzese ai confini con lo Stato Pontificio, Appennino napoletano dal Molise al Pollino e Appennino calabrese dalla Sila all'Aspromonte. Fra i fiumi maggiori, il Garigliano e il Volturno: gli unici navigabili.
Appartenevano al regno le isole dell'arcipelago campano, le isole ponziane e Tremiti, lo Stato dei Presidi. Lo Stato era diviso in giustizierati o province, con a capo un giustiziere, attorno a cui ruotava un sistema di funzionari che lo aiutavano nell'amministrazione della giustizia e nelle riscossioni delle entrate tributarie. Ogni città capoluogo dei giustizierati ospitava un tribunale, un presidio militare e una zecca (non sempre attiva).

### Suddivisione amministrativa
Segue l'elenco delle dodici province storiche del Regno di Napoli.
| Le province napoletane |                                                               |                 | |        |
| Giustizierato          | Capoluogo                                                     | Istituzione     | Note | Stemma |
| Abruzzo Ultra          | Aquila                                                        | Carlo I d'Angiò | Nel 1806, fu suddiviso in Abruzzo Ultra I con capoluogo Teramo, e Abruzzo Ultra II con capoluogo Aquila. |        |
| Abruzzo Citra          | Chieti                                                        | Carlo I d'Angiò | |        |
| Terra di Lavoro        | Santa Maria, Capua                                            | Federico II     | Nel 1806, fu scorporata la Provincia di Napoli. |        |
| Contado di Molise      | Campobasso                                                    | Federico II     | L'amministrazione era affidata al giustiziere di Terra di Lavoro (fino al 1538) e, successivamente, di Capitanata (fino al 1806, anno in cui acquisì l'autonomia amministrativa).                              |        |
| Capitanata             | Lucera, San Severo, Foggia                                    | Federico II     | Furono capoluoghi Lucera e/o San Severo nel XVI secolo, poi soltanto Lucera dal 1579 al 1806, quindi Foggia.                                                                                                   |        |
| Principato Ultra       | Montefusco, Avellino                                          | Carlo I d'Angiò | Il capoluogo fu Montefusco dal 1581 al 1806, poi Avellino. |        |
| Principato Citra       | Salerno                                                       | Federico II     | In età federiciana comprendeva anche il Principato Ultra. |        |
| Terra di Bari          | Trani, Bari                                                   | Federico II     | Fu capoluogo Trani fino al 1806, poi Bari. Sotto i sovrani francesi la Basilica di San Nicola di Bari fu chiesa regia esente dall'ordinariato episcopale.                                                      |        |
| Terra d'Otranto        | Lecce                                                         | Federico II     | Dal periodo aragonese Lecce strappò il primato di centro culturale provinciale alle città bilingui greche di Otranto e Gallipoli.                                                                              |        |
| Basilicata             | Lagonegro, Potenza, Stigliano, Tolve, Tursi, Vignola, Matera. | Federico II     | La sede dei giustizierati fu generalmente itinerante e breve, osteggiata dai baroni locali. Ebbe finalmente sede stabile e duratura in Matera dal 1663 al 1806 come sede amministrativa e al 1811 giudiziaria. |        |
| Calabria Citeriore     | Cosenza                                                       | Federico II     | Nel Regno di Sicilia era chiamata Terra Giordana o Val di Crati. |        |
| Calabria Ulteriore     | Reggio, Catanzaro, Monteleone                                 | Federico II     | Per lungo tempo fu regione bilingue greco-neolatina. |        |

### Ordini equestri
- Ordine della Luna Crescente o Ordine del Crescente (1269)
- Ordine dell'Ermellino (1465)
- Sacro Ordine Militare Costantiniano di San Giorgio (1734).
- Ordine di San Gennaro (1738).
- Ordine di San Ferdinando e del Merito (1800).
- Ordine delle Due Sicilie (1808-1819).

### Bandiere

Bandiera angioina.
Bandiera aragonese del rex Utriusquae Siciliae.
Bandiera del Regno di Napoli e poi di quello delle Due Sicilie nell'età borbonica (dal 1734).
Stemma di Ferdinando IV.
Bandiera della Repubblica napoletana del 1799.
Bandiera di Giuseppe Bonaparte (1806-1808).
Prima bandiera murattiana (1808–1811).
Seconda bandiera murattiana (1811–1815).

### Monetazione
Il regno di Napoli ereditò in parte la monetazione dell'antico regno di Sicilia svevo-normanno. Il tarì fu la moneta più antica e nel regno perdurò fino all'età moderna. Nel 1287 il Carlo I d'Angiò decretò la nascita di un nuovo soldo, il carlino, coniato in oro puro e argento. Carlo II d'Angiò riformò nuovamente il carlino d'argento aumentandone il peso: la nuova moneta fu volgarmente nota come gigliato, dal giglio araldico della casa angioina che vi era raffigurato. Fino ad Alfonso d'Aragona (a cui si devono i ducati in oro detti Alfonsini) non furono più emessi conî aurei, salvo che per alcune serie di fiorini e bolognini sotto il regno di Giovanna I di Napoli. Durante la dominazione spagnola furono coniati i primi scudi, nonché ancora tarì, carlini e ducati. Nel 1684 Carlo II dispose la coniazione delle prime piastre. Tutto il complesso sistema monetario fu conservato poi dai Borbone e durante il periodo napoleonico, quando furono introdotti anche il franco e la lira.

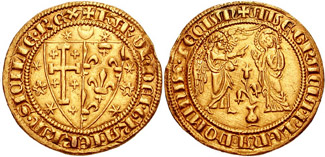
Carlino d'oro o saluto emesso sotto Carlo I d'Angiò.
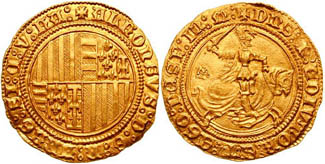
Alfonsino d'oro (Alfonso I di Napoli).
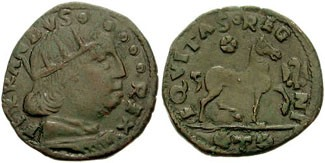
Cavallo emesso sotto Ferdinando I di Napoli.
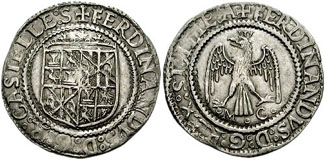
Tarì di Ferdinando il Cattolico.

### Economia
| Redditi dei principali sovrani europei tra XIII e XIV secolo |                                     |                    |                     |
| Sovrano                                                      | Territori e data                    | Reddito in fiorini | Equivalente in euro |
| Carlo I d'Angiò                                              | Regno di Sicilia, 1266-1282.        | 1.100.000          | 165.000.000         |
| Roberto il Saggio                                            | Regno di Napoli, 1309-1343.         | 700.000            | 105.000.000         |
| Luigi IX                                                     | Francia, 1226-1270.                 | 500.000            | 75.000.000          |
| Filippo VI                                                   | Francia, 1329.                      | 786.000            | 117.900.000         |
| Bernabò, Matteo II e Galeazzo II Visconti                    | Signoria di Milano, 1338.           | 600.000            | 90.000.000          |
| Edoardo III                                                  | Inghilterra e Guascogna, 1327-1377. | 550.000            | 82.500.000          |
| Papa Bonifacio VIII                                          | Stato Pontificio, 1294-1303.        | 250.000            | 37.500.000          |
| Papa Giovanni XXII                                           | Stato Pontificio, 1316-1334.        | 240.000            | 36.000.000          |

Il regno conobbe grazie a questo suo respiro internazionale varie relazioni mercantili che successivamente consentirono durante il periodo aragonese una nuova sensibile crescita economica. In particolare i commerci fiorirono con la penisola iberica, con l'Adriatico, col Mar del Nord ed il Baltico grazie a rapporti privilegiati con la lega Anseatica. Gaeta, Napoli, Reggio Calabria e i porti della Puglia furono i più importanti sbocchi commerciali del regno, che mettevano in comunicazione le province interne con l'Aragona, la Francia, e, tramite Bari, Trani, Brindisi e Taranto, con l'oriente, la Terra santa e i territori di Venezia. Fu così inoltre che la Puglia divenne un importante centro di approvvigionamento per i mercati europei di prodotti tipicamente mediterranei come olio e vino, mentre in Calabria, a Reggio, poteva sopravvivere il mercato e la coltura della seta, introdotta in epoca bizantina.

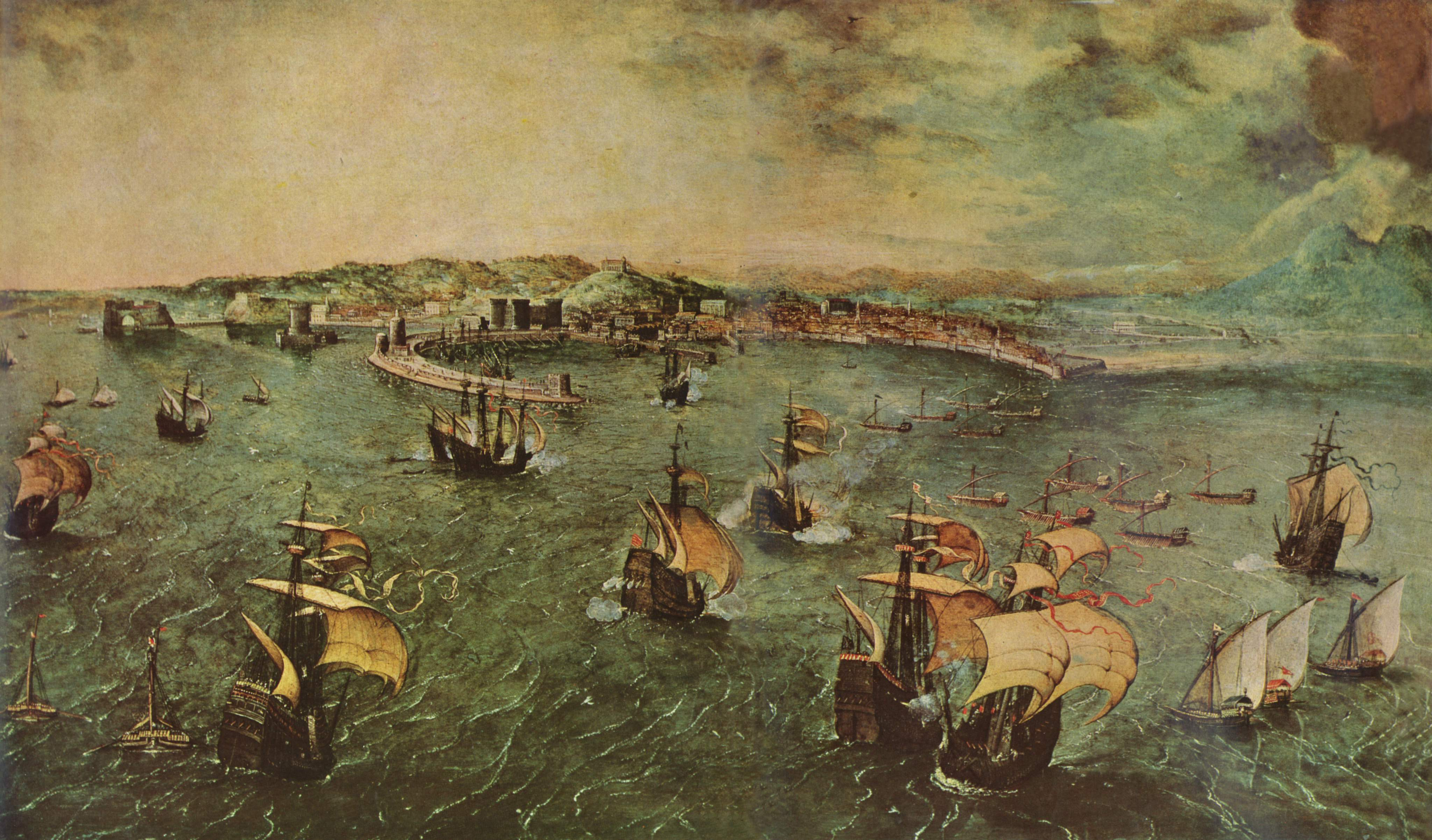
Pieter Bruegel il vecchio: Il porto di Napoli, 1588.

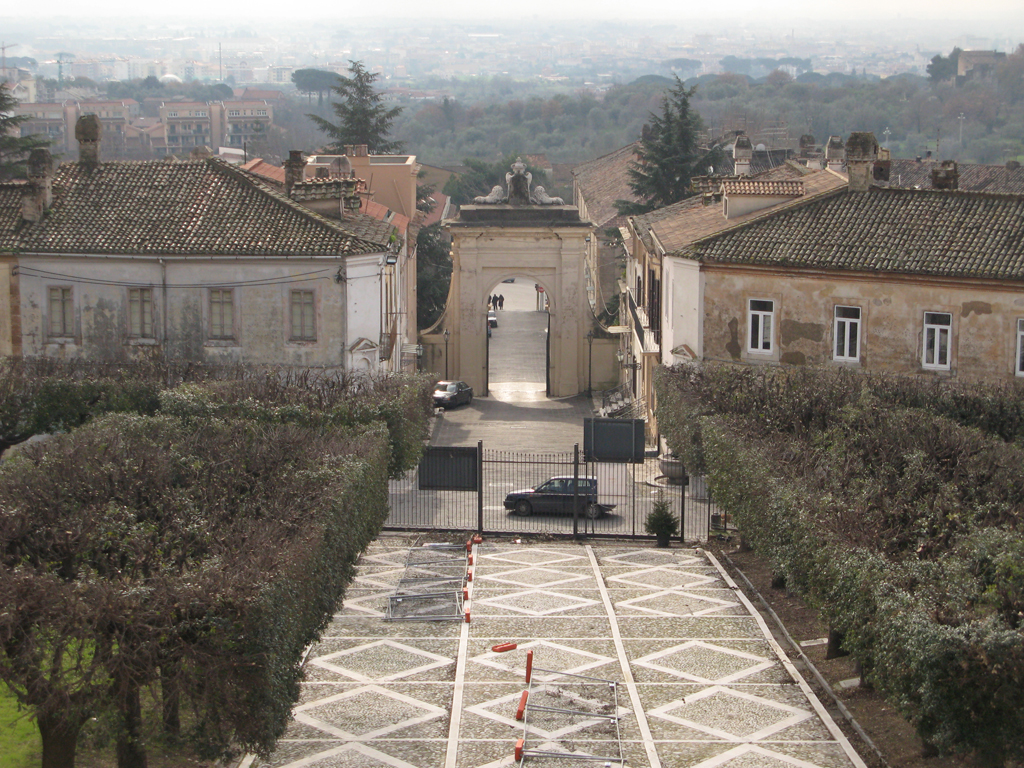
San Leucio, residenze per gli operai.

Dall'età aragonese la pastorizia divenne un'altra delle risorse fondamentali del regno: tra Abruzzo e Capitanata la produzione della lana grezza destinata ai mercati fiorentini, del merletto e, in Molise, l'artigianato legato alla lavorazione del ferro (coltelli, campane), divennero fino al principio dell'età moderna le più importanti industrie inserite nelle esigenze dei mercati europei. Con lo sviluppo dell'industrializzazione il regno di Napoli fu coinvolto nei processi di modernizzazione dei sistemi di produzione e scambio commerciale: si ricorda lo sviluppo dell'industria della carta a Sora e Venafro (Terra di Lavoro), della seta a Caserta e Reggio Calabria, del tessile a San Leucio, Salerno, Pagani e Sarno, della siderurgia a Mongiana, Ferdinandea e Razzona di Cardinale in Calabria, metalmeccanico nel bacino di Napoli, cantieristico a Napoli e Castellammare di Stabia, della lavorazione del corallo a Torre del Greco, del sapone a Castellammare di Stabia, Marciano e Pozzuoli.
Nonostante le difficili condizioni storiche, che a volte causarono l'esclusione del regno di Napoli dalle principali direttrici dello sviluppo economico, il porto della capitale e la stessa città di Napoli, occupando una posizione strategica e centrale nel Mediterraneo, furono per secoli tra i più vivi e attivi centri economici europei, tanto da attirare mercanti e banchieri da tutte le principali città europee. Il commercio si sviluppò anche contro le ostilità dei turchi che con le loro incursioni erano un pesante inibitore dell'economia navale e del commercio marittimo, fattore questo che rese necessario un rafforzamento della Marina militare e mercantile in epoca borbonica.

### Religione

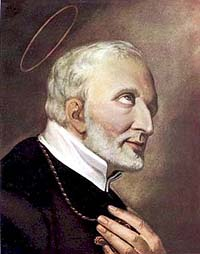
Sant'Alfonso Maria de' Liguori, fondatore dei redentoristi.

Una discreta convivenza di costumi, religioni, fedi e dottrine diverse che altrove erano in guerra, fu invece possibile nei territori del regno di Napoli, grazie alla posizione centrale che occupa il Mezzogiorno nel Mediterraneo. Dall'inizio del dominio angioino si impose a Napoli il cattolicesimo come religione di Stato e dei sovrani, e la chiesa cattolica trovò il consenso della maggior parte della popolazione. Alla nascita del regno diverse guerre comportarono la sconfitta e la conseguente interdizione delle altre confessioni religiose a cui aderivano minoranze e coloni stranieri: ebraismo, islam e Chiesa ortodossa. In Calabria e in Puglia fino al concilio di Trento e alla controriforma sopravvisse l'uso del rito greco e del Credo Niceno (simbolo recitato senza filioque). La riconversione di molte delle diocesi greche alla tradizione latina inizialmente fu affidata ai benedettini e ai cistercensi che si sostituirono gradatamente con le loro missioni ai monasteri basiliani, poi fu incoraggiata e ufficializzata da una serie di disposizioni che seguirono il Concilio di Trento.
Un'altra importante minoranza religiosa era costituita dalle comunità ebraiche: diffuse nei principali porti della Calabria, della Puglia, e in alcune città della Terra di Lavoro e della costa campana, furono espulse dal regno nel 1542 e riammesse poi, con tutti i diritti di cittadinanza, solo sotto il governo di Carlo di Borbone, circa due secoli più tardi.
Il controllo dottrinale cattolico fu esercitato prevalentemente nelle gerarchie nobiliari e nella giurisprudenza e determinò d'altra parte lo sviluppo di filosofie e etiche eversive nei riguardi della Chiesa di Roma, laiche e spesso anticurialiste: queste dottrine nacquero su basi atomistiche e gassendiane ed ebbero diffusione dal XVII secolo (filosofie portate a Napoli da Tommaso Cornelio) e confluirono poi in una forma fortemente locale di giansenismo nel XVIII secolo.
Particolarmente diffuso fra la popolazione di tutto il regno era il culto dei santi e dei martiri, invocati spesso come protettori, taumaturghi e guaritori, nonché la devozione alla Vergine Maria (Concezione, Annunciazione, del Pozzo, Assunzione). D'altra parte nei territori del regno sono sorti centri di vocazione, di ecumenismo, e ordini monastici nuovi quali i teatini, i redentoristi e i celestini.

### Lingue

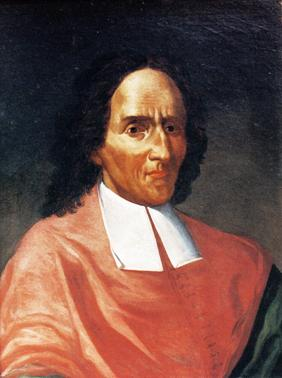
Giovan Battista Vico, artista sconosciuto. Roma, Palazzo Braschi.

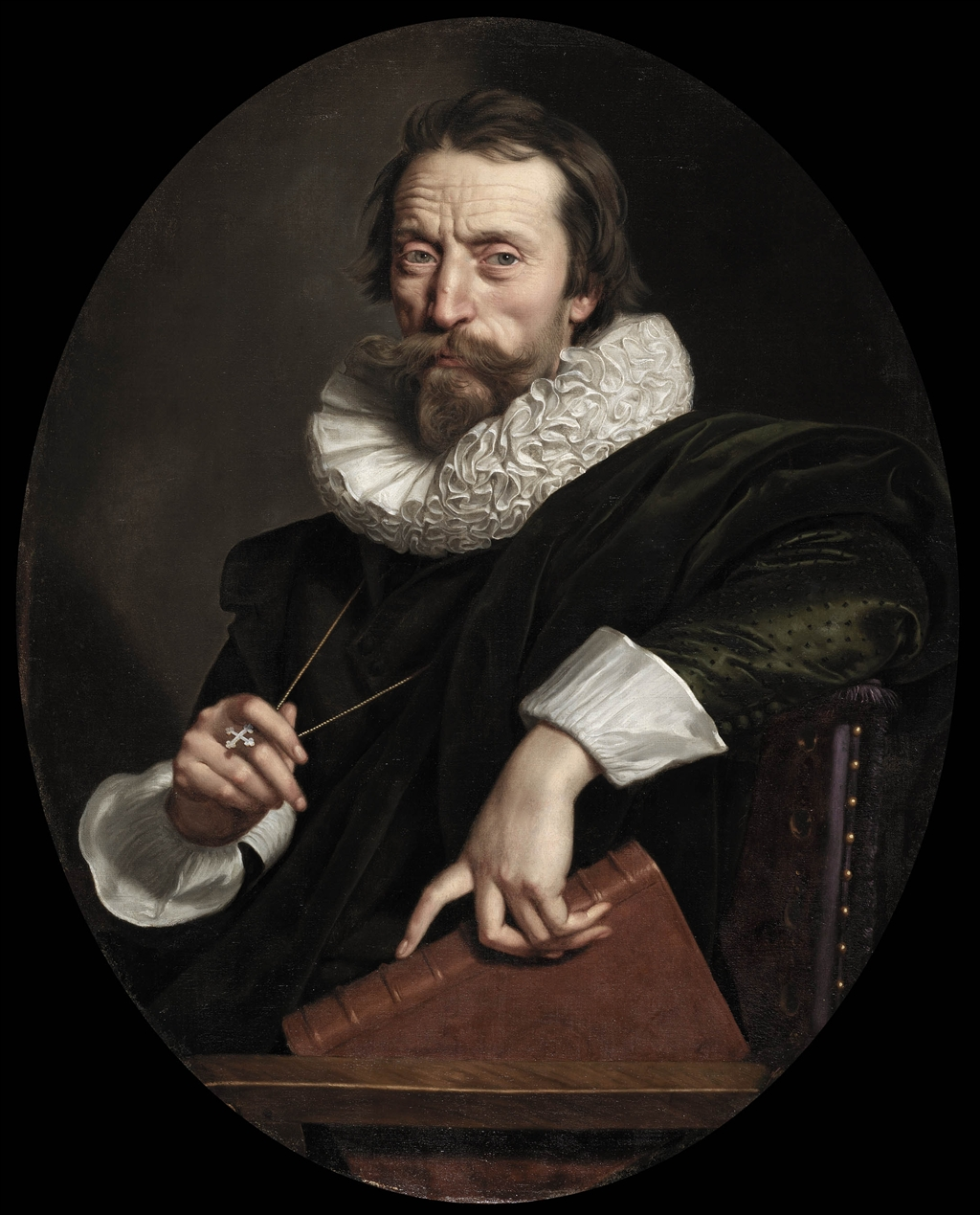
Frans Pourbus il Giovane, ritratto di Giovanni Battista Marino, come Cavalier dell'Ordine Sabaudo di San Maurizio e Lazzaro, 1621, Detroit Institute of Arts.

Nel Regno di Napoli rimase ben poco della fioritura culturale che Federico II incentivò a Palermo, dando, con l'esperienza della lingua siciliana, dignità letteraria ai dialetti siciliani e calabresi e contribuendo, sia direttamente, sia attraverso i poeti siculo-toscani celebrati da Dante, all'arricchimento della lingua e letteratura toscane del tempo, basi dell'italiano.
Con l'avvento della dinastia angioina si prosegue il processo di re-latinizzazione già avviato con successo dai sovrani normanni in Calabria centromeridionale e nel Salento, e quello di progressiva marginalizzazione delle minoranze linguistiche del Mezzogiorno mediante politiche centraliste e l'uso del latino che si sostituì ovunque al greco bizantino (che però sopravvisse nelle liturgie di alcune diocesi calabre fino agli inizi del XVI secolo). In età angioina se, sotto il profilo giuridico, amministrativo e dell'insegnamento la lingua egemone fu il latino, e sotto quello veicolare il napoletano, a corte, almeno inizialmente, la lingua più formalmente prestigiosa fu quella d'oïl.
Già all'epoca di re Roberto (1309-1343) e della regina Giovanna I (1343-1381), si assiste tuttavia a un aumento della presenza mercantile dei fiorentini, che, con l'ascesa al potere di Niccolò Acciaiuoli (divenuto Gran Siniscalco nel 1348), giocheranno un ruolo politico e culturale di primo piano nel regno. È di questo periodo, infatti, la circolazione della letteratura in lingua toscana e «i due volgari, napoletano e fiorentino, si troveranno a stretto contatto, non solo nell'ambiente variegato della corte, ma forse, ancor di più, nel settore delle attività commerciali».
Nei primi decenni del Quattrocento, ancora in epoca angioina, la familiarità di parte del clero meridionale col greco, soprattutto in Calabria, unitamente all'arrivo di rifugiati di lingua greca che abbandonavano i Balcani caduti in gran parte sotto il dominio ottomano, favorirono una ripresa degli studi umanistici in tale lingua, oltre a quelli che già da tempo erano stati avviati in latino, sia nel Regno di Napoli che nel resto d'Italia.
Nel 1442, Alfonso V d'Aragona, si impossessò del regno, attorniandosi di una schiera di burocrati e funzionari catalani, aragonesi e castigliani, la maggior parte dei quali però, alla sua morte, lasciò Napoli. Alfonso, nato ed educato in Castiglia e appartenente a una famiglia di lingua e cultura castigliana, i Trastámara, riuscì a dare vita a una corte trilingue che ebbe nel latino (principale lingua della cancelleria), nel napoletano (principale lingua dell'amministrazione pubblica e degli affari interni al regno, alternandosi in specifici settori col toscano) e nel castigliano (lingua burocratica dei letterati iberici di corte più vicini al sovrano, occasionalmente in alternanza col catalano), i propri punti di riferimento letterari ed amministrativi.
Un progressivo e maggiore avvicinamento all'italiano (che allora veniva ancora denominato toscano o volgare) ebbe luogo con l'ascesa al trono di Ferrante (1458), figlio naturale di Alfonso il Magnanimo, e grande estimatore di tale lingua, venendo da allora sempre più utilizzato a corte anche perché in quest'ultima e nella burocrazia entrarono sempre più numerosi, per volere dello stesso sovrano, molti naturali del regno. Fino al 1458, l'uso generalizzato dell'italiano era limitato alla redazione di una parte di quei documenti che dovevano avere una circolazione pubblica (convocazioni dei nobili del regno, concessioni di statuti alle università, ecc.), settore nel quale prevaleva ancora il napoletano e, insieme al latino e al catalano, nella corrispondenza commerciale (cedole, pagamenti dalla Tesoreria all'esercito e alla corte, ecc.).
Con Ferrante al potere il volgare toscano divenne ufficialmente una delle lingue di corte nonché principale lingua letteraria del regno insieme al latino (basti pensare al gruppo dei poeti “petrarcheschi”, come Pietro Iacopo De Jennaro, Giovanni Aloisio, ecc.), andando gradualmente a sostituire (e a partire dalla metà del XVI secolo in maniera definitiva) il napoletano nel settore amministrativo e tale rimase durante il resto del periodo aragonese. Il catalano, all'epoca, fu, come abbiamo visto, usato negli affari e nelle transazioni commerciali con l'italiano e il latino, ma non divenne mai né lingua di corte né lingua amministrativa. Il suo uso scritto nella corrispondenza commerciale è testimoniato fino al 1488. Ciò nonostante in catalano venne composto, a cavallo fra Quattrocento e Cinquecento, un noto canzoniere che ebbe come modello Petrarca, Dante e i classici, pubblicato nel 1506 e nel 1509 (II edizione, ampliata). Il suo autore fu il barcellonese Benet Garret, meglio conosciuto come Chariteo, alto funzionario pubblico e membro dell'Accademia Alfonsina.
Il primo decennio del Cinquecento riveste un'eccezionale importanza per la storia linguistica del regno di Napoli: la pubblicazione di un prosimetro di carattere pastorale in lingua italiana, l'Arcadia, composto in massima sul finire del Quattrocento dal poeta Jacopo Sannazzaro, la più influente personalità letteraria del Regno insieme a Giovanni Pontano, che però rimase fedele al latino fino alla morte (1503). L'Arcadia fu allo stesso tempo il primo capolavoro del genere pastorale e il primo capolavoro in lingua italiana scritto da un nativo del Regno di Napoli. La pubblicazione, per le note vicende politiche del regno (che videro il tramonto della Casa d'Aragona e l'occupazione dello Stato da parte delle truppe francesi, con il conseguente abbandono di Napoli da parte di Sannazzaro che volle restare al fianco del proprio sovrano, accompagnandolo volontariamente nell'esilio), non poté aver luogo prima del 1504, anche se alcuni manoscritti del testo iniziarono a circolare fin dall'ultimo decennio del Quattrocento.

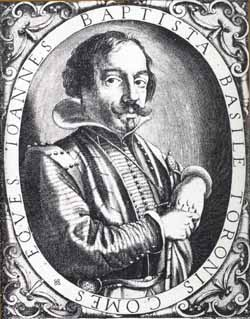
Giambattista Basile.

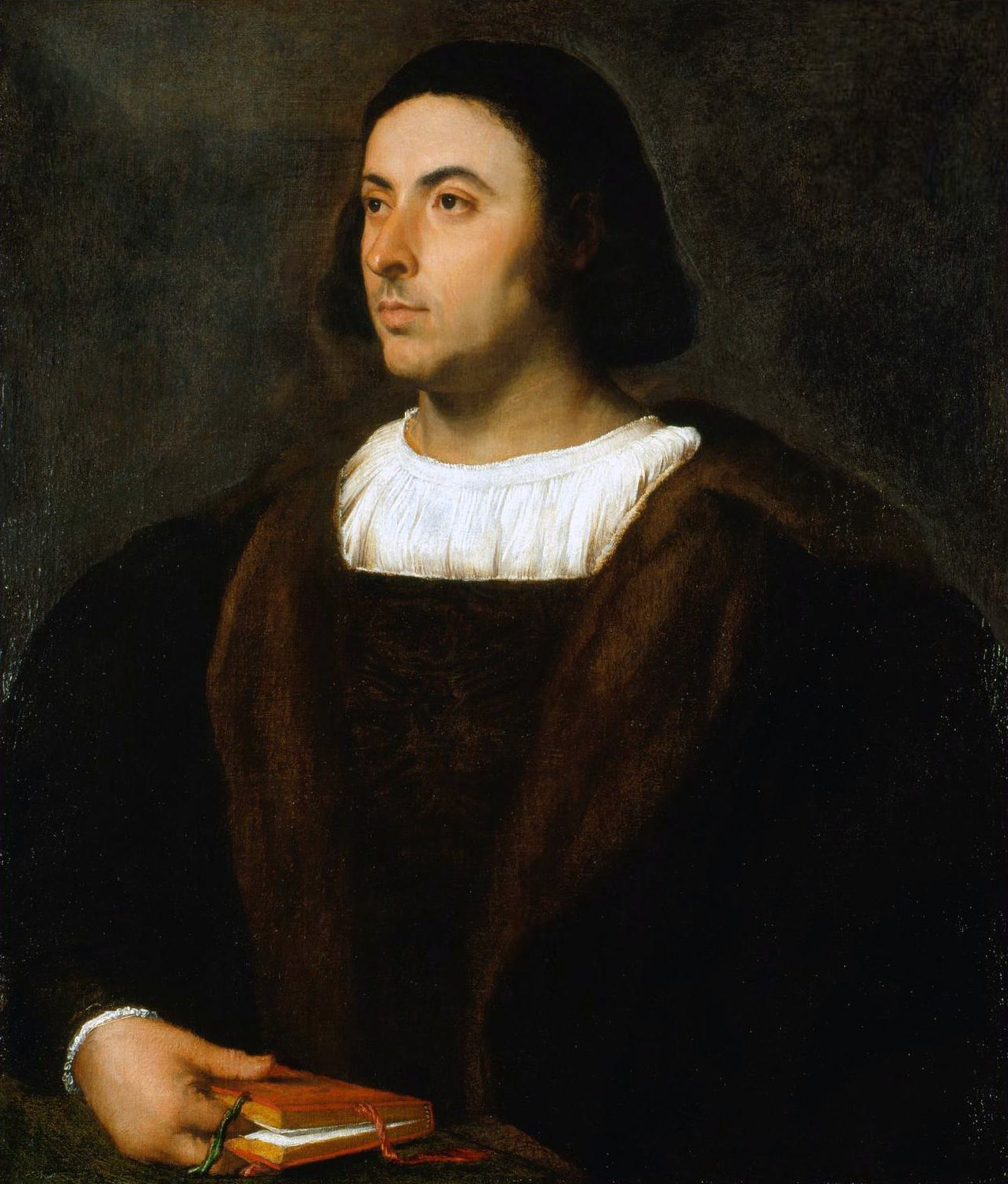
Ritratto di Jacopo Sannazaro, Tiziano Vecellio.

Grazie all'Arcadia ebbe luogo l'italianizzazione (o toscanizzazione, come si diceva ancora all'epoca) non solo di generi poetici diversi dalla lirica d'amore ma anche della prosa. Il successo straordinario di questo capolavoro, in Italia e al di fuori di essa, fu infatti all'origine, già in epoca vicereale spagnola, di una lunga serie di edizioni che non si arrestò neppure alla morte di Sannazzaro, sopravvenuta nel 1530. Anzi, sarà proprio a partire da quell'anno «[…] che si diffonde una vera e propria moda del volgare e il nome di Sannazzaro, soprattutto a Napoli, viene abbinato con quello di Bembo». Come ha sottolineato De Mauro «[…] i letterati napoletani… dai tempi del Sannazzaro accettarono di buon grado la supremazia del fiorentino, una supremazia che si tramandò di generazione in generazione dal tardo Cinquecento al Settecento».
La supremazia dell'italiano come principale lingua scritta, letteraria e amministrativa del regno di Napoli, prima insieme al latino, poi da sola, si consolidò ulteriormente e definitivamente in epoca vicereale. Nel XVII secolo, se si prende come parametro il numero di libri pubblicati in quella centuria e conservati nella più importante biblioteca di Napoli (2.800 titoli) emerge come prima lingua l'italiano con 1500 titoli (53,6% del totale) seguito a una certa distanza dal latino con 1063 titoli (38,8% del totale), mentre i testi in napoletano sono 16 (meno dell'1%). Tuttavia, se le due principali lingue di cultura del tempo sono l'italiano e il latino «[…] sul versante della comunicazione orale il dialetto conservava senz'altro un suo primato», e non solo come lingua della gran maggioranza del popolo del regno (assieme ad altri idiomi locali di tipo meridionale e meridionale estremo), ma anche di un certo numero di borghesi, intellettuali e aristocratici, trovando locutori persino presso la corte borbonica durante il Regno delle Due Sicilie (1816-1861).
Il napoletano raggiunse inoltre dignità letteraria prima con Lo cunto de li cunti del Basile e successivamente nella poesia (Cortese), nella musica e nella lirica, le quali potevano contare su scuole di altissimo livello. Per quanto riguarda la lingua italiana, oltre che principale lingua scritta e amministrativa, essa restò, fino all'estinzione del regno (1816), la lingua delle grandi personalità letterarie, da Torquato Tasso a Basilio Puoti, passando per Giovan Battista Marino, dei grandi filosofi, come Giambattista Vico e di giuristi (Pietro Giannone) ed economisti, come Antonio Genovesi: quest'ultimo fu il primo tra i docenti della più antica facoltà di Economia d'Europa (aperta a Napoli per volere di Carlo di Borbone) ad impartire le proprie lezioni in italiano (l'istruzione superiore era stata infatti impartita nel regno, fino ad allora, esclusivamente in latino). Il suo esempio venne seguito da altri docenti: l'italiano divenne in tal modo non solo la lingua dell'università e dei quattro conservatori della capitale (fra i più prestigiosi d'Europa) ma anche, de facto, l'unica lingua ufficiale dello Stato, avendo condiviso fino ad allora tale ruolo col latino. Il latino continuò tuttavia a sopravvivere, da solo o affiancato dall'italiano, in diversi istituti di cultura diffusi nel regno, e che consistevano prevalentemente in scuole di grammatica, retorica, teologia scolastica, aristotelismo o medicina galenica.